# Formula 1
La Formula 1, in sigla F1, in inglese Formula One e indicata in italiano come Formula Uno, è la massima categoria di vetture monoposto a ruote scoperte da corsa su circuito definita dalla Federazione Internazionale dell'Automobile (FIA).
La categoria è nata nel 1948 (in sostituzione della Formula A, a sua volta sorta solo due anni prima, nel 1946), diventando poi a carattere mondiale nella stagione 1950. Inizialmente definita dalla Commissione Sportiva Internazionale (CSI) dell'Associazione Internazionale degli Automobil Club Riconosciuti (AIACR), associazione antesignana della Federazione Internazionale dell'Automobile, la Formula 1 è nel ventunesimo secolo regolata dal Consiglio Mondiale degli Sport Motoristici (in inglese: World Motor Sport Council, WMSC) della FIA.
La proprietà e l'organizzazione della competizione sono del Formula One Group, controllato da Liberty Media.
Il termine "formula", presente nel nome, fa riferimento a un insieme di regole alle quali tutti i partecipanti, le macchine e i piloti, devono adeguarsi; esse introducono un numero di restrizioni e specifiche nelle auto, al fine di evitare le eccessive disparità tecniche tra le auto, di porre dei limiti al loro sviluppo e di ridurre i rischi di incidenti.

## Storia

### Dalle corse di fine Ottocento alla nascita della Formula 1

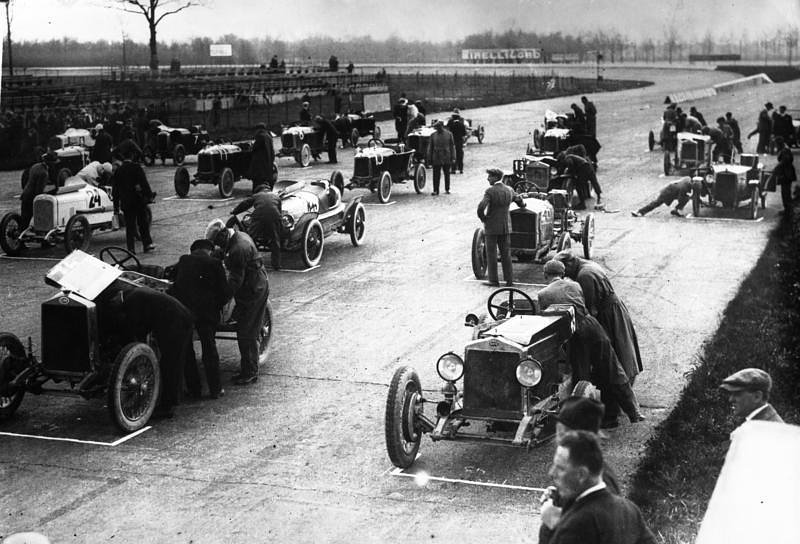
Schieramento di partenza all'autodromo di Monza per la Coppa Fiera di Milano del 1925, disputata secondo i regolamenti della Formula Grand Prix.

La Formula 1 affonda le sue radici nelle corse automobilistiche di fine Ottocento, che incominciarono ad assumere lo status di Gran Premi dal 1906. Negli anni Venti del Novecento ci fu la prima seria regolamentazione delle gare, denominata "Formula Grand Prix", e fu adottata principalmente in Europa. Questo regolamento fu alla base di tre edizioni di un Campionato Mondiale per Costruttori (vinto dall'Alfa Romeo nel 1925, dalla Bugatti nel 1926 e dalla Delage nel 1927), di due edizioni di un "Campionato Internazionale" (nel 1931 vittoria di Minoia su Alfa Romeo, e nel 1932 vittoria di Tazio Nuvolari su Alfa Romeo) e delle cinque edizioni di un "Campionato Europeo Grand Prix" (dal 1935 al 1939) dominato da piloti e vetture tedesche.
Nel 1946 venne battezzata con il nome di "Formula A", con la quale furono disputati una prima serie di Gran Premi non validi per il titolo. Vennero ammessi a gareggiare due tipi di motori: i supercompressi da 1,5 litri e gli aspirati da 4,5 litri, mentre negli anni precedenti la seconda guerra mondiale, erano ammessi soltanto i supercompressi di qualsiasi capacità fino al 1938, dopodiché ci fu la limitazione a 3,0 litri. La prima gara disputata con questo nuovo regolamento avvenne il 1º settembre 1946 a Torino; il Gran Premio di Torino, sul circuito del Valentino del parco omonimo, che fu vinta da Achille Varzi alla guida di un Alfa Romeo 158.
Due giorni dopo, sulla stessa pista si svolse la "Coppa Brezzi" durante la quale Nuvolari, al volante dell'esordiente Cisitalia D46, mandò in visibilio il pubblico compiendo un paio di giri senza volante (che si era rotto), aggrappandosi al piantone dello sterzo. La Casa torinese preparò anche una rivoluzionaria auto a motore posteriore di 1500 cm³ turbocompresso, disegnata da Ferdinand Porsche, che era accreditata della strabiliante velocità di punta di 350 km/h; con essa, Nuvolari accarezzò il sogno di partecipare al Campionato mondiale di automobilismo, di cui si iniziò a parlare nel 1947.

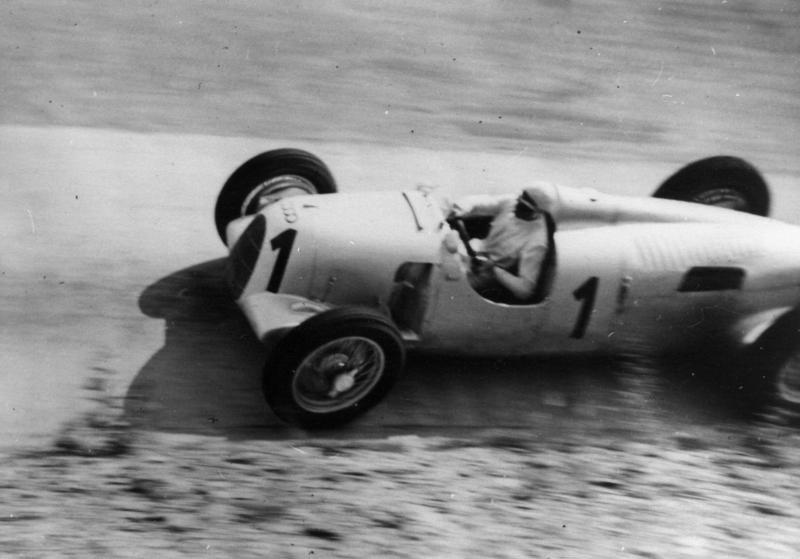
L'Auto Union Type C di Bernd Rosemeyer al Nürburgring Nordschleife nel Gran Premio di Germania 1937 valevole per il Campionato Europeo Grand Prix.

L'anno seguente il nome della formula venne cambiato con quello attuale per via della nascita della Formula 2. Nel 1949 vennero scelti sette Gran Premi validi per l'assegnazione del trofeo. Nel frattempo, Varzi era morto sul circuito di Berna e Nuvolari, ammalato, non riuscì più a tornare in pista, mentre l'avventura della Cisitalia naufragò per mancanza di fondi. Sullo scenario del 1950 si presentarono molti nomi nuovi, che presero il posto degli assi dell'anteguerra. A mettersi subito in mostra fu Juan Manuel Fangio, che il 10 aprile vinse su Maserati il Gran Premio di Pau.
Un mese dopo si disputò la prima gara valida per il campionato, il Gran Premio di Gran Bretagna del 1950. Al titolo piloti seguì un titolo per i costruttori nel 1958. Per i primi due anni le corse per vetture di Formula 1 non sono state organizzate in un campionato; subito però hanno assunto il nome di "Gran Premi" e hanno avuto rilievo internazionale (venivano organizzate in vari paesi d'Europa). Nel 1950 venne organizzato il primo Campionato mondiale di Formula 1, così denominato anche se di fatto si svolgeva a livello europeo, che venne vinto da Nino Farina a bordo di una Alfa Romeo 158; nel calendario di questa prima edizione venne inserita anche la 500 Miglia di Indianapolis, ma nessuno dei piloti e delle squadre impegnati nelle altre gare del mondiale la disputò.
Nel corso dei decenni sono stati organizzati anche dei campionati di rilievo nazionale per vetture di Formula 1 (ad esempio quello sudafricano e la British Formula One Series che si corse tra il 1978 e il 1982 nel Regno Unito) e fino al 1983 si disputarono anche molti Gran Premi non valevoli per un campionato.
Nel ventunesimo secolo le vetture di Formula 1 gareggiano esclusivamente nel campionato mondiale, organizzato con cadenza annuale dalla Federazione Internazionale dell'Automobile, sempre disputatosi dal 1950 e considerato unanimemente la massima espressione dell'automobilismo moderno.
Ogni decennio ha avuto una sua fisionomia abbastanza precisa: negli anni Cinquanta dominarono le auto a motore anteriore; negli anni Sessanta quelle a motore posteriore, ancora prive di alettoni; negli anni Settanta si ebbe invece un grande sviluppo dell'aerodinamica della vettura di Formula 1; gli anni Ottanta furono caratterizzati dai motori turbo; gli anni Novanta dall'elettronica; gli anni Duemila dall'arrivo delle grandi case automobilistiche; infine gli anni Duemiladieci, caratterizzati dall'introduzione della propulsione ibrida.

### Anni 1950: le vetture a motore anteriore

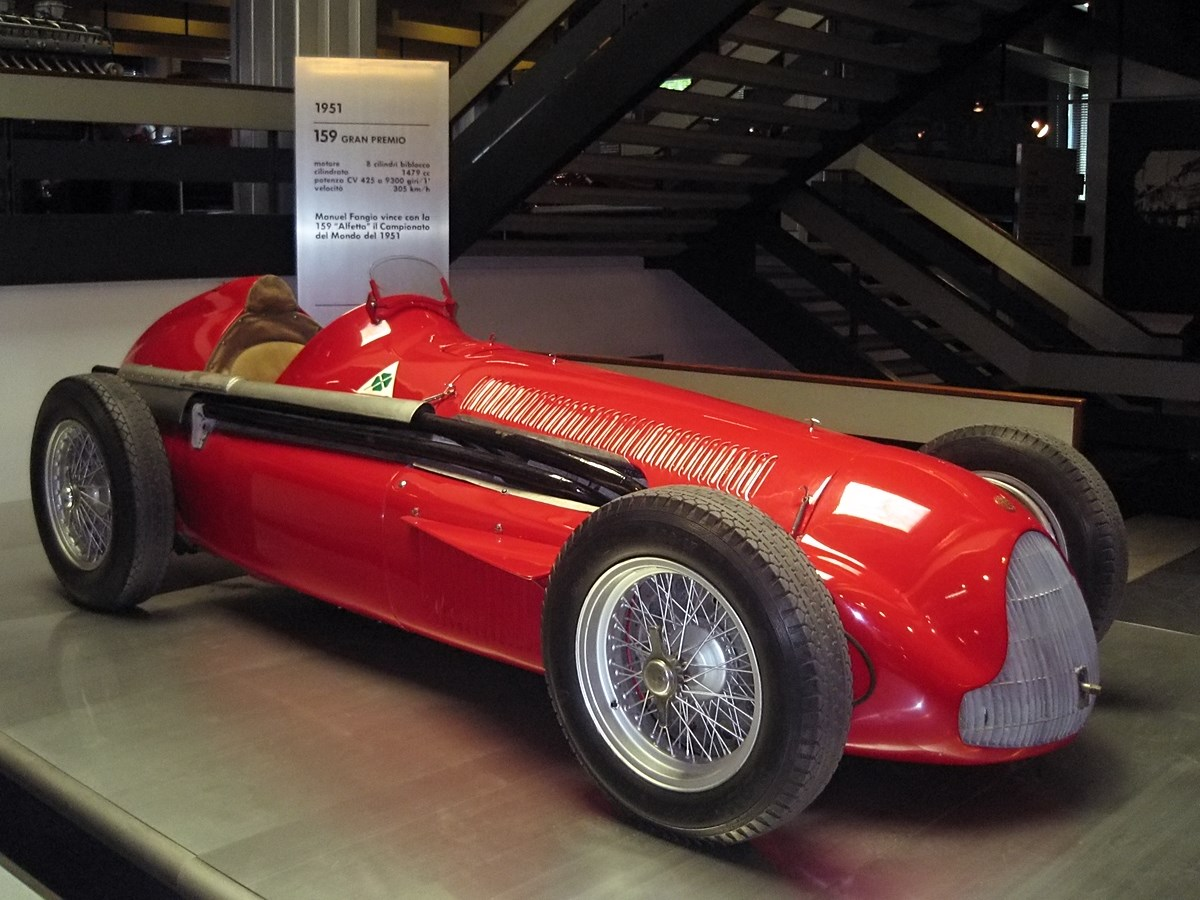
L'Alfa Romeo 158 che vinse nel 1950 il primo campionato mondiale di Formula 1 della storia grazie a Nino Farina.

I primi quattro campionati vennero dominati dalle auto e dai piloti italiani: Nino Farina vinse il campionato del 1950 con l'Alfa Romeo 158; Alberto Ascari vinse quelli del 1952 e 1953 sulla Ferrari 500.
Nel 1951, il titolo andò invece all'argentino Juan Manuel Fangio, che vinse il primo dei suoi cinque titoli mondiali, alla guida dell'Alfa Romeo 159. Gli altri quattro titoli li conquistò alla guida di Mercedes (due titoli), Maserati (un titolo) e Ferrari (titolo, quest'ultimo, portando in gara le Lancia-Ferrari D50). Protagonista del decennio fu anche il britannico Stirling Moss, che vinse molte gare ma non riuscì mai a vincere il titolo, e per questo appellato come The King without Crown ("Il re senza corona").
Nel 1958 venne battuto da Mike Hawthorn su Ferrari, che così fu il primo britannico a laurearsi campione del mondo; mentre la Vanwall con cui correva Moss conquistò il primo titolo riservato ai costruttori.
Gli anni Cinquanta furono il decennio delle auto a motore anteriore; ma proprio nel 1958 fece la sua apparizione la Cooper-Climax a motore posteriore, che con Stirling Moss e Maurice Trintignant vinse i due primi Gran Premi della stagione, per poi dominare nei due anni seguenti. Si trattò dell'evoluzione dei positivi esperimenti attuati negli anni precedenti dallo stesso Cooper in Formula 3, anche se il motore posteriore si era già visto sulla Auto Union "Tipo A" progettata da Ferdinand Porsche, che corse con successo tra il 1934 e il 1939. Le ultime auto a motore anteriore corsero nel campionato 1960.

Juan Manuel Fangio, pilota che ha segnato il primo decennio della Formula 1 con 5 titoli, precede con la sua Mercedes-Benz W 196 R carenata "Tipo Monza" la Ferrari 625 F1 del bicampione del mondo Alberto Ascari al Gran Premio d'Italia 1954; dalle differenze tra le due monoposto, si nota la grande libertà progettuale di cui godeva la categoria agli albori.

L'elevato numero di incidenti mortali registratosi nella seconda metà del decennio consigliò di ridurre la potenza delle auto, sicché dal 1961 la cilindrata delle Formula 1 venne fissata a soli 1500 cm³. Da più parti si erano levate voci favorevoli addirittura all'abolizione delle corse automobilistiche (misura poi adottata solo in Svizzera, a seguito del terribile incidente che funestò la 24 ore di Le Mans del 1955). All'indomani della morte di Luigi Musso nel Gran Premio di Francia 1958 (seguita dopo poco da quella di Peter Collins), l'Osservatore Romano si scagliò contro Enzo Ferrari, definendolo «Saturno ammodernato» che «continua a divorare i suoi figli»; mentre "Civiltà cattolica" definì le corse automobilistiche "Una inutile strage". Due pesanti anatemi, che nell'Italia di quegli anni quasi isolarono Ferrari, già sotto processo per l'incidente avvenuto durante la Mille Miglia del 1957, in cui erano morti il pilota, marchese Alfonso De Portago, il suo copilota e nove spettatori. In località Guidizzolo infatti uno pneumatico della Ferrari del marchese, targata BO 81825, esplose rovinosamente su un catarifrangente montato al centro della strada, causando lo sbandamento della macchina che travolse la folla.

### Anni 1960: l'epoca d'oro dei britannici
Nei cinque anni in cui fu in vigore la Formula A 1500 cm³ si registrò un solo grave incidente in gara, che fu però anche il più tragico di tutta la storia del mondiale: quello del Gran Premio d'Italia 1961, in cui perse la vita il destinato campione del mondo, Wolfgang Von Trips, insieme a quattordici spettatori. In prova morirono il giovane Ricardo Rodriguez e Carel Godin de Beaufort.

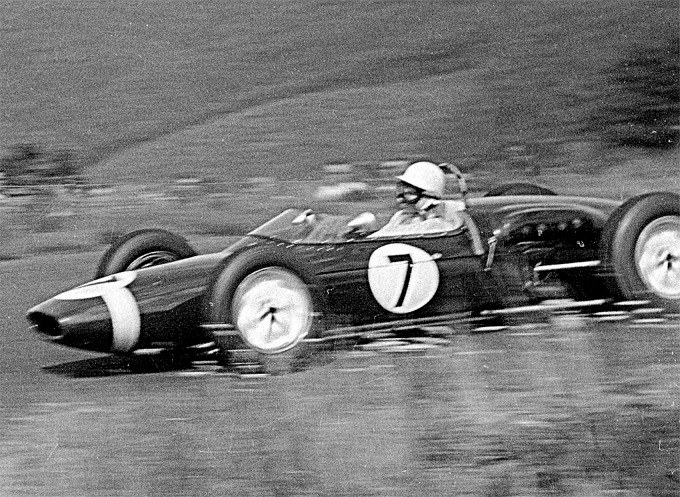
Stirling Moss guida la sua Lotus–Climax nel Gran Premio di Germania 1961 al Nürburgring. Moss fu il primo a vincere con una Lotus, ma gestita dal team privato Walker; Colin Chapman non considererà mai "sua" quella vittoria.

Durante questo periodo, i pochi cavalli a disposizione portarono a sviluppare nuove soluzioni tecniche nella costruzione dei telai, mettendo in risalto il genio di Colin Chapman, valente progettista e fondatore della Lotus, che ebbe un ruolo basilare nel secondo decennio della Formula 1: le sue idee hanno fatto scuola nell'evoluzione tecnica delle auto da corsa.
I piloti anglofoni e i team britannici dominarono il decennio. La Ferrari riuscì a spezzare questo dominio nel 1961 con lo statunitense Phil Hill, e nel 1964 con l'ex motociclista John Surtees, quest'ultimo tuttora l'unico iridato della storia sia a due sia a quattro ruote.
L'australiano Jack Brabham, che aveva ottenuto due titoli nel 1959 e 1960 con la Cooper a motore posteriore, divenne nel 1966 il primo pilota a vincere il Mondiale anche come proprietario di una propria scuderia: la Brabham Racing Organisation, che vinse anche il campionato del 1967 con il neozelandese Denny Hulme.
Nel periodo 1962-1966 i due piloti di spicco furono Jim Clark alla guida della Lotus e Graham Hill alla guida della BRM. Senza due guasti che lo bloccarono nel corso dell'ultimo gran premio, Clark avrebbe potuto vincere quattro mondiali di seguito, suggellando così più nettamente quello che fu il suo incontrastato dominio in pista.
Dopo il passaggio (nel 1966) alla cilindrata di 3000 cm³, una nuova serie di incidenti mortali pose progressivamente l'attenzione sul problema della sicurezza passiva: nel Gran Premio di Monaco del 1967 le balle di paglia poste lungo il percorso acuirono la gravità dell'incendio che devastò la Ferrari di Lorenzo Bandini e causò la morte del pilota. Una dinamica simile ebbe l'incidente che costò la vita a Jo Schlesser durante il Gran Premio di Francia del 1968. Nel frattempo, il 7 aprile in una gara di Formula 2 a Hockenheim era morto il grande Jim Clark. A vincere il mondiale fu Graham Hill, che proprio quell'anno era passato alla Lotus. Anche Jackie Stewart abbandonò la BRM (con cui aveva debuttato nel 1965), passando alla francese Matra (gestita però dal team di Ken Tyrrell), con cui vinse il campionato del 1969.

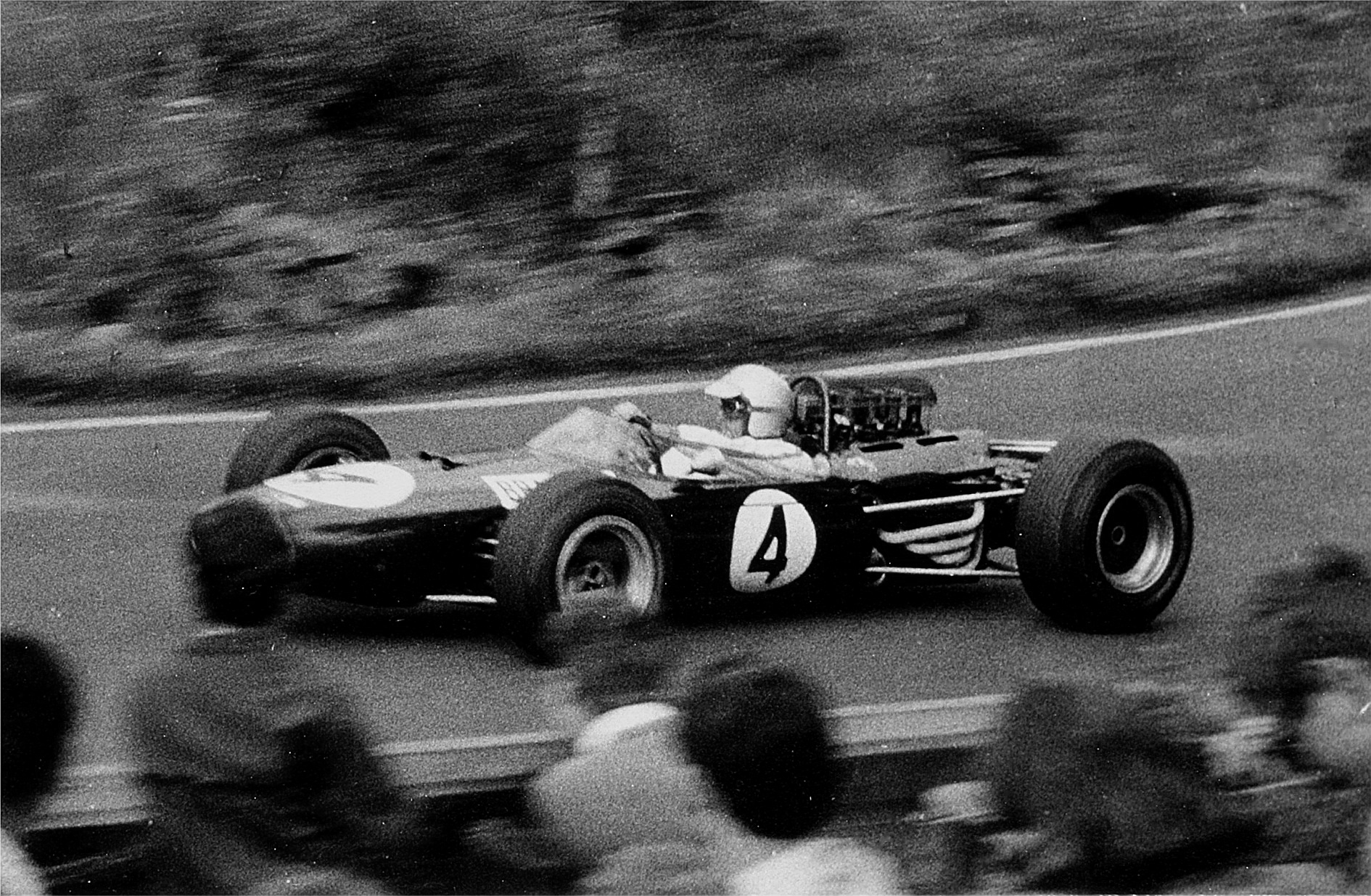
Jack Brabham affronta la Sudkehre del Nürburgring nel Gran Premio di Germania 1965. Brabham fu l'unico pilota a trionfare anche come costruttore, con la sua Brabham, nella stagione 1966.

Fino al 1968 tutte le auto avevano corso con i tradizionali colori legati alla nazionalità dei concorrenti; ma in quell'anno la Lotus si presentò con la livrea delle monoposto colorate di rosso, oro e bianco (poi nere e oro, dal 1972 al 1978), introducendo per prima lo sponsor in Formula 1.

### Anni 1970: sviluppo delle monoposto
Dopo la comparsa nel 1970 della rivoluzionaria Lotus 72 e nel 1978 dell'altrettanto strabiliante Lotus 79, nulla fu più come prima: le auto di Formula 1 cambiarono completamente volto e nell'arco di dieci anni vennero totalmente trasformate. Ingegneri, tecnici aerodinamici e costruttori di pneumatici impressero all'automobilismo una vorticosa evoluzione che contrassegnò tutto il decennio.
Nel 1970 il mondiale andò a Jochen Rindt, nonostante fosse perito alla guida della sua Lotus 72 nelle prove del Gran Premio d'Italia: dopo la sua scomparsa, nelle restanti gare nessuno dei suoi rivali in pista seppe superarlo in classifica generale, venendo così insignito del titolo post mortem. Nella battaglia per la sicurezza si schierò in prima fila lo scozzese Jackie Stewart, grazie al quale vennero adottati progressivamente le tute ignifughe, le cinture di sicurezza e il casco integrale. Tutti dispositivi che fino ad allora erano rimasti sconosciuti e che salvarono la vita a Niki Lauda al Nürburgring nel 1976.
Alla guida della GPDA (Grand Prix Drivers Association), Stewart promosse l'introduzione di chicanes per rallentare i circuiti, ma anche alcune misure poi risultate discutibili, come il posizionamento di guard-rail in metallo a bordo pista, che furono fatali, tra l'altro, al suo compagno di squadra François Cevert, nelle prove del Gran Premio degli Stati Uniti d'America 1973.

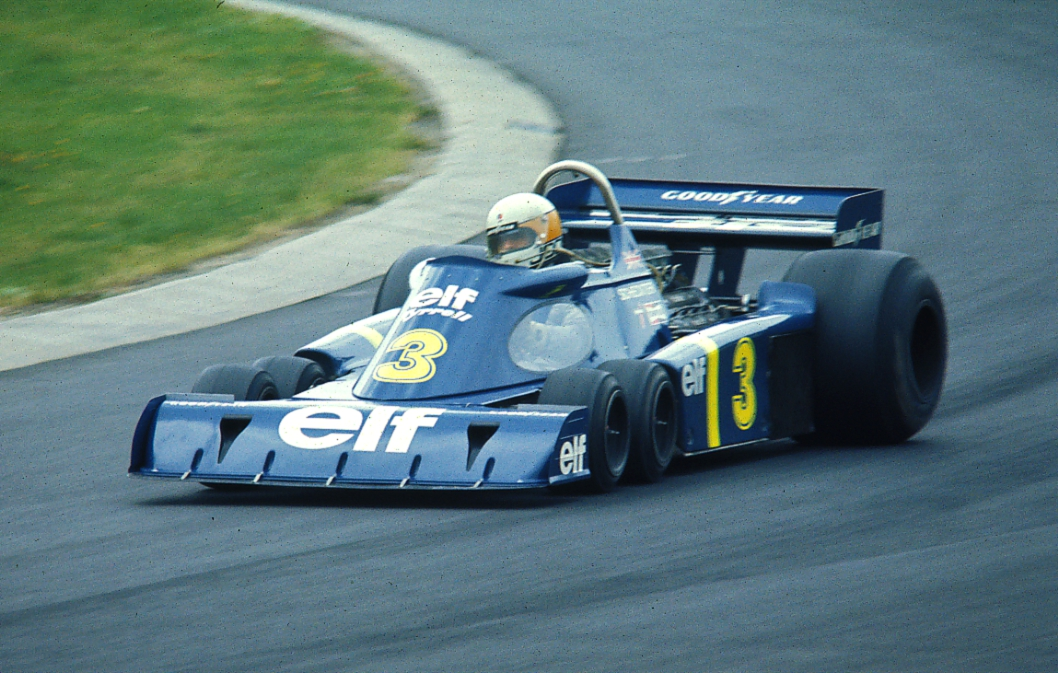
La Tyrrell P34 a sei ruote fu una delle auto più curiose che abbiano mai corso in Formula 1, portata al successo da Jody Scheckter in Svezia del 1976.

Emerson Fittipaldi vinse i mondiali del 1972 e 1974, James Hunt quello del 1976 e Alan Jones con l'emergente Williams quello del 1980. Ma il pilota che più contrassegnò la seconda metà del decennio fu indubbiamente l'austriaco Niki Lauda. Il "baricentro" della Formula 1 continuava a essere fortemente europeo, nonostante le sporadiche incursioni di team statunitensi quali la Eagle negli anni Sessanta o la Shadow, la Penske e la Parnelli negli anni Settanta: tutte squadre abituate a dominare i campionati nordamericani, ma che in Formula 1 totalizzarono appena tre vittorie. Maggior fortuna ebbero i piloti e Mario Andretti (nato in Istria e poi emigrato in America) vinse il mondiale del 1978; seguito nel 1979 dal sudafricano Jody Scheckter, che nel 1977 aveva ottenuto tre vittorie alla guida della canadese Wolf.
Un'altra pagina nera fu l'incidente in cui perse la vita Roger Williamson durante il Gran Premio d'Olanda 1973: la gara non venne sospesa e soltanto il suo compagno di squadra, David Purley, si fermò per cercare di prestare aiuto allo sfortunato pilota, che morì tra le fiamme.

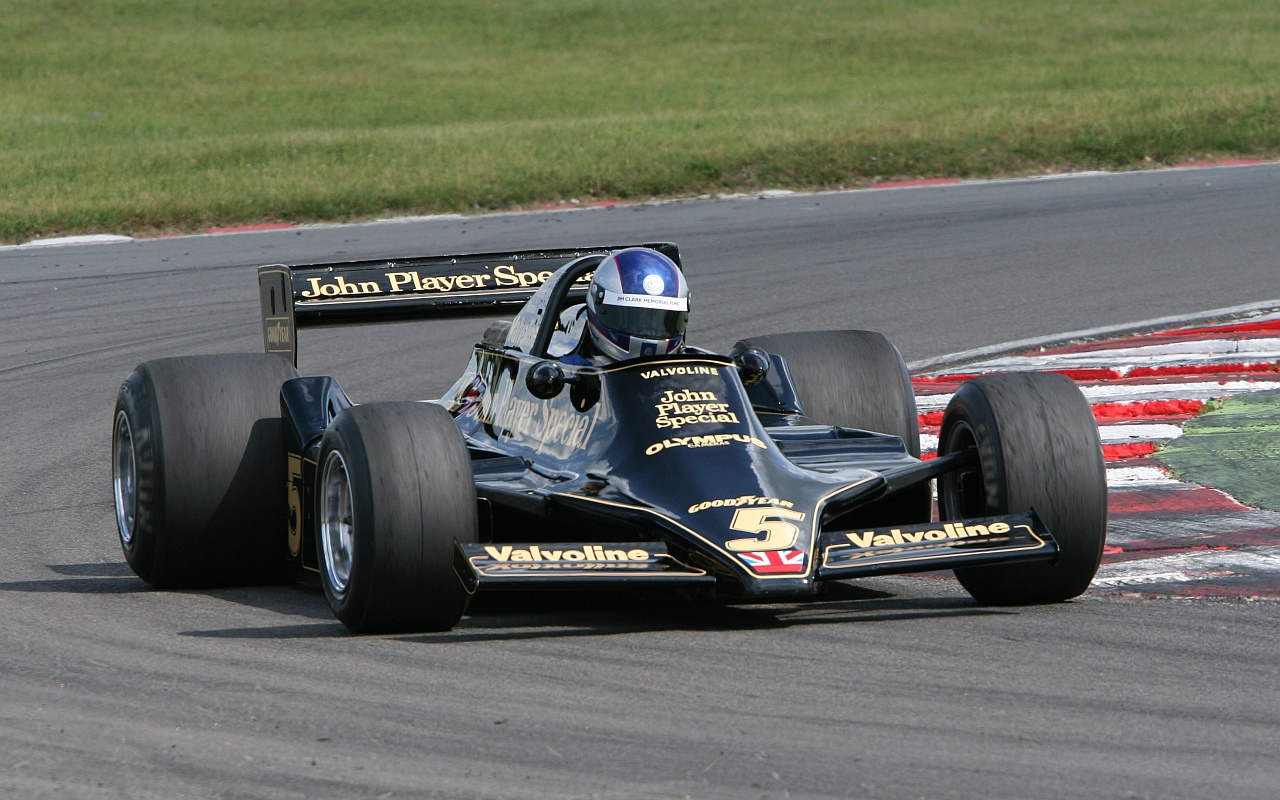
L'innovativa Lotus 79 a effetto suolo che dominò la stagione 1978, vincendo la coppa costruttori e consegnando a Mario Andretti il titolo iridato: per la bellezza delle forme e le raffinate soluzioni tecniche, è ritenuta tra le monoposto più significative nella storia della categoria.

Purtroppo, in quegli anni la lista dei decessi fu molto numerosa: Piers Courage, Jo Siffert, Peter Revson, Jochen Rindt, Helmuth Koinigg, Mark Donohue, François Cevert sono gli altri piloti di Formula 1 che persero la vita in pista, nel corso della prima metà degli anni Settanta. In seguito, la battaglia per la sicurezza delle auto e degli autodromi ha dato i suoi frutti, ma nel periodo 1976-1986 si registrarono comunque altri sei decessi: Tom Pryce, Ronnie Peterson, Patrick Depailler, Gilles Villeneuve, Riccardo Paletti ed Elio De Angelis.
Soltanto due donne (entrambe italiane) hanno partecipato a Gran Premi di Formula 1: Maria Teresa de Filippis negli anni Cinquanta e Lella Lombardi negli anni Settanta, mentre la britannica Divina Galica, la sudafricana Desiré Wilson e l'altra italiana Giovanna Amati hanno preso parte soltanto alle prove, senza riuscire a qualificarsi per un Gran Premio.
Nel 1979, la nascita della FISA (Fédération Internationale du Sport Automobile) diede il via a una disputa, durata diversi anni, tra quest'ultima (presieduta da Jean-Marie Balestre) e la FOCA (Formula One Constructors Association, guidata da Bernie Ecclestone), concernente le questioni tecniche, ma soprattutto il controllo dei diritti televisivi.
Dal punto di vista motoristico, questo periodo venne dominato dal motore Ford Cosworth, che vinse ben 155 Gran Premi (il primo in Olanda nel 1967 con Jim Clark; l'ultimo a Detroit nel 1983 con Michele Alboreto).

### Anni 1980: l'epoca del turbo

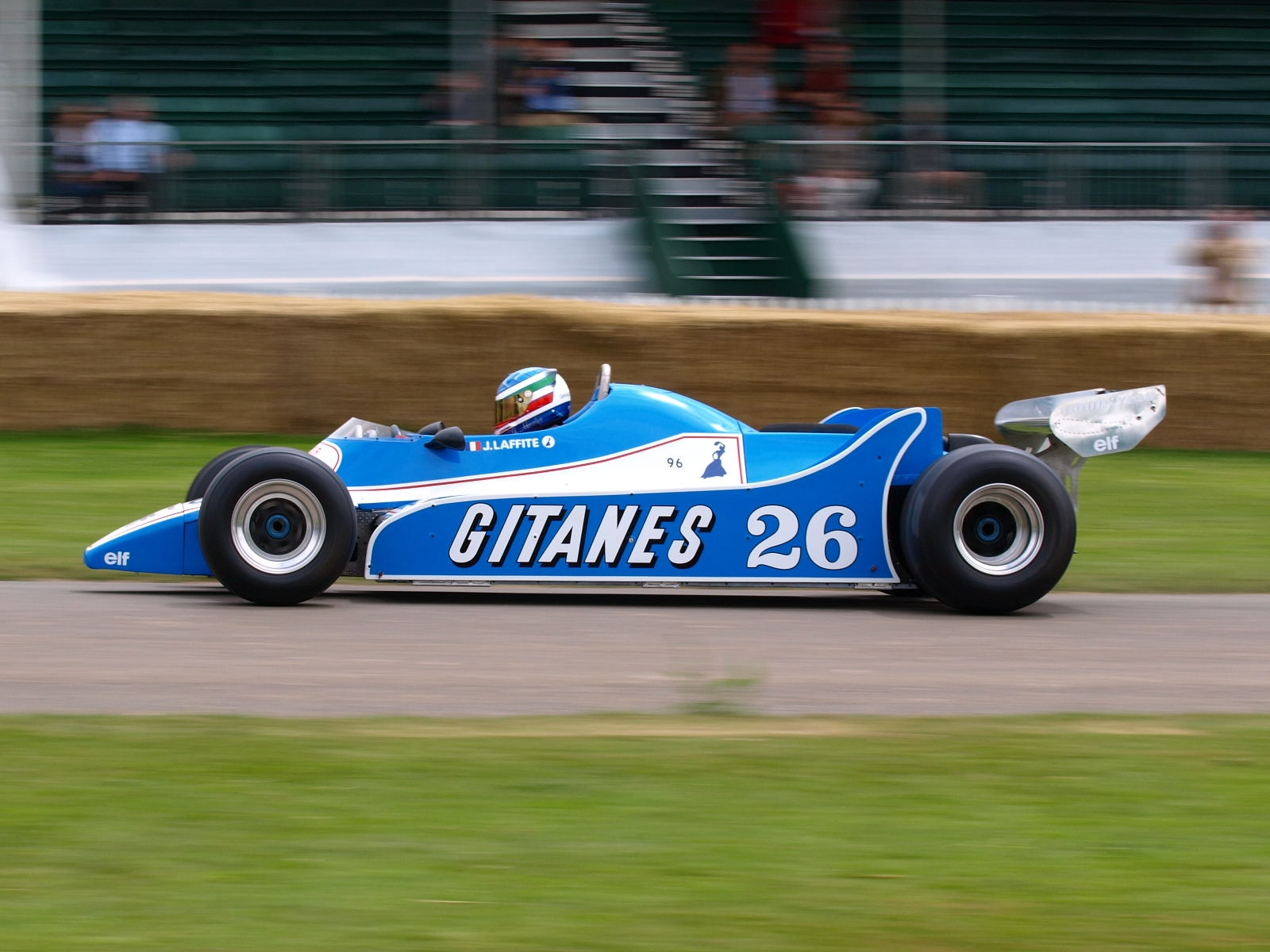
La competitiva Ligier JS11, una dei simboli dell'exploit francese in Formula 1 andato in scena tra gli anni Settanta e Ottanta.

Il 1981 vide la sottoscrizione del cosiddetto "Patto della Concordia" (dal nome della piazza parigina Place de la Concorde, dov'è la sede della Federazione), un contratto che obbligava le squadre a competere nel campionato del mondo suddividendosi i proventi sui diritti televisivi. Si mise così termine alla guerra tra FISA e FOCA, che aveva raggiunto l'apice con la cancellazione di due gran premi già disputati e dichiarati non validi per il titolo: quelli di Spagna del 1980 e del Sudafrica nel 1981. Di fatto questo accordo consentiva a Bernie Ecclestone di iniziare la scalata al controllo completo dello sport a livello finanziario.
Nel Gran Premio del Sudafrica 1982 si registrò un clamoroso sciopero dei piloti; nel successivo Gran Premio del Brasile vennero squalificati Nelson Piquet e Keke Rosberg (giunti rispettivamente primo e secondo), perché le loro vetture risultarono sotto peso. Ciò generò una clamorosa protesta delle squadre britanniche, che disertarono il Gran Premio di San Marino. A fine anno, la FIA abolì per motivi di sicurezza il cosiddetto effetto suolo aerodinamico dalla stagione 1983 (una tecnologia che, peraltro, non avrebbe avuto alcuna possibilità di sviluppo sulle auto di serie).

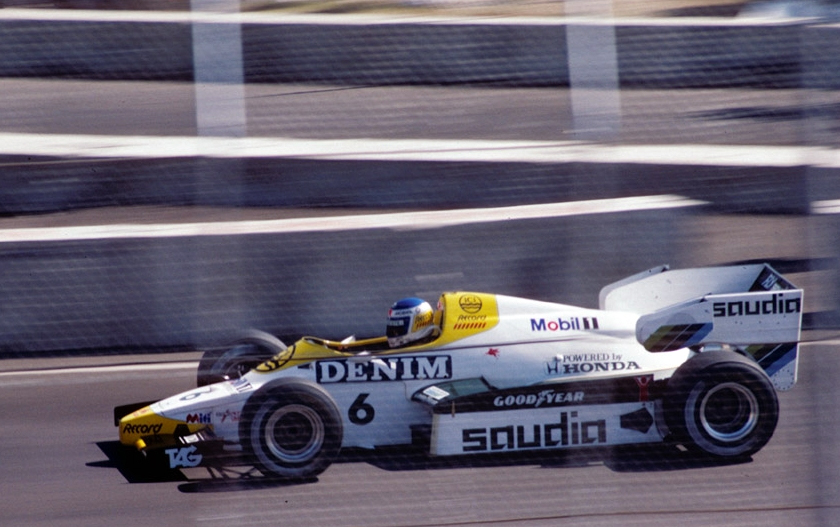
Keke Rosberg riportò il motore Honda alla vittoria dopo diciassette anni, nel Gran Premio di Dallas del 1984.

Contemporaneamente, i motori turbo, introdotti dalla Renault nel 1977, si fecero sempre più potenti e affidabili, stimolando molti costruttori a entrare nel circus iridato e ponendo fine al dominio dello strepitoso motore Ford Cosworth aspirato da 3 litri. Negli anni Ottanta, e in maniera particolare nel 1986 le vetture turbo superavano ampiamente i 1.000 cavalli di potenza (per i quattro cilindri BMW montati sulle Benetton B186 in configurazione da qualifica si parlò nel 1986 addirittura di oltre 1.200 cavalli) e furono i più potenti della storia della Formula 1.
Nel 1986 vennero dotate di un "overboost", cioè una manopola collocata nell'abitacolo, tramite la quale il pilota poteva aumentare ulteriormente la potenza in fase di sorpasso, oltre che in qualifica.
Per contenere l'escalation delle prestazioni, la FIA inserì di volta in volta regole sempre più restrittive per i turbo: per la stagione 1984 vennero vietati i rifornimenti di carburante e la capacità dei serbatoi della benzina fu ridotta a 220 litri; l'anno successivo fu introdotto il divieto di refrigerare il carburante (infatti, 220 litri di benzina congelata corrispondono a più chilogrammi di carburante effettivo imbarcato alla partenza), mentre nel 1986 la capienza dei serbatoi fu diminuita a 195 litri; nel 1987 la pressione fu limitata a 4 atmosfere, tramite una valvola "pop-off", mentre nel 1988 i serbatoi si ridussero a 150 litri e la pressione fu ulteriormente ridotta a 2,5 atmosfere. Tuttavia, nonostante tali pesanti limitazioni, i motoristi (in particolare la Honda) erano riusciti a ottenere comunque importanti prestazioni (i V6 Honda del 1988 riuscivano a esprimere quasi 700 CV, pur consumando meno di 150 litri); pertanto, la FIA decise di eliminare definitivamente i motori turbo nel 1989.

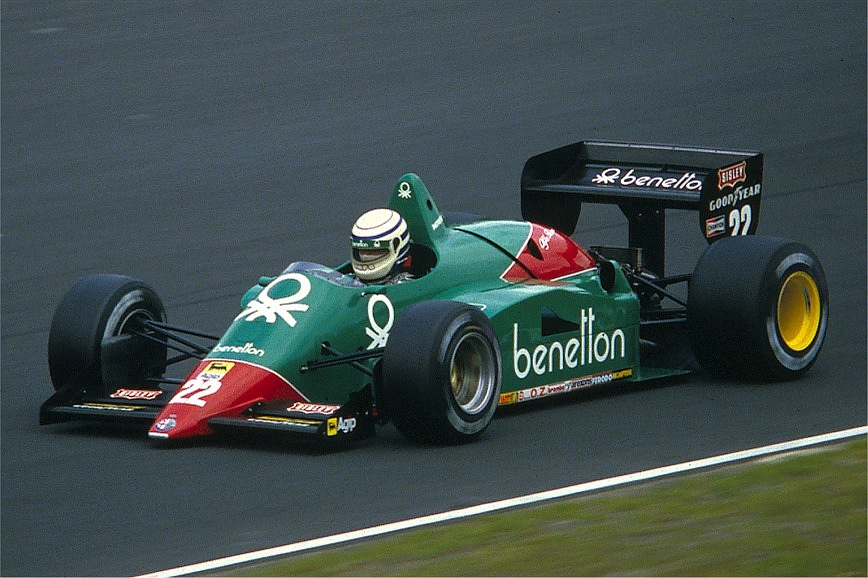
Riccardo Patrese (qui alla guida dell'Alfa Romeo 185T in Germania nel 1985) fu uno dei maggiori rappresentanti della nutrita pattuglia di piloti italiani vista nella Formula 1 degli anni Ottanta.

Le annate dal 1979 al 1983 furono il periodo d'oro dei piloti e delle squadre francesi (Renault e, in parte, Ligier); la sconfitta delle Renault di Prost nel 1983 a opera della Brabham di Piquet segnò il loro improvviso declino, anche se la stagione dei successi individuali di Alain Prost stava solo per iniziare. In seguito, negli anni Ottanta furono poi numerosi i piloti italiani: otto nel 1982, nove nel 1984, undici nel 1989; i loro risultati, tuttavia, non furono proporzionati a questa massiccia presenza.
Il campionato con il maggior numero di partecipanti fu quello del 1989, al quale si iscrissero ben trentanove auto (su cui si alternarono un totale di quarantanove piloti, di cui ventinove raccolsero almeno un punto in classifica), appartenenti a venti diversi team, alcuni dei quali non riuscirono mai a superare le "prequalifiche" che si tenevano il venerdì mattina e, quindi, a partecipare alle prove ufficiali.

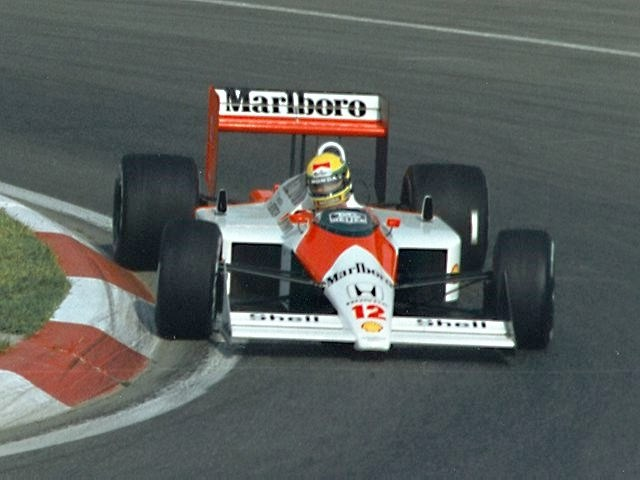
L'imbattibile McLaren MP4/4, monoposto capace di affermarsi in 15 gare su 16 nel campionato 1988 grazie alla coppia di amici-rivali Alain Prost e Ayrton Senna, protagonisti tra gli anni Ottanta e Novanta di un acceso dualismo.

Le squadre siglarono un secondo "Patto della Concordia" nel 1992 e un terzo nel 1997, che è scaduto alla fine del 2007.

### Anni 1990: elettronica e agonismo
Nei primi anni Novanta le squadre introdussero massicciamente diversi aiuti elettronici nella guida: le sospensioni attive, il cambio semiautomatico, il controllo della trazione e il sistema anti bloccaggio delle ruote in frenata. Alcune di queste innovazioni vennero introdotte sulle auto di serie. La FIA, consapevole che tanta tecnologia tendesse ad attenuare molto le abilità dei piloti, abolì l'assistenza elettronica nel 1994. Molti osservatori sostennero che tale abolizione derivasse dal fatto che la FIA non avesse i mezzi necessari per supportare tali aiuti ai piloti e così, negli anni seguenti, l'elettronica ritornò gradualmente nelle competizioni, anche se in maniera meno massiccia.
Sulle piste, la McLaren e la Williams dominarono le gare. Motorizzata dalla Honda e dalla Mercedes-Benz la McLaren vinse, nel periodo 1989-1999, nove campionati (quattro costruttori, cinque piloti), mentre la Williams motorizzata dalla Renault vinse anch'essa nove titoli (cinque costruttori, quattro piloti). La rivalità nata tra il brasiliano Ayrton Senna e il francese Alain Prost raggiunse l'apice nel periodo 1988-1990, e continuò anche dopo il ritiro del primo campione del mondo transalpino nel 1993. Senna morì tragicamente nel Gran Premio di San Marino del 1994, quando un pezzo della sospensione anteriore destra gli perforò il casco nell'incidente avvenuto nella curva del Tamburello.
Dopo la tragica gara di Imola 1994 (nel quale anche il pilota austriaco Roland Ratzenberger morì nel corso delle qualificazioni), la FIA addusse ragioni di sicurezza per imporre cambiamenti nel regolamento, che altrimenti (per via del Patto della Concordia) avrebbero dovuto ottenere l'approvazione di tutte le squadre. I cambiamenti più notevoli si registrarono nella stagione 1998 in quella che venne denominata la "Narrow Track Era". Oltre alla messa in sicurezza di diversi circuiti, vennero introdotte le scanalature sugli pneumatici (tre sulle gomme anteriori, portate a quattro a partire dal 1999, e quattro sulle posteriori). L'obiettivo era ridurre la velocità media durante le corse con pista asciutta, aumentando la difficoltà dei piloti senza aggiungere rischi e assicurando un migliore spettacolo.

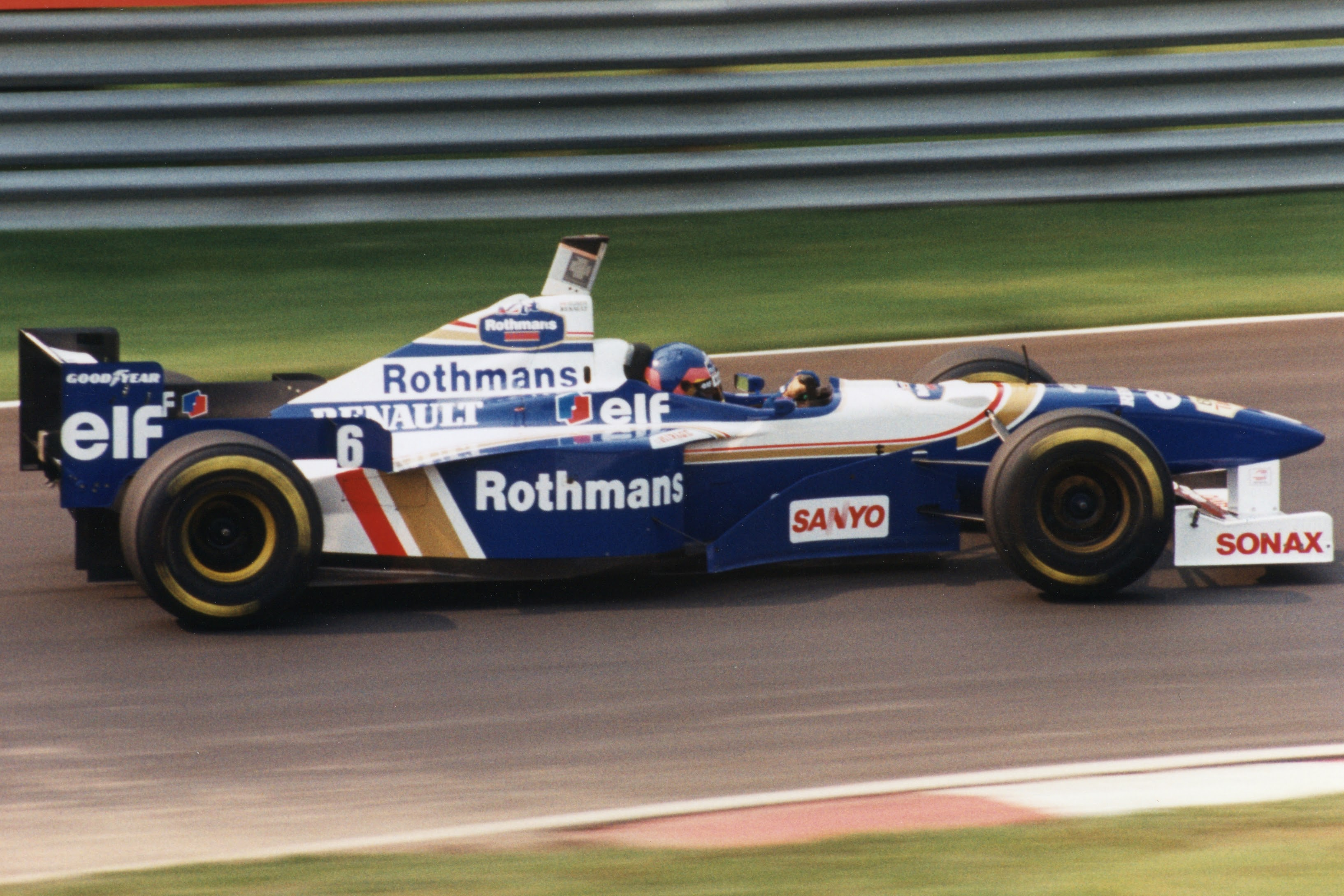
La Williams, qui guidata nel 1996 da Jacques Villeneuve, figlio di Gilles, segnò gli anni Novanta della Formula 1 grazie a 4 titoli piloti e 5 titoli costruttori.

I risultati furono contrastanti: la mancanza di grip meccanico ha stimolato progettisti di fama che hanno tentato di colmare il deficit aerodinamico con dispositivi che tendono a rendere le auto sempre più dipendenti dalla traiettoria predefinita delle altre vetture che procedono lungo il circuito; il che ha reso più difficili i sorpassi. Gli pneumatici scanalati ebbero inoltre inizialmente un effetto secondario sfavorevole a causa dei forti residui di gomma che rimanevano all'interno delle stesse scanalature. Le squadre più innovatrici tentarono di trovare altre soluzioni per questi cambiamenti drastici. La McLaren, con una macchina progettata da Adrian Newey durante la stagione 1998, utilizzò un ammortizzatore sui freni che permetteva al pilota la frenata indipendente su una o l'altra ruota posteriore per migliorare l'aderenza nelle curve. Questo aiuto al pilota venne in seguito vietato. Dopo il 1º maggio 1994, per oltre vent'anni nessun pilota ha più perso la vita in una gara di Formula 1 fino al 2015, quando morì Jules Bianchi per i postumi dell'incidente di Suzuka di nove mesi prima, per questioni più di sicurezza in pista che non di costruzione delle monoposto (e, in generale, soltanto quattro hanno perso la vita da quando si usano i telai in fibra di carbonio: De Angelis, Ratzenberger, Senna e Bianchi). Si contano tuttavia tre commissari di pista deceduti: uno durante il Gran Premio d'Italia del 2000, un altro nel Gran Premio d'Australia del 2001 e l'altro nel Gran Premio del Canada 2013.
I piloti di McLaren, Williams, Renault (in precedenza Benetton) e Ferrari hanno vinto tutti i campionati del mondo dal 1984 al 2008. Con i cambiamenti tecnologici avvenuti negli anni Novanta, i costi per competere in Formula 1 crebbero a dismisura. Questi onerosi incrementi, in aggiunta al dominio dei quattro maggiori team, hanno causato l'impoverimento delle squadre indipendenti che si videro private dei mezzi per poter realmente competere. Problemi finanziari costrinsero diversi team a chiudere i battenti e, dal 1990, ben ventotto squadre finirono fuori dal giro della Formula 1. Ciò trova conferma nelle parole del proprietario della Jordan, il quale in una dichiarazione sancì la fine dell'era dei costruttori privati.

### Anni 2000: regolamenti e limitazioni

#### Il ciclo Ferrari con Schumacher (2000-2004)

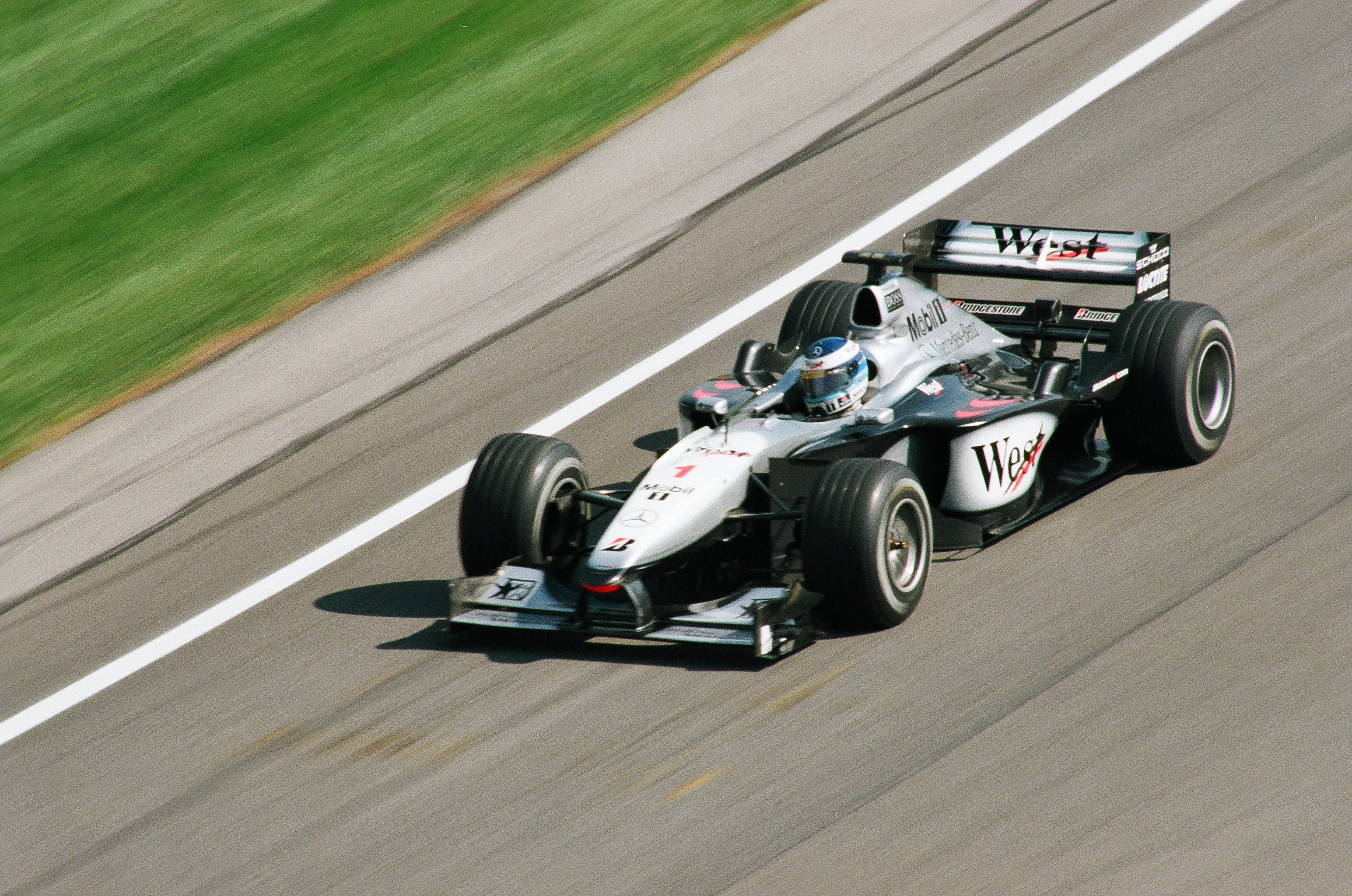
Il finlandese Mika Häkkinen, 2 volte campione del mondo con la sua McLaren-Mercedes a fine anni Novanta.

Dopo il bando ai motori turbo-compressi nel 1989, i frazionamenti più usati furono a 8-10-12 cilindri con cilindrata di 3,5 litri; dal 1995 la cilindrata venne ulteriormente ridotta a 3 litri, con il circus che si standardizzò verso propulsori aspirati a 10 cilindri. Durante questo periodo, le statistiche mostrarono la supremazia indiscussa dei motori Ferrari e Renault: la scuderia italiana conquistò sei titoli per la categoria costruttori e cinque per i piloti, mentre quella francese si aggiudicò entrambi i titoli costruttori e piloti del biennio 2005-2006 con una macchina totalmente autoprodotta. In particolare, la Renault fu innovatrice durante questo periodo redigendo un progetto come il motore 111° a 10 cilindri per la RS23 partecipante alla stagione 2003, con il centro gravitazionale del motore spostato verso il basso così da rendere più maneggevole la guida; i risultati sul campo dimostrarono la poca affidabilità e pesantezza di tale sistema, sicché il team francese tornò a una configurazione più convenzionale. La Ferrari fu quella che ebbe i maggiori benefici dall'era del motore V10, vincendo sei titoli costruttori consecutivi nel periodo 1999-2004.
Molti record sono stati battuti nei primi anni del XXI secolo dal pilota tedesco Michael Schumacher su una Ferrari rinata. Nel Gran Premio del Belgio del 2001 fissò con cinquantadue il nuovo record di gran premi vinti, ritirandosi alla fine della stagione 2006 con novantuno vittorie all'attivo.
Schumacher detenne all'epoca il record di Gran Premi vinti in una singola stagione, quando nel 2004 conquistò tredici delle diciotto gare in programma; un primato prima eguagliato da Sebastian Vettel nel 2013, con tredici successi in diciannove prove, e poi superato da Max Verstappen nel 2022 e ulteriormente migliorato nel 2023. Sempre Schumacher nel 2003 vinse il suo sesto titolo mondiale piloti, battendo il precedente record di Juan Manuel Fangio, migliorato nel 2004 con il settimo titolo. Il tedesco ha inoltre detenuto il record di punti in carriera, conquistando il suo 801º punto nel Gran Premio del Giappone del 2001, superando il precedente record detenuto da Alain Prost con 798,5 punti e raggiungendo i 1369 punti nel Gran Premio del Brasile 2006 a Interlagos.
L'unico record rimasto intatto per lungo tempo sono i 256 gran premi disputati da Riccardo Patrese, ma quest'ultimo venne poi superato da Rubens Barrichello nel corso della stagione 2008 (il brasiliano giunse infine a quota 323). Schumacher si fermò a 250 gran premi disputati a fine 2006, ma in seguito rientrò per tre stagioni (2010-2012), nelle quali non raccolse risultati di rilievo, ma che gli permisero di superare la quota delle 300 presenze.

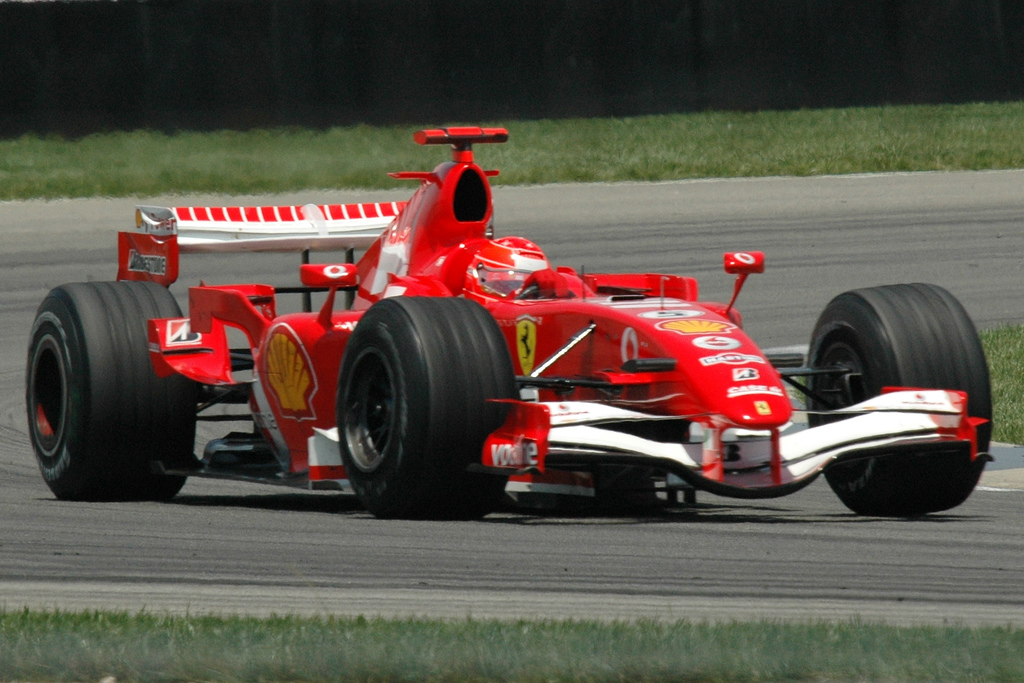
Michael Schumacher e la Ferrari detengono i record di vittorie nei rispettivi titoli piloti (7, a pari merito con Lewis Hamilton) e costruttori (16). Dal 1999 al 2004 il pilota tedesco e la scuderia italiana hanno monopolizzato la Formula 1 facendo loro in sequenza 6 allori costruttori e 5 mondiali piloti.

La sua striscia vincente si interruppe il 25 settembre 2005 quando Fernando Alonso conquistò il campionato, diventando anche il più giovane campione del mondo fino ad allora (precedentemente questo primato spettava a Emerson Fittipaldi). Il pilota spagnolo fu anche il pilota più giovane a conquistare la pole position e la vittoria in un Gran Premio, ma questi primati vennero battuti nel 2008 dall'esordiente Sebastian Vettel. Nel 2002 fissò inoltre il nuovo record per la conquista più rapida del titolo mondiale, vincendolo già a luglio dopo il Gran Premio di Francia e dopo undici gare disputate (nel 1992 Nigel Mansell vinse anch'egli il titolo dopo undici gare disputate, ma nel mese di agosto al Gran Premio di Ungheria). Michael Schumacher ha detenuto il titolo mondiale piloti per oltre 1800 giorni.
Altri rivali capaci di competere con Schumacher (soprattutto nella stagione 2003) sono stati Kimi Räikkönen alla guida della McLaren-Mercedes e Juan Pablo Montoya alla guida della Williams-BMW. Mentre Ralf Schumacher, seppure oscurato dai risultati del fratello, risultava comunque, all'epoca, il secondo migliore pilota tedesco di tutti i tempi in Formula 1.
Nei regolamenti, alcuni cambiamenti vennero introdotti per limitare i costi di gestione. Il cambiamento più notevole avvenne nel formato della sessione di qualifiche tra il 2003 e il 2006 e dopo l'abolizione, avvenuta alla fine della stagione 2002, del tempo limite (il 107% della pole position) necessario per qualificarsi alla gara. Un'altra nuova regola impose ai piloti di iniziare la gara con lo stesso livello di benzina avuto alla fine della sessione di qualifica, introducendo così nuovi elementi tattici per le diverse strategie adottate dai vari team. Altra nuova restrizione è stata il mantenimento dello stesso motore, che deve durare due gare (poi quattro gare; successivamente è vigente un limite di tre motori a stagione) senza effettuare alcun cambiamento; il pilota che contravviene a questa regola viene penalizzato di dieci posizioni sulla griglia di partenza.

#### Il passaggio dal V10 al V8 (2006-2013)
Il 2005 ha segnato anche la fine dell'era dei motori V10 con cilindrata 3 000 cm³ nella Formula 1: nella stagione 2006 la FIA impose a tutte le squadre l'utilizzo di motori con otto cilindri a V di 90° e cilindrata di 2 400 cm³. L'unica squadra che richiese una deroga per correre con il vecchio V10 3 litri fu la Toro Rosso, che corse quindi con un motore Cosworth dell'anno precedente, ma con una flangia di strozzatura di 77 mm e un regime di rotazione limitato a 16 700 giri/minuto. Tutte le altre squadre corsero con motori V8 conformi alle nuove normative: Renault, Ferrari, Honda, BMW, Toyota corsero con motori propri, Red Bull con motore Ferrari, Williams con motore Cosworth, McLaren con Mercedes, Midland con Toyota e Super Aguri con Honda.

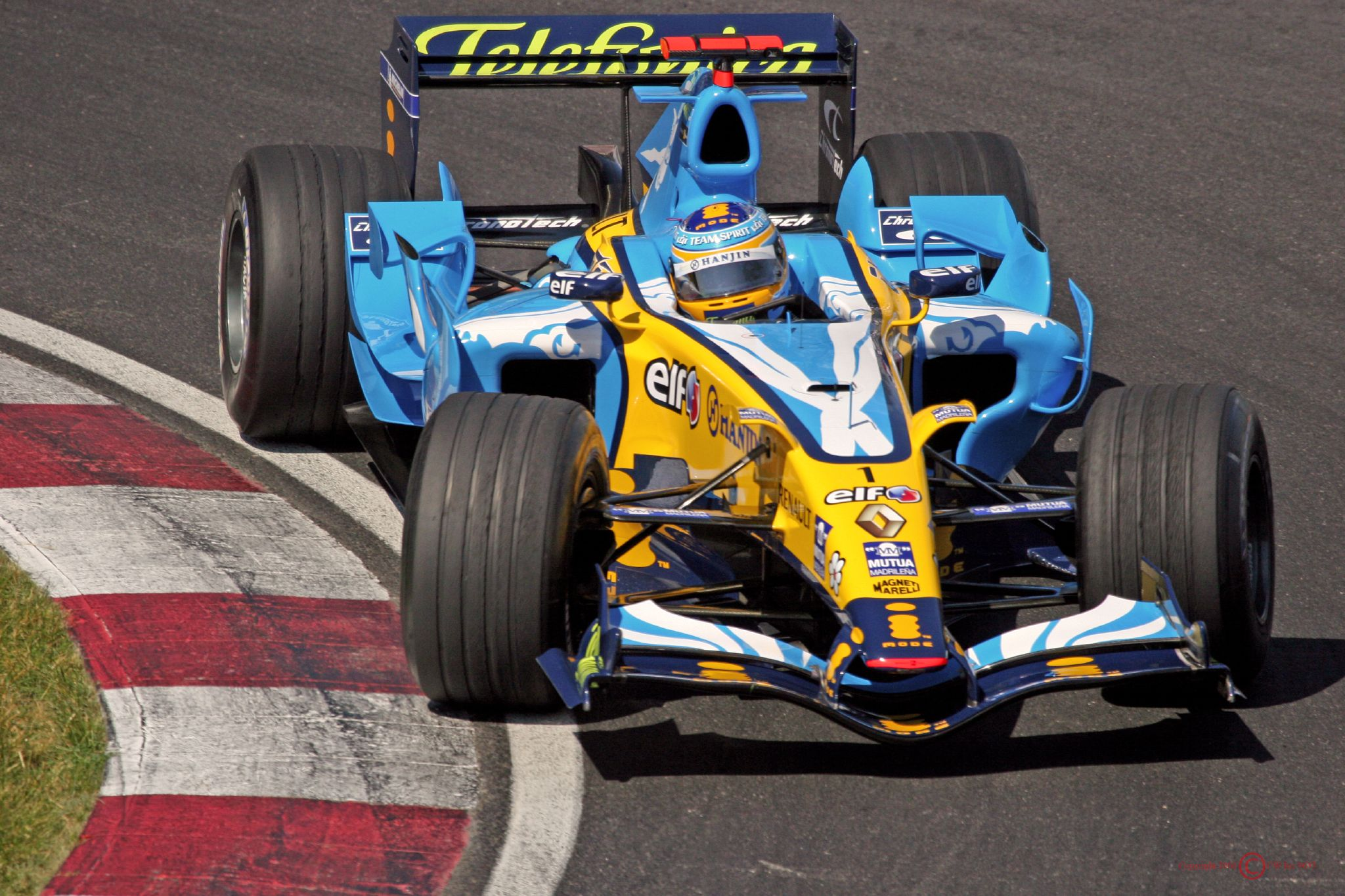
Fernando Alonso e la Renault hanno posto fine alla lunga egemonia Ferrari, con la doppietta piloti-costruttori maturata nelle stagioni 2005 e 2006. Il primo titolo conquistato dal pilota spagnolo, fu contestualmente l'ultimo in palio nell'era dei motori V10.

Nel 2006 si è visto anche l'arrivo di nuovi team e un certo numero di altri riformati sotto una nuova amministrazione. Dopo l'acquisizione del 45% delle azioni del team BAR, la Honda rientrò nella Formula 1 a tutti gli effetti come squadra, mentre in precedenza era soltanto un fornitore di motori; la Sauber venne rilevata dalla BMW (poi Peter Sauber ne riprese il controllo nel 2010); la Jordan, presente dal 1991, venne rilevata da Alex Shnaider e assunse il nome di Midland (nel corso della stagione 2006, venne acquisita da un consorzio olandese capeggiato dalla marca Spyker). Successivamente, questa squadra è divenuta di proprietà indiana, gareggiando dal 2008 con la denominazione di Force India-Mercedes e ottenendo nel Gran Premio del Belgio 2009 con Giancarlo Fisichella la pole position e il secondo posto in gara.
Il magnate austriaco delle bevande energetiche, Dietrich Mateschitz, acquisì dapprima la scuderia Jaguar, denominandola Red Bull Racing-Cosworth, e poi la Minardi-Cosworth, trasformandola in un team di giovani e denominandola Scuderia Toro Rosso motorizzata per l'ultima volta dai dieci cilindri della Cosworth prima della motorizzazione a otto cilindri della Ferrari dal 2007 al 2013 e dal 2014 il motore a sei cilindri della Renault-Turbo. Egli possiede così due scuderie. La Toro Rosso iniziò la stagione 2006 utilizzando ancora i motori V10 di assetto limitato forniti dalla Cosworth. Il giovane Sebastian Vettel ha regalato la prima vittoria sia alla Scuderia Toro Rosso motorizzata Ferrari (nel Gran Premio d'Italia 2008) che alla Red Bull (nel Gran Premio di Cina 2009).

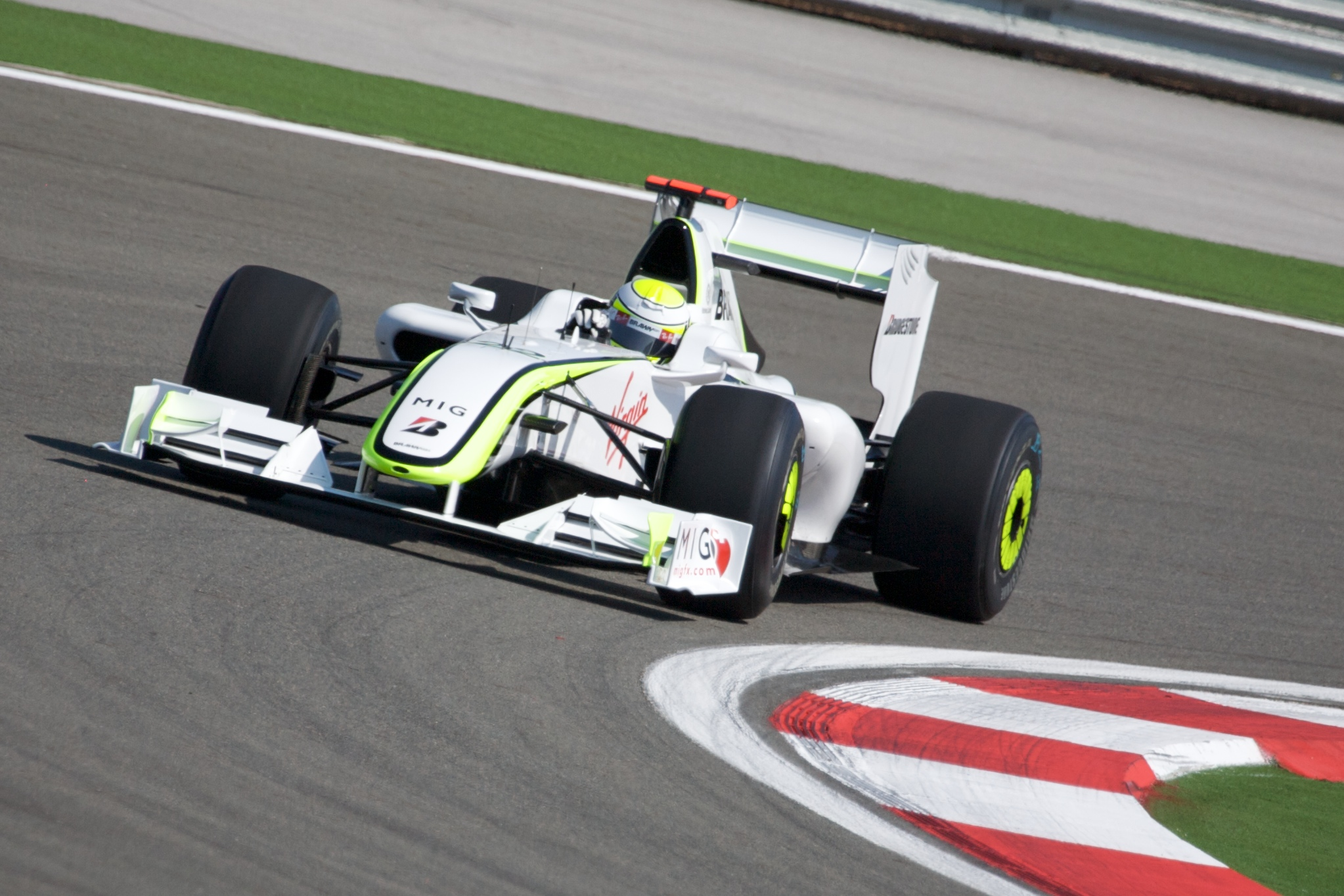
Jenson Button al volante della Brawn GP-Mercedes, con cui ha vinto da outsider il mondiale 2009; il team creato da Ross Brawn primeggiò inoltre nel campionato costruttori, vantando così il primato della conquista dei due titoli iridati al debutto (e nella sua unica stagione) in Formula 1.

Il mondiale 2009 è stato vinto a sorpresa dalla Brawn GP, squadra creata sulle ceneri della Honda, che alla fine del 2008 aveva deciso di ritirarsi dalle competizioni e che cedette a Ross Brawn il suo materiale e le sue strutture per il prezzo simbolico di una sterlina. L'auto (motorizzata però con motore Mercedes) si è rivelata estremamente competitiva, vincendo con Jenson Button sei dei primi sette Gran Premi della stagione e conducendo il britannico alla conquista di un titolo assolutamente imprevisto. Con otto vittorie (l'altro pilota, Rubens Barrichello, ha vinto due Gran Premi), la Brawn GP-Mercedes resterà una meteora nella storia della Formula 1, in quanto alla fine del campionato è stata rilevata dalla Mercedes e ha corso il Mondiale 2010 con questa denominazione. Una scelta in controtendenza, dato che invece Toyota e BMW hanno deciso alla fine del 2009 di ritirarsi dalle competizioni, giudicando eccessivi i costi della Formula 1 rispetto al ritorno promozionale che ne deriva. La stagione 2009 è stata turbata da diverse dispute, derivanti dalle rilevanti novità regolamentari, che hanno costretto tutti i team a progettare delle macchine completamente nuove, con l'incognita del nuovo KERS, rivelatosi alla prova dei fatti molto costoso e difficile da gestire.
Inoltre, la presenza di auto dotate di un doppio profilo estrattore posteriore ha determinato il ricorso ufficiale da parte di Ferrari, Renault, BMW e Red Bull al Tribunale della FIA, che tuttavia ha giudicato regolare questa soluzione tecnica. Sicché si è avuta una competizione tra auto molto diverse tra loro (un po' come era avvenuto nel 1978 quando solo la Lotus disponeva delle "minigonne"): quelle dotate del KERS, quelle dotate del contestato "diffusore col buco", quelle non dotate di nessuno dei due, oppure di entrambi. Risultò emblematico però come soltanto tre volte riuscirono ad affermarsi al primo posto le scuderie con il KERS, ossia Ferrari, McLaren, Renault e solo per le prime gare la BMW, che per prima ripudiò questo componente. La BMW fu tra l'altro responsabile di un episodio durante il pre-stagione in cui i costruttori volevano far slittare il debutto del KERS, ma il voto contrario della casa bavarese (convinta di essere più avanti della concorrenza nello sviluppo del sistema) ha negato l'unanimità del voto necessaria a cambiare la norma.

### Anni 2010 e 2020: l'era turbo-ibrida

#### Il primo ciclo Red Bull con Vettel (2010-2013)
Dopo la partecipazione record registrata nel 1989, nell'arco di vent'anni il numero delle squadre è andato costantemente calando, a causa del crescente incremento dei costi, strettamente legato all'impiego di tecnologie sempre più sofisticate. La FIA ha tentato nel 2009 di cambiare ulteriormente le regole per combattere l'alta spirale di costi e assicurare così la presenza dei team minori. Ma ciò ha condotto a un duro scontro tra il Presidente Max Mosley e le squadre, che hanno minacciato addirittura di creare un campionato alternativo.

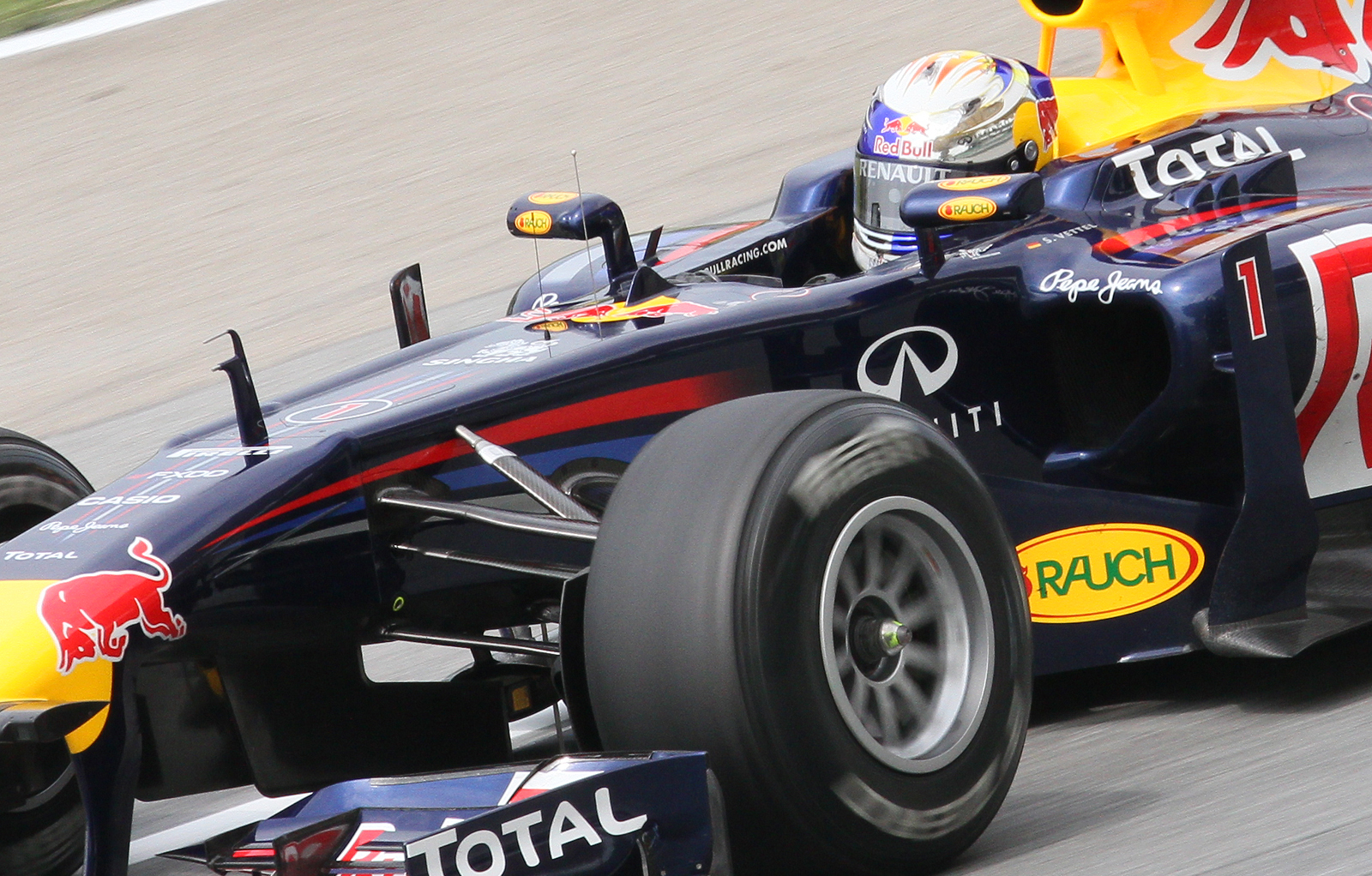
Il più giovane iridato della Formula 1, Sebastian Vettel, e la Red Bull hanno egemonizzato il campionato nella prima metà degli anni Duemiladieci con 4 allori mondiali a testa.

Alcune regole sono risultate davvero discutibili, come in particolare quella che ha imposto il divieto di effettuare test in pista nel corso del campionato. In tal modo, non solo l'evoluzione delle vetture viene a basarsi unicamente su simulazioni effettuate al computer o in galleria del vento, ma i piloti non hanno più avuto modo di allenarsi, il che risulta particolarmente grave, soprattutto per le "terze guide" che vengano occasionalmente chiamate a sostituire i piloti titolari.
I tre nuovi team motorizzati Cosworth che hanno disputato la stagione 2010 (Lotus, Virgin, HRT), oltre la Williams nel biennio 2010-2011, non hanno raccolto alcun risultato; ma il campionato è stato comunque vibrante, con un continuo avvicendarsi di piloti in testa alla classifica e un grande equilibrio, che ha condotto alla vigilia dell'ultima gara con ancora quattro piloti in lizza per il titolo: il ferrarista Fernando Alonso (246 punti); il duo della Red Bull con Mark Webber (238) e Sebastian Vettel (231); e il pilota della McLaren Lewis Hamilton (222). Va detto che peraltro la classifica sarebbe stata la stessa sia con il punteggio in uso nel periodo 2003-2009 (99, 96, 94 e 92 rispettivamente per i quattro piloti citati, nello stesso ordine) sia con quello "storico", in uso tra il 1961 e il 1989 (76, 72, 70 e 67 punti; quest'ultimo è il più adatto a fare dei paragoni con i campionati del passato).
La Red Bull (con motore Renault) si è invece già assicurata il mondiale costruttori con una doppietta ottenuta nel penultimo Gran Premio, quello del Brasile; correndo con licenza austriaca, diventa così la prima squadra campione del Mondo non appartenente alle tre nazioni che hanno dominato le precedenti 52 edizioni del mondiale costruttori (Gran Bretagna, Italia e Francia). La Red Bull ha poi portato a casa anche il mondiale piloti con Sebastian Vettel che si è imposto nell'ultimo gran premio, tra l'altro senza essere mai stato prima di allora in testa al campionato. Diventa in tal modo anche il più giovane pilota a vincere un mondiale, all'età di 23 anni e 4 mesi.
Il tedesco, sempre con la Red Bull motorizzata Renault, ha fatto poi il bis nel 2011 vincendo ben undici gran premi. Nel 2012 ha vinto il 3º campionato mondiale consecutivo all'ultima gara a Interlagos battendo Alonso di soli tre punti; mentre la Red Bull ha vinto il suo 3º campionato costruttori, battendo Ferrari e McLaren-Mercedes. Lo stesso risultato si è poi ripetuto nella stagione 2013, con la coppia Vettel/Red Bull che ha raggiunto rispettivamente il poker iridato, stavolta con un dominio ben più netto.

#### Il passaggio dal V8 al V6, il ciclo Mercedes con Hamilton e Rosberg (2014-2021)

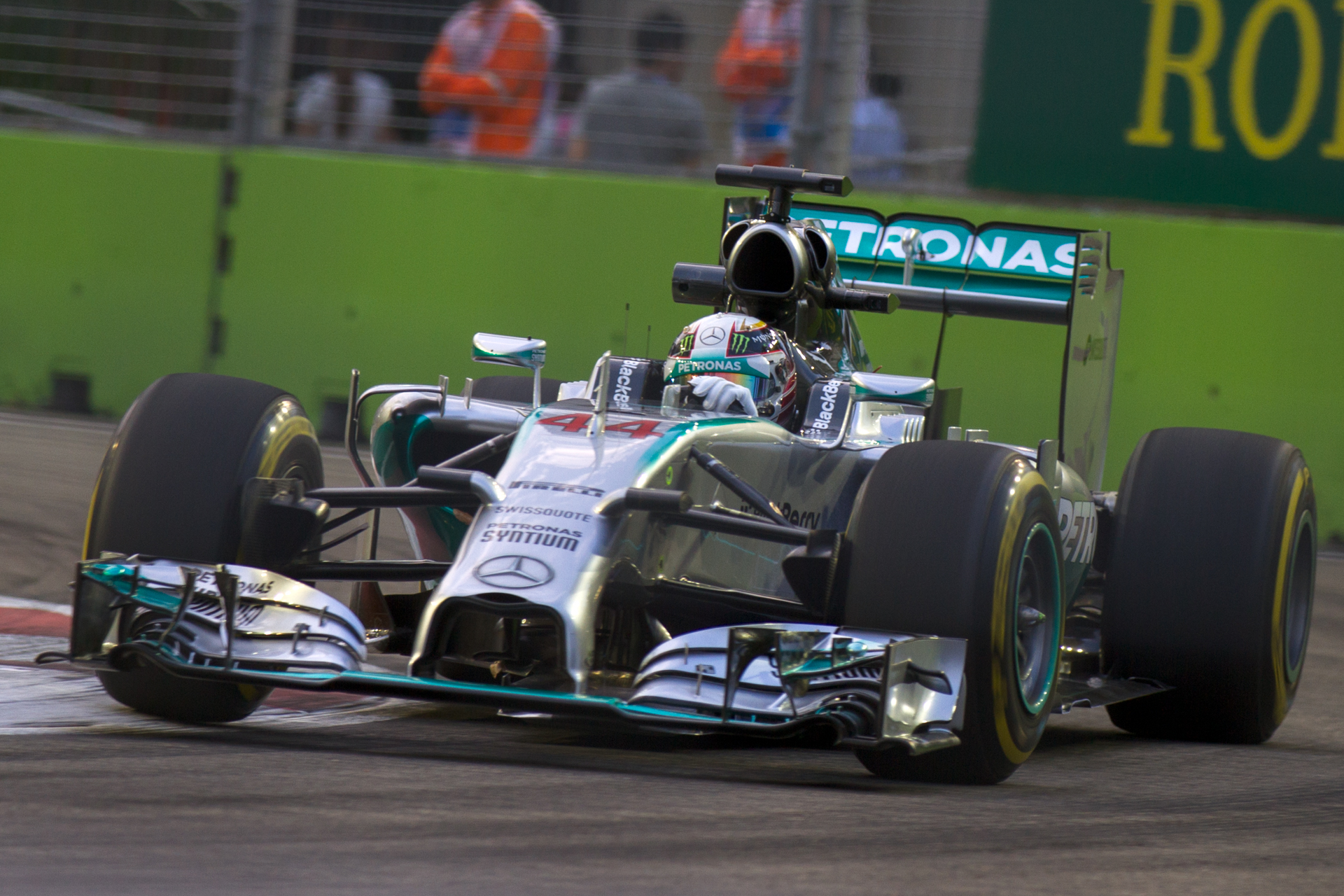
Tra il 2014 e il 2020 la Mercedes ha monopolizzato l'era turbo-ibrida della Formula 1 con 7 titoli piloti consecutivi: 6 con Lewis Hamilton (2014-2015 e 2017-2020) e uno con Nico Rosberg (2016).

Il 2014 ha segnato una svolta epocale nella storia della Formula 1, col passaggio dai motori V8 aspirati agli innovativi V6 turbo-ibridi. Sulla spinta dei grandi costruttori e della presidenza della FIA, nella visione generale di mantenere la Formula 1 la massima espressione della tecnologia automobilistica mondiale e di considerarla sempre più anche un "laboratorio sperimentale" per le vetture da strada, la maggior parte dell'attenzione è infatti stata rivolta all'introduzione dei nuovi motori turbo da 1 600 cm³. Questi propulsori hanno imposto una profonda rimodellazione di tutte le monoposto in quanto abbinati a due sistemi di recupero dell'energia cinetica frenante e dei gas di scarico della turbina (ossia due motogeneratori denominati rispettivamente MGU-K e MGU-H): il termine power unit identifica le nuove unità propulsive, che adottano così una doppia alimentazione combinata termica ed elettrica.
La stagione 2014 è stata caratterizzata dal dominio della Mercedes, la casa che ha interpretato al meglio la rivoluzione tecnologica. I suoi piloti, Lewis Hamilton e Nico Rosberg, hanno conquistato sedici vittorie su diciannove gran premi e diciotto pole position. L'unico a vincere i restanti tre gran premi è stato Daniel Ricciardo, a bordo della sua Red Bull motorizzata Renault. Lewis Hamilton ha vinto il Mondiale con 384 punti, mentre la Mercedes ha abbattuto il muro dei 700 punti (701). La delusione è stata per la Ferrari, con solo due podi, realizzati da Fernando Alonso (6º nella classifica piloti), classificatasi al 4º posto nella classifica Costruttori. Hamilton si è confermato iridato nel 2015, battendo il compagno di squadra Rosberg e Sebastian Vettel, questo ultimo passato nel frattempo alla guida di una Ferrari in risalita. Il 2016 ha visto ribadirsi il dominio Mercedes ma con il trionfo di Rosberg, che si è laureato campione del mondo dopo una lotta serrata col compagno di squadra Hamilton, quest'ultimo penalizzato da inconvenienti tecnici nella prima parte della stagione.
L'inaspettato ritiro annunciato da Rosberg dopo la tradizionale cerimonia di premiazione della FIA a Ginevra ha lasciato un posto vacante in Mercedes, colmato con l'ingaggio di Valtteri Bottas per la stagione 2017. Questa annata ha visto l'introduzione di profonde modifiche tecniche volte ad aumentare le prestazioni delle monoposto, ritornando a standard dimensionali che non si vedevano dagli anni Novanta. Le modifiche più vistose hanno riguardato la carreggiata delle vetture, gli ingombri di ala anteriore e diffusore posteriore e soprattutto il battistrada degli pneumatici, aumentato per garantire più aderenza in curva. La riprogettazione delle monoposto ha favorito la Ferrari, in netta ripresa rispetto alla stagione precedente e in grado di contendere il titolo piloti alla Mercedes con Vettel per gran parte della stagione. Una serie di errori e lacune di affidabilità ha però pregiudicato la conquista del titolo 2017 in favore di Hamilton, che è così divenuto campione del mondo per la quarta volta.
Anche nel 2018 la Ferrari parte forte, schierando una vettura molto competitiva e vincendo diverse gare, ma una serie di errori consegnano il quinto titolo a Hamilton, il quale eguaglia così Juan Manuel Fangio. Nel 2019 la Ferrari, sotto la guida del nuovo team principal Mattia Binotto, subentrato a Maurizio Arrivabene, sembra addirittura superiore alla Mercedes nei test pre-stagionali, ma nel corso del campionato la scuderia anglo-tedesca si dimostra di nuovo nettamente superiore alla concorrenza, permettendo a Hamilton di aggiudicarsi il suo sesto titolo. Nella stagione 2020, fortemente condizionata dalla pandemia di COVID-19, a causa della quale le gare vengono sospese per circa 4 mesi, con diversi Gran Premi annullati e gli altri posticipati, la Ferrari è invece protagonista di una stagione molto negativa, e solo la Red Bull riesce ad impensierire parzialmente la Mercedes. I campioni in carica delle frecce d'argento si confermano comunque per la settima volta di fila (record assoluto), permettendo a Hamilton di aggiudicarsi il suo settimo titolo iridato e di eguagliare il record detenuto da Michael Schumacher.
Il dominio Mercedes s'interrompe nel 2021 quando l'olandese della Red Bull, Max Verstappen, vince il suo primo titolo mondiale al termine di un serrato duello con il mai domo Hamilton, risoltosi solo negli ultimi giri dell'ultimo appuntamento della stagione ad Abu Dhabi. Per Mercedes c'è comunque la vittoria dell'ottavo titolo costruttori consecutivo, un nuovo record per la Formula 1 e sigillo al dominio motoristico tedesco sulla prima fase turbo-ibrida della categoria.

#### La rivoluzione aerodinamica, il secondo ciclo Red Bull con Verstappen (dal 2022)
L'entrata negli anni Duemilaventi segna uno spartiacque nella storia della Formula 1, quantomeno sul versante tecnico. Già alle prese dal 2021 con l'introduzione del budget cap, la svolta arriva nel 2022 con un regolamento foriero di novità – ali anteriori e posteriori più semplici, pance più larghe, gomme più grandi, da 18 pollici e soprattutto un nuovo fondo con due nuovi canali – che portano a conti fatti alla nascita di una nuova generazione di monoposto. Con questa nuova filosofia aerodinamica si promuove una competizione con vetture più simili e che si possano seguire da vicino in curva, senza perdere carico aerodinamico. Un'altra novità del regolamento tecnico sono i motori turbo-ibridi che si evolveranno, con parti più standardizzate e l'uso del biocarburante E10, che fa parte dell'impegno della Formula 1 per produrre un carburante completamente sostenibile in futuro.
Nel campionato 2022 Verstappen si riconferma campione del mondo piloti per il secondo anno consecutivo, mentre la Red Bull torna a vincere il mondiale costruttori (il quinto della sua storia) a 9 anni di distanza dall'ultima volta, mettendo definitivamente fine all'egemonia della Mercedes. In questa annata il dominio sia del pilota olandese che della scuderia austriaca è stato abbastanza netto, complici una Ferrari forte in qualifica ma discontinua in gara e una Mercedes in netto calo rispetto alle stagioni precedenti. Stesso copione nella stagione 2023, in cui il dominio di Verstappen e della Red Bull diventa ancor più schiacciante, aggiudicandosi in largo anticipo il terzo e il secondo titolo consecutivo nei rispettivi mondiali: in particolare il team anglo-austriaco riuscirà a vincere 21 gare sulle 22 disputate e, di queste, ben 19 saranno conquistate dal pilota olandese, che stabilisce così il nuovo record di vittorie in un campionato. La stagione 2024, almeno inizialmente, sembra simile alle due precedenti, con una Red Bull dominante, ma nel prosieguo del campionato un calo di prestazioni della vettura austriaca, sommato a un aumento di competitività della McLaren, porta quest'ultima a conquistare il titolo costruttori, il nono della sua storia, a 26 anni di distanza dall'ultima volta, dopo una lotta fino all'ultima gara con la Ferrari. Verstappen, malgrado ciò, riesce comunque a confermarsi campione del mondo piloti per la quarta volta consecutiva, con due gare d'anticipo.

## Titoli della Formula 1

### Piloti

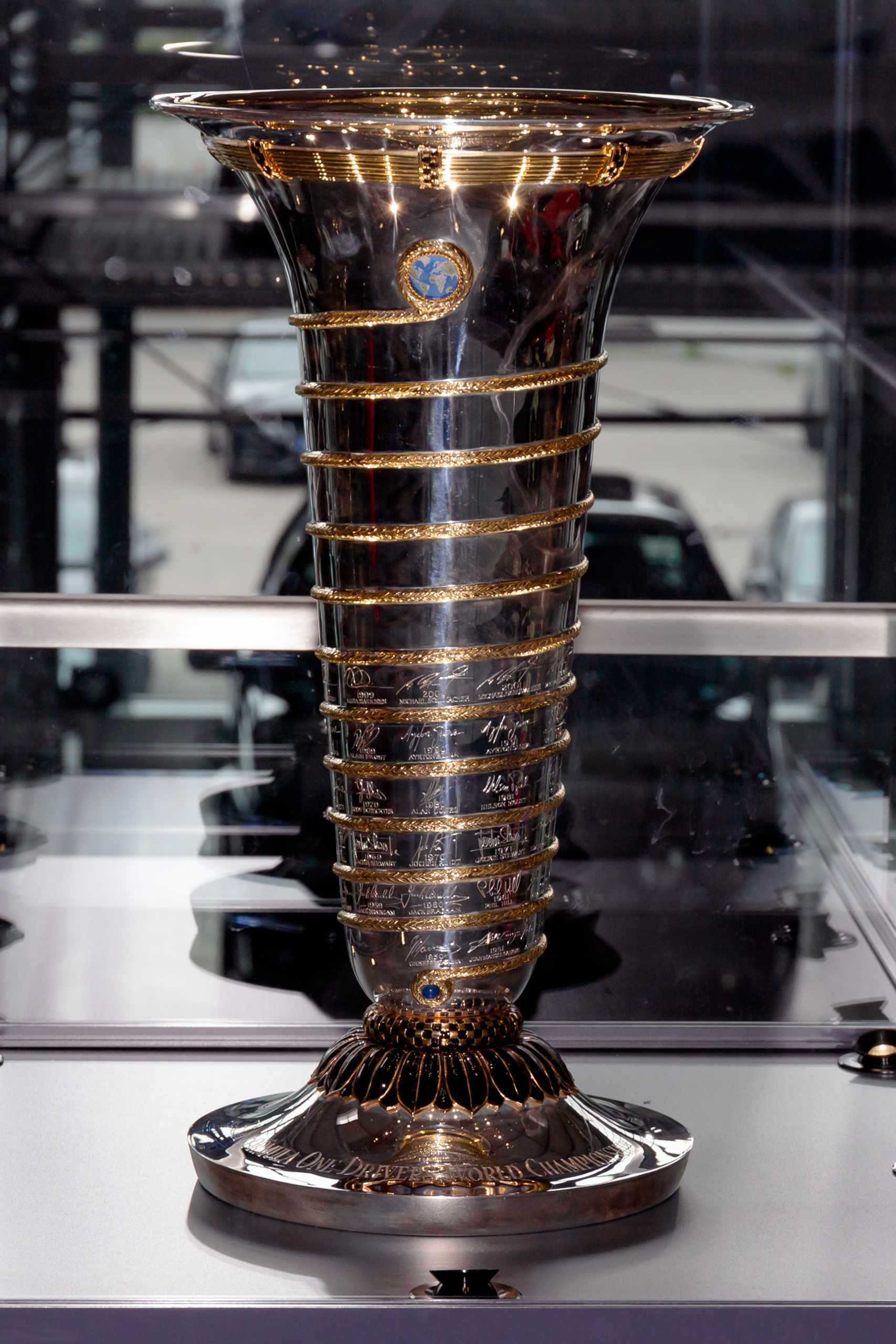
Il trofeo consegnato al campione del mondo piloti di Formula 1 a fine stagione

Ogni squadra di Formula Uno deve schierare due vetture in ogni sessione di un weekend di Gran Premio, e ogni squadra può utilizzare fino a quattro piloti in una stagione. Una squadra può anche schierare due piloti aggiuntivi nelle sessioni di prove libere, che sono spesso utilizzate per testare potenziali nuovi piloti per una carriera come pilota di Formula Uno o per acquisire piloti esperti per valutare la vettura. La maggior parte dei piloti sono sotto contratto almeno per la durata di una stagione, con cambi di pilota che avvengono tra le stagioni, a differenza dei primi anni in cui i piloti spesso gareggiavano su base ad hoc da una gara all'altra. Ogni concorrente deve essere in possesso di una Superlicenza FIA per competere in un Gran Premio, che viene rilasciata ai piloti che hanno soddisfatto i criteri di successo nelle categorie di sport motoristici junior e che hanno raggiunto 300 chilometri (190 miglia) di corsa su una vettura di Formula Uno. I piloti possono anche ricevere una Super Licenza dal World Motor Sport Council se non soddisfano i criteri. Sebbene la maggior parte dei piloti si guadagni il posto in base alle proprie capacità, entrano in gioco anche considerazioni commerciali, poiché i team devono soddisfare le richieste degli sponsor e quelle finanziarie.
I team ingaggiano anche piloti collaudatori e piloti di riserva per sostituire i piloti titolari quando necessario e sviluppare la vettura del team; sebbene con la riduzione dei test, il ruolo dei piloti di riserva si svolga principalmente su un simulatore, come rFpro, utilizzato dalla maggior parte dei team di F1.
Ogni pilota sceglie un numero non assegnato da 2 a 99 (escluso il 17, ritirato in seguito alla morte di Jules Bianchi  ) al momento dell'ingresso in Formula 1 e mantiene tale numero per tutta la sua permanenza nella serie. Il numero uno è riservato al Campione Piloti in carica, che mantiene il suo numero precedente e può scegliere di utilizzarlo al posto del numero uno. All'inizio del campionato, i numeri venivano assegnati dagli organizzatori di gara su base ad hoc di gara in gara.

### Costruttori

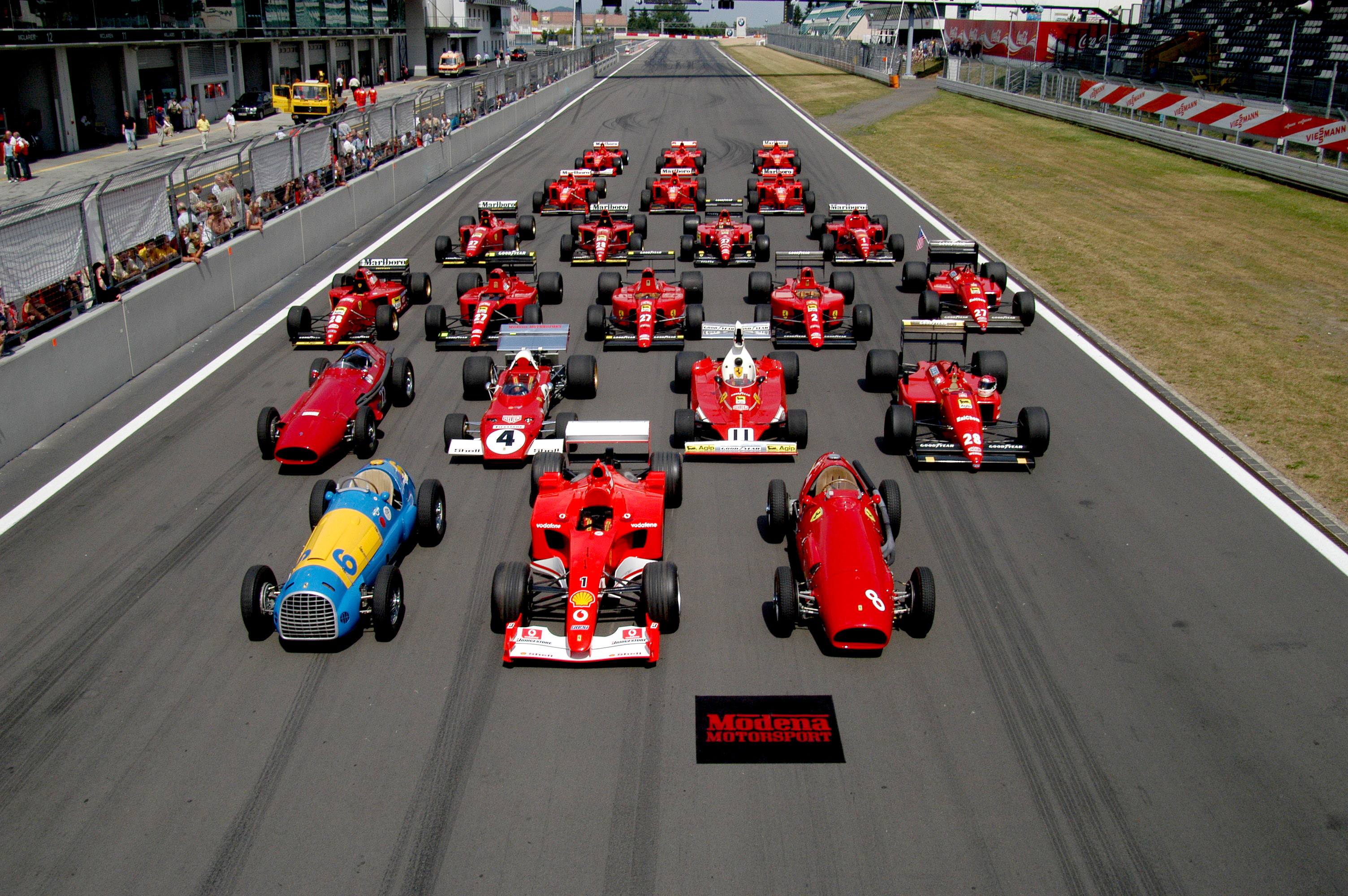
La è l'unica ad avere gareggiato in ogni stagione della Formula 1 dal 1950 a oggi

Un costruttore di Formula Uno è l'entità accreditata per la progettazione del telaio e del motore. Se entrambi sono progettati dalla stessa azienda, quell'azienda riceve il merito esclusivo di costruttore (ad esempio, Ferrari). Se sono progettati da aziende diverse, entrambi vengono accreditati e il nome del progettista del telaio viene anteposto a quello del progettista del motore (ad esempio, McLaren-Mercedes). Tutti i costruttori vengono valutati individualmente, anche se condividono il telaio o il motore con un altro costruttore (ad esempio, Williams-Ford, Williams-Honda nel 1983). I costruttori che condividono il motore con un altro costruttore prestano molta attenzione, non solo alle proprie prestazioni, ma anche alle prestazioni di altri costruttori che utilizzano lo stesso motore quando valutano se estendere la loro collaborazione con un produttore di motori.

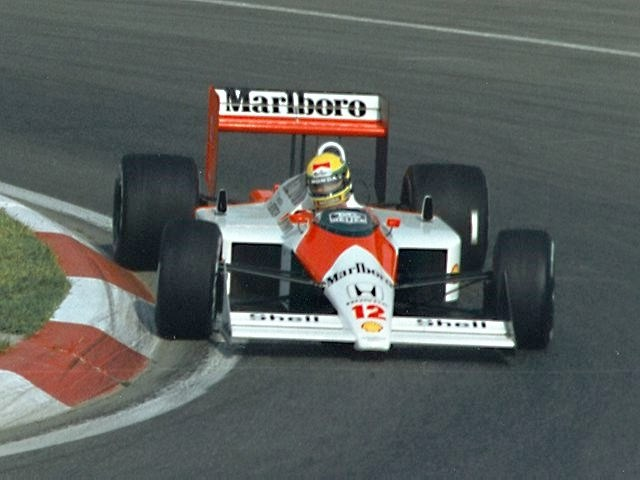
La vinse 15 gare su 16 nella stagione con il partner motoristico Honda

Dal 1981, i team di Formula 1 sono tenuti a costruire autonomamente i telai con cui gareggiano, e di conseguenza la distinzione tra i termini "team" e "costruttore" è diventata meno pronunciata, sebbene i motori possano ancora essere prodotti da un'entità diversa. Questo requisito distingue lo sport da serie come l'IndyCar Series, che consente ai team di acquistare telai, e da "serie specifiche" come la Formula 2, che richiedono che tutte le vetture rispettino specifiche identiche. Proibisce inoltre di fatto la partecipazione di vetture private, comuni anche in Formula 1 fino agli anni '70.
La stagione d'esordio di questo sport, il 1950, vide la partecipazione di diciotto team, ma a causa degli elevati costi, molti si ritirarono rapidamente. Infatti, la scarsità di vetture competitive fu tale per gran parte del primo decennio di Formula 1 che le vetture di Formula 2 furono ammesse a riempire le griglie. La Ferrari è la scuderia di Formula 1 più antica, l'unica ancora attiva che gareggiò nel 1950.

## Tecnologia e prestazioni velocistiche
L'attuale volto delle vetture di Formula 1 dipende da una lunga evoluzione tecnica, dove i singoli particolari delle macchine sono stati via via affinati e alcune auto hanno fatto epoca, rivoluzionando le conoscenze acquisite fino a quel momento e venendo poi copiate da tutte le altre.
Altre innovazioni sono state suggerite o determinate dalla numerose modifiche che sono state apportate al regolamento tecnico il quale, oltre a regolare le varie misure o parametri da rispettare, si è occupato in modo sempre più crescente del problema sicurezza.
Le vetture moderne di Formula 1 sono monoposto a motore posteriore centrale: la scocca (estremamente leggera e resistente) è costruita in compositi di fibra di carbonio e la macchina con acqua, olio e pilota a bordo, deve avere una massa minima regolamentare di 640 kg per ottenere la quale si fa ampio uso di zavorre, che, se ben collocate, permettono di ottimizzare il bilanciamento della vettura. Dal 2006 i motori sono aspirati V8 di cilindrata totale pari a 2,4 litri limitati a 19 000 rpm (ridotti a 18 000 nel 2009) e con molte limitazioni nel loro progetto sotto forma di quote caratteristiche imposte e nei materiali usati per la fabbricazione. L'ultima generazione di motori per la stagione 2006 raggiungeva circa 20 000 giri al minuto per 800 cavalli di potenza. Durante il periodo di utilizzo dei motori omologati sono state concesse modifiche in determinate aree, con ulteriori variazioni concesse dalla FIA in alcuni casi particolari: tale soluzione ha avuto l'obiettivo di livellare ancor più le prestazioni delle vetture, obiettivo primario di quella che è possibile definire "era dei costruttori". Ogni squadra ha a disposizione otto motori per tutta la stagione e da più di un decennio viene utilizzata benzina verde, di composizione assai simile a quella in commercio anche se prodotta e dosata con metodi e precisione molto differenti. In precedenza venivano utilizzate miscele piuttosto pericolose, dapprima a base di metanolo e in seguito da benzene e toluene. L'olio che lubrifica e protegge il motore dalle rotture è molto simile in viscosità all'acqua.

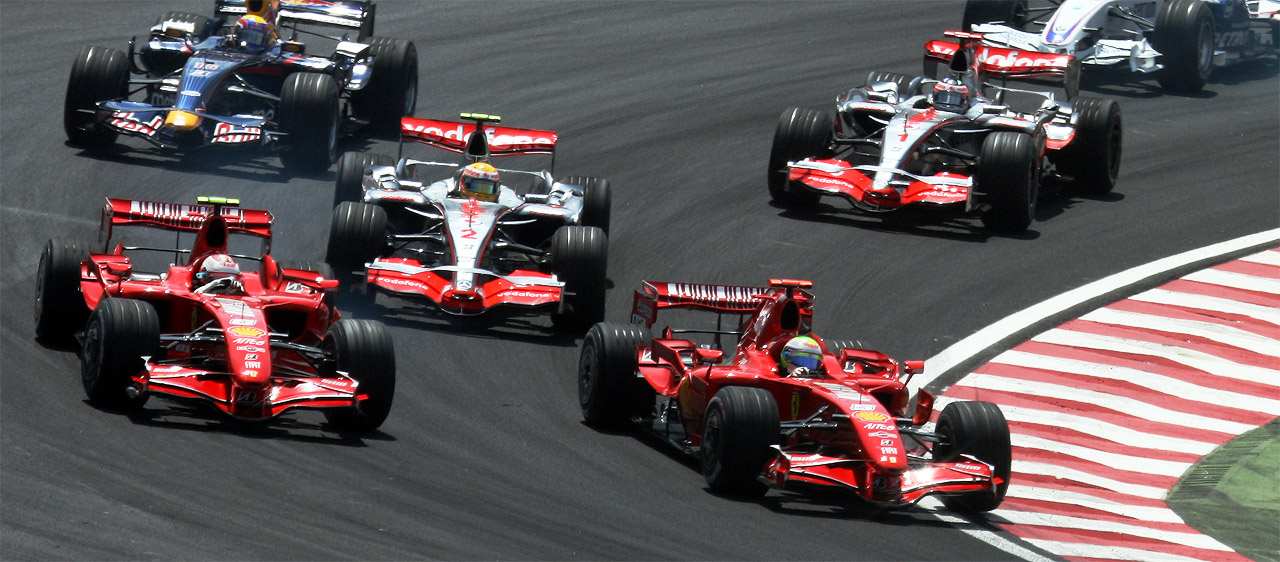
All'inizio del III millennio le battaglie ravvicinate erano divenute poco frequenti, per l'estrema sensibilità delle moderne Formula 1 alle turbolenze generate dalle altre auto. I sorpassi sono ritornati molto numerosi dal 2011, grazie all'ala posteriore mobile e alle nuove gomme Pirelli.

Le elevate prestazioni velocistiche delle auto di Formula 1 non dipendono esclusivamente dalla velocità di punta, bensì dalla velocità di percorrenza in curva, dalla frenata e dall'accelerazione. La velocità massima di queste vetture è potenzialmente superiore ai 400 km/h, valore però mai raggiunto in configurazione da gara a causa della resistenza all'aria generata dalle appendici aerodinamiche. La BAR-Honda del 2004, priva di appendici aerodinamiche, ha raggiunto i 400 km/h sul lago salato di Salt Lake City. L'elevata velocità in curva di una macchina di Formula 1 è determinata principalmente dalle forze aerodinamiche che spingono la vettura verso il basso aumentando così la tenuta delle gomme e l'aderenza al suolo. In pratica le auto sono molto leggere, ma gli alettoni conferiscono a esse un carico verticale aggiuntivo che cresce (con legge quadratica) all'aumentare della velocità senza aumentare la massa ovvero l'inerzia, sfruttando il principio opposto a quello che fa volare gli aerei, "schiacciando" l'automobile al suolo.

## Gran Premi
Il numero di Gran Premi disputati in una stagione varia spesso nel corso degli anni. Nel 1950 il campionato si articolò su sole sette gare (compresa la 500 Miglia di Indianapolis). Negli anni sessanta comprendeva mediamente dieci gare. Negli anni ottanta si è giunti a una media di sedici gare. Nel 2005 si è arrivati a diciannove gare. Sotto spinta di Ecclestone, per ampliare il numero dei Paesi ospitanti, si è giunti nel 2012 a un calendario con venti gare, salito nel 2016 a ventuno gare. Dal 2021 al 2023, con la gestione di Liberty Media, si arrivano a disputare ventidue gare, mentre dal 2024 il totale delle gare sale a quota ventiquattro, record della categoria.

In verde sono segnati i Paesi che ospitano un Gran Premio di Formula 1, con le sedi dei circuiti segnate con un punto nero. In grigio scuro sono invece quelli che li hanno ospitati in passato, con gli ex circuiti ospitanti contrassegnati con un punto bianco.

L'esperimento di inserire in calendario la 500 Miglia di Indianapolis durò dal 1950 al 1960 per 11 edizioni, e rappresentò il tentativo di gettare un ponte tra due mondi che erano comunque troppo diversi per mentalità e anche per le specifiche tecniche delle auto. I team vincitori furono la Kurtis Kraft con cinque affermazioni, seguita dalla Watson con tre, poi la Epperly con due e infine la Kuzma con una. I piloti americani disertarono le gare oltreoceano; mentre pochi europei parteciparono alla 500 Miglia, che però venne poi vinta negli anni 1960 da Jim Clark e Graham Hill, che furono i primi piloti a potersi fregiare sia di questo successo che del titolo di Campione del mondo di Formula 1 (impresa poi riuscita anche a Mario Andretti, Emerson Fittipaldi e Jacques Villeneuve).
Esclusa questa esperienza atipica, la prima gara extra-europea del mondiale di Formula 1 si svolse in Argentina nel 1953. Il primo Gran Premio nordamericano si svolse invece a Sebring nel 1959. Dopo un esperimento a Riverside, il G.P. degli Stati Uniti si accasò dal 1961 al 1980 sul circuito di Watkins Glen, nello Stato di New York. Dal 1976 venne affiancato dal G.P. di Long Beach. Il Marocco ospitò il primo gran premio africano nel 1958 e successivamente si corse anche (per ventitré stagioni) in Sudafrica. L'Asia (col Giappone nel 1976) e l'Oceania (Australia nel 1985) si unirono in seguito. Le attuali gare toccano quattro continenti: all'appello manca soltanto l'Africa.
In settantacinque stagioni di gare (1950-2024) si sono disputati complessivamente 1125 Gran Premi validi per il titolo mondiale, includendo anche le edizioni della 500 Miglia di Indianapolis. A essi hanno partecipato 778 piloti di trentanove diverse nazionalità (l'ultima ad aggiungersi è stata la Cina con Zhou Guanyu nel 2022). Queste gare sono così ripartite tra i diversi decenni:
- 84 tra il 1950 e il 1959;
- 100 tra il 1960 e il 1969;
- 144 tra il 1970 e il 1979;
- 156 tra il 1980 e il 1989;
- 162 tra il 1990 e il 1999;
- 174 tra il 2000 e il 2009;
- 198 tra il 2010 e il 2019;
- 107 tra il 2020 e il 2024.

I Gran Premi hanno avuto cinquantadue diverse denominazioni; solo quelli di Gran Bretagna e d'Italia si sono disputati in tutte le edizioni del Campionato. Il Gran Premio britannico ha avuto tre sedi diverse (Silverstone, Aintree, Brands Hatch); quello d'Italia si è corso per settantaquattro volte a Monza e una volta a Imola. Quello di Francia è stato invece ospitato da ben sette circuiti diversi: Reims, Rouen, Clermont-Ferrand, Le Mans, Digione, Le Castellet e Magny-Cours.
Alle gare ufficiali vanno aggiunte le 367 corse non valide per il mondiale, disputate nel periodo 1946–1983, di cui ben 106 si svolsero nel quadriennio 1946-1949 (con un picco di trentasette nel 1947) e furono molto numerose fino al 1962 (quando se ne disputarono ventitré), prima di un lento declino. Molte di esse erano suddivise in due o tre manches, e talvolta furono l'occasione per il debutto di un nuovo circuito (come il G.P. del Brasile del 1972, disputatosi a Interlagos e vinto da Carlos Reutemann; o il Gran Premio "Dino Ferrari" corso a Imola nel 1979 e vinto da Niki Lauda). Alcune erano molto quotate, come il "Daily Express international Trophy", che si svolgeva a Silverstone; e la "Race of Champions" che si correva sul Circuito di Brands Hatch. Il loro albo d'oro vanta nomi di tutto rispetto. Il finlandese Keke Rosberg le vinse entrambe: la prima nel 1978 con la Theodore e la seconda nel 1983 con la Williams. A causa degli alti costi di gestione, la "Race of Champions" del 1983 fu l'ultima corsa di Formula 1 non valida per il mondiale. A partire dal 1984 tutte le gare per vetture di Formula 1 sono valide per il titolo mondiale.
Suddivisi per decenni, il numero di Gran Premi non titolati fu il seguente:
- 106 tra il 1946 e il 1949;
- 126 tra il 1950 e il 1959;
- 100 tra il 1960 e il 1969;
- 32 tra il 1970 e il 1979;
- 1 tra il 1980 e il 1983 (più due Gran Premi dichiarati non validi a posteriori).

Considerando solo quelle a cui partecipò un lotto di concorrenti di caratura internazionale (ed escludendo perciò tutte quelle del Campionato sudafricano), il record di vittorie in gare non titolate spetta a Stirling Moss, che se ne aggiudicò ventuno; seguono Clark (20 vittorie) e Brabham (17). Esse rappresentarono anche una "vetrina" per alcuni piloti che non si imposero mai in gare valide per il mondiale, come Jean Behra (11 vittorie) o Chris Amon (2 vittorie).

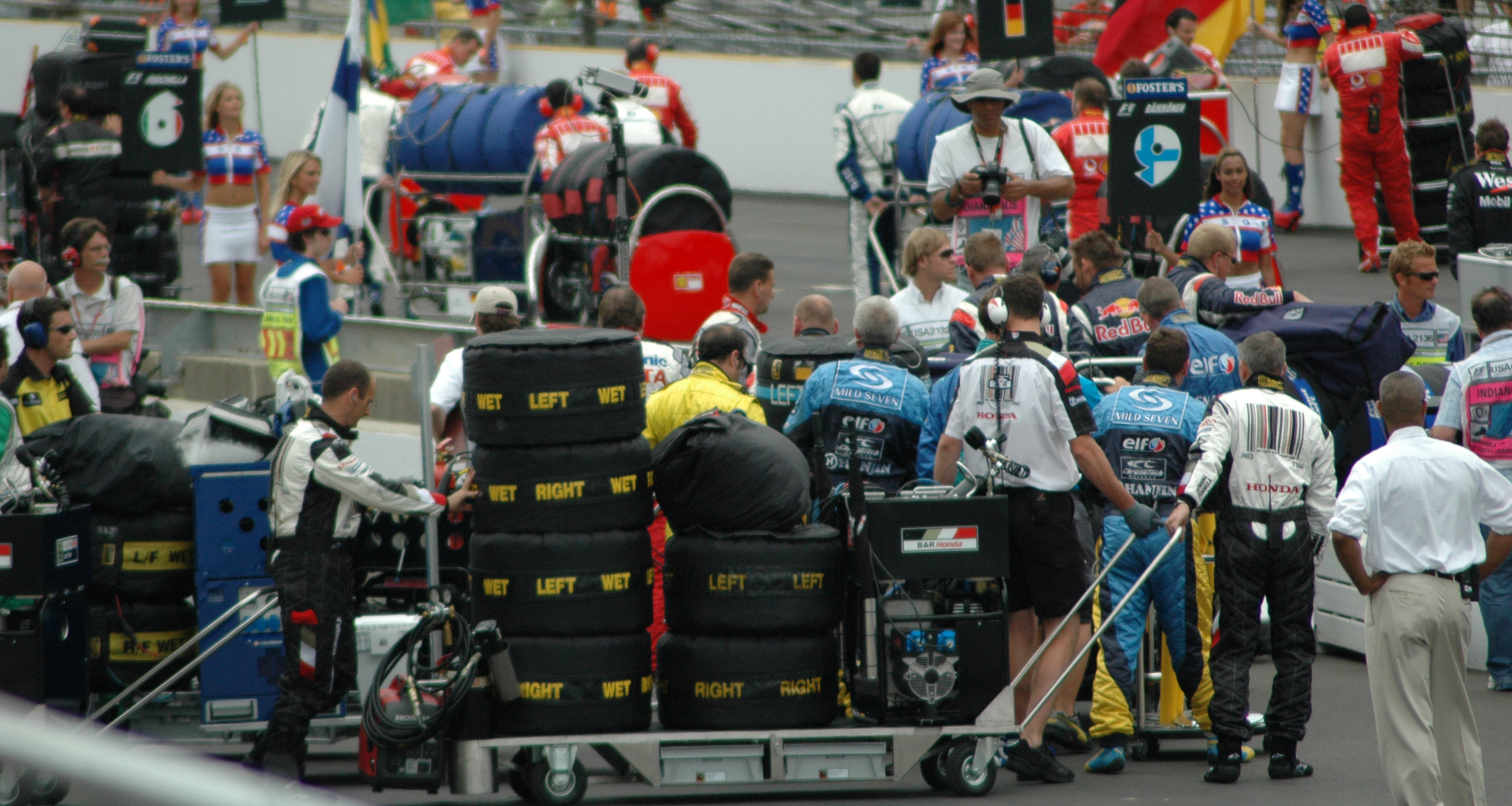
I meccanici spostano i treni di gomme dalla griglia di partenza del Gran Premio di Indianapolis del 2005, una delle gare più controverse nella storia della F1.

Nel mondiale, in ogni nazione si svolge di norma una sola gara l'anno, che ne porta il nome. Se una nazione ospita una seconda gara, questa assume una differente denominazione e fa capo a un diverso comitato organizzatore. Per esempio, dal 1981 al 2006 Imola ha ospitato il Gran Premio di San Marino; il Nürburgring ha ospitato più volte il Gran Premio d'Europa (nel 1997-1998 anche il Gran Premio del Lussemburgo). Nella storia del mondiale è capitato solo in alcune occasioni che uno Stato ospitasse tre Gran Premi nella stessa stagione: gli Stati Uniti d'America nel 1982, 2023 e 2024, e l'Italia nel 2020.
La tendenza attuale è quella di far disputare una sola corsa per ogni nazione, alternando eventualmente i circuiti. Tale soluzione avrebbe dovuto interessare le piste di Imola e Monza in Italia, Nürburgring e Hockenheim in Germania, Fuji e Suzuka in Giappone, ma a seguito della crisi economica che colpì vari settori dell'economia sul finire degli anni 2000, l'effettiva alternanza originariamente prevista non trovò applicazione se non in rari casi.

### Ipotesi
Nel corso degli anni sono state avanzate alcune ipotesi di Gran Premi, poi non realizzatesi; tra queste, il Gran Premio d'America e quello del Vietnam.

#### Gran Premio d'America
Il Gran Premio d'America è stata un'ipotesi di gara del campionato mondiale di Formula 1, inizialmente programmata per la stagione 2014 e successive, ma mai disputata. La gara si sarebbe dovuta svolgere su un circuito di 5 200 metri, denominato Port Imperial Street Circuit, che avrebbe dovuto snodarsi in New Jersey fra le città di West New York e Weehawken, vicino a Weehawken Port Imperial; sullo sfondo, lo skyline di New York. La gara era compresa nel calendario 2014, ma successivamente è stata rimossa.

#### Gran Premio del Vietnam
Nella stagione 2020 avrebbe dovuto esserci l'esordio del Gran Premio del Vietnam su un tracciato cittadino della capitale Hanoi. Il Gran Premio, inizialmente posticipato alla stagione successiva a causa della pandemia di COVID-19, viene rimosso anche dal calendario 2021, per via dell'arresto del Presidente del Comitato del Popolo di Hanoi, che ricopriva un ruolo di primaria importanza riguardo all'organizzazione del Gran Premio.

## Circuiti

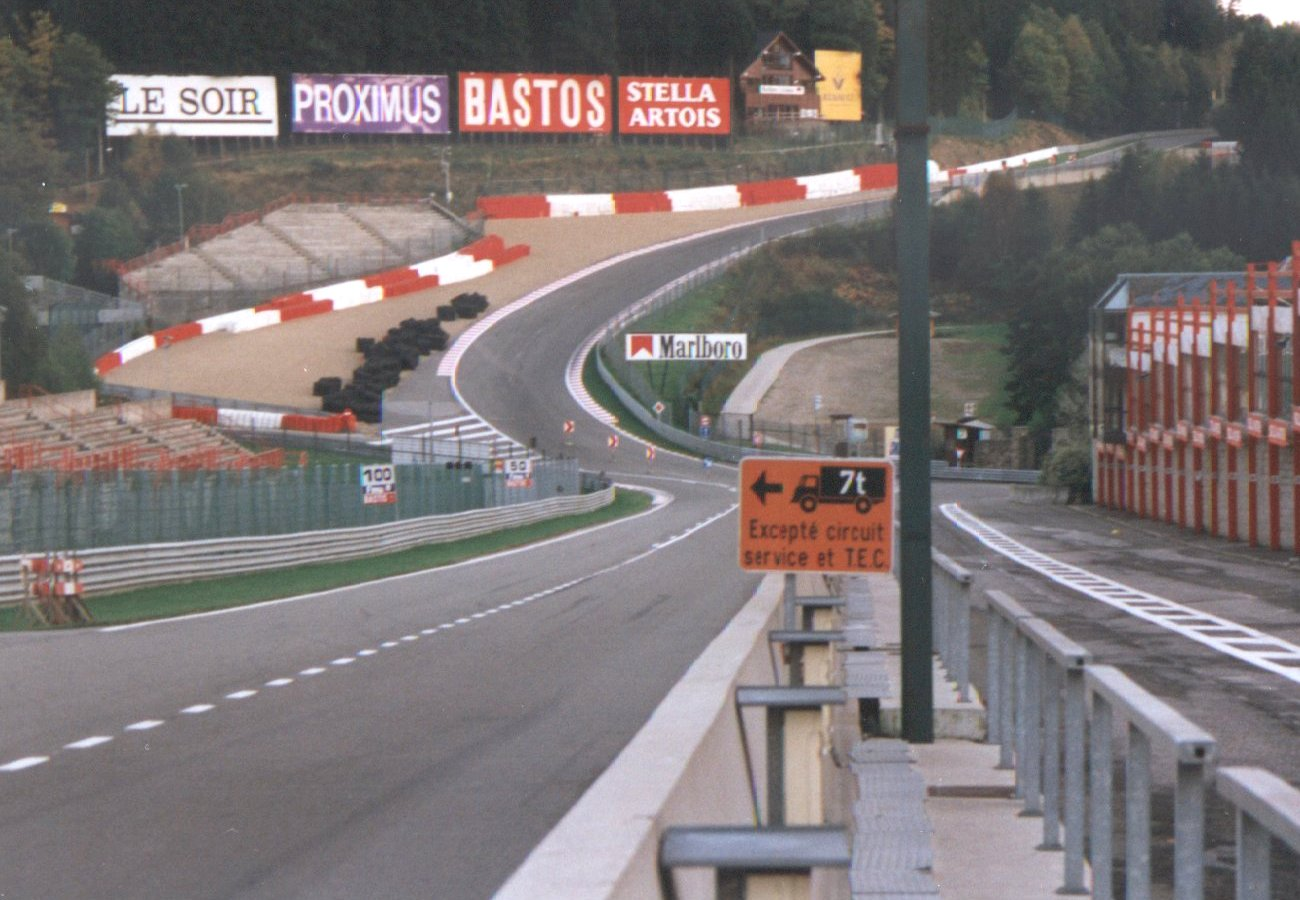
Il complesso Eau Rouge-Radillon nel circuito di Spa-Francorchamps, una delle curve più famose nel panorama automobilistico mondiale.

L'espansione della Formula 1 viene suddivisa in quattro fasi, a seconda della tipologia dei nuovi ingressi in calendario. I circuiti più antichi erano ricavati da normali strade chiuse al traffico, spesso in zone cittadine, ma anche extraurbane (come quelli di Reims, Spa e Pescara). Essi si caratterizzavano, per ciò stesso, per un disegno quasi naturale, con tratti di grande suggestione come la celebre curva dell'Eau Rouge-Radillon, che è considerata una delle più spettacolari del Mondiale.

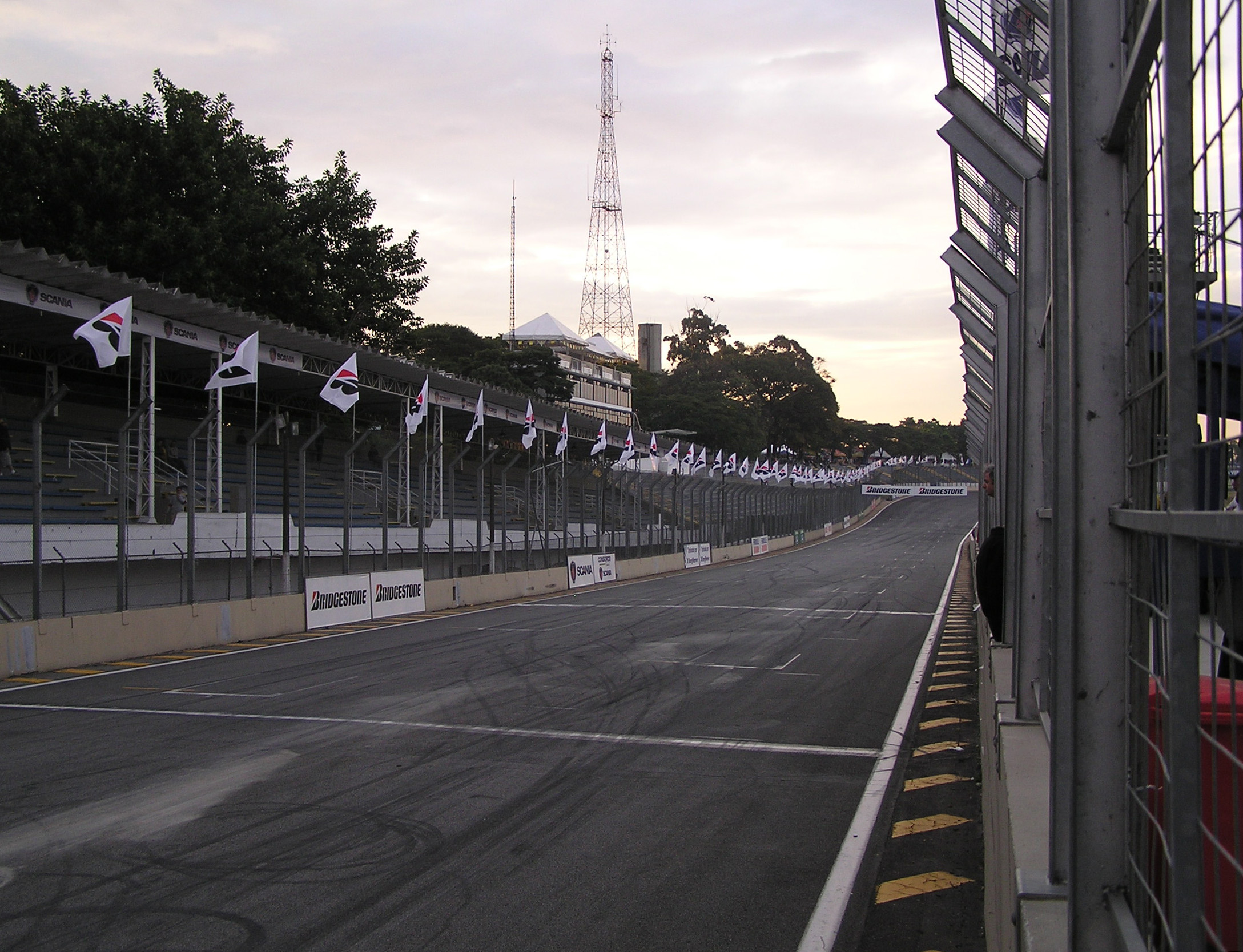
La linea d'arrivo dell'autodromo José Carlos Pace di Interlagos, caratterizzato da vari saliscendi e muretti molto vicini all'asfalto, oltre che dall'inusuale percorrenza in senso antiorario. L'originario tracciato della pista brasiliana era particolarmente lungo e complesso; venne accorciato nel 1990 per ridurne i costi di gestione.

Pochi erano gli autodromi veri e propri. Il primo in assoluto fu quello di Indianapolis. In Italia fu quello di Monza (che nel suo intero sviluppo — comprendente anche l'anello di alta velocità — era lungo 10 km); in Germania quello molto famoso del Nürburgring (lungo 22,8 km). Mentre in Inghilterra il circuito di Silverstone venne ricavato congiungendo tra di loro le piste di un aeroporto militare. Solo negli anni 1970 si realizzarono autodromi più moderni, di cui l'esempio più acclamato fu il circuito Paul Ricard di Le Castellet, in Francia, situato tra Tolone e Marsiglia. Considerato una pista completa e sicura, cadde in disgrazia dopo l'incidente mortale occorsovi nel 1986 a Elio De Angelis; venne dapprima accorciato e poi eliminato dal calendario.
Pochi circuiti girano in senso antiorario (ad esempio Interlagos in Brasile); essi possono causare problemi al collo dei piloti, in quanto vi prevalgono forze laterali opposte a quelle prevalenti nella maggioranza dei circuiti, nei quali si gira in senso orario.
Ogni circuito dispone di una "pit lane" (o corsia dei box), di solito collocata in corrispondenza del rettilineo principale; collegata a essa vi è il "paddock", cioè la zona ad accesso limitato (i criteri di concessione dei lasciapassare si fecero particolarmente restrittivi nei primi anni 1990, sotto l'egida di Pasquale Lattuneddu, direttore operativo della FOM e "braccio destro" di Bernie Ecclestone) in cui stazionano i camion di trasporto delle auto, i motor-home delle squadre e le officine mobili.
Alcune curve "storiche" sono molto note al grande pubblico, come la variante Ascari e la Parabolica di Monza, la Tosa, il Tamburello e le Acque Minerali di Imola, la curva del Tabaccaio, la Rascasse e il Tornantino di Monte Carlo, la Tarzan di Zandvoort o l'Eau Rouge di Spa-Francorchamps. Tra i circuiti più moderni, è considerata molto impegnativa la curva n° 8 di Istanbul Park e la 130R di Suzuka in Giappone. Mentre a Indianapolis la curva n° 13 (l'unica che negli anni 2000 è stata utilizzata dalle Formula 1, tra le 4 che caratterizzano lo storico circuito "ovale") è risultata molto impegnativa per piloti e pneumatici, in considerazione della Forza G attiva sulle sospensioni.

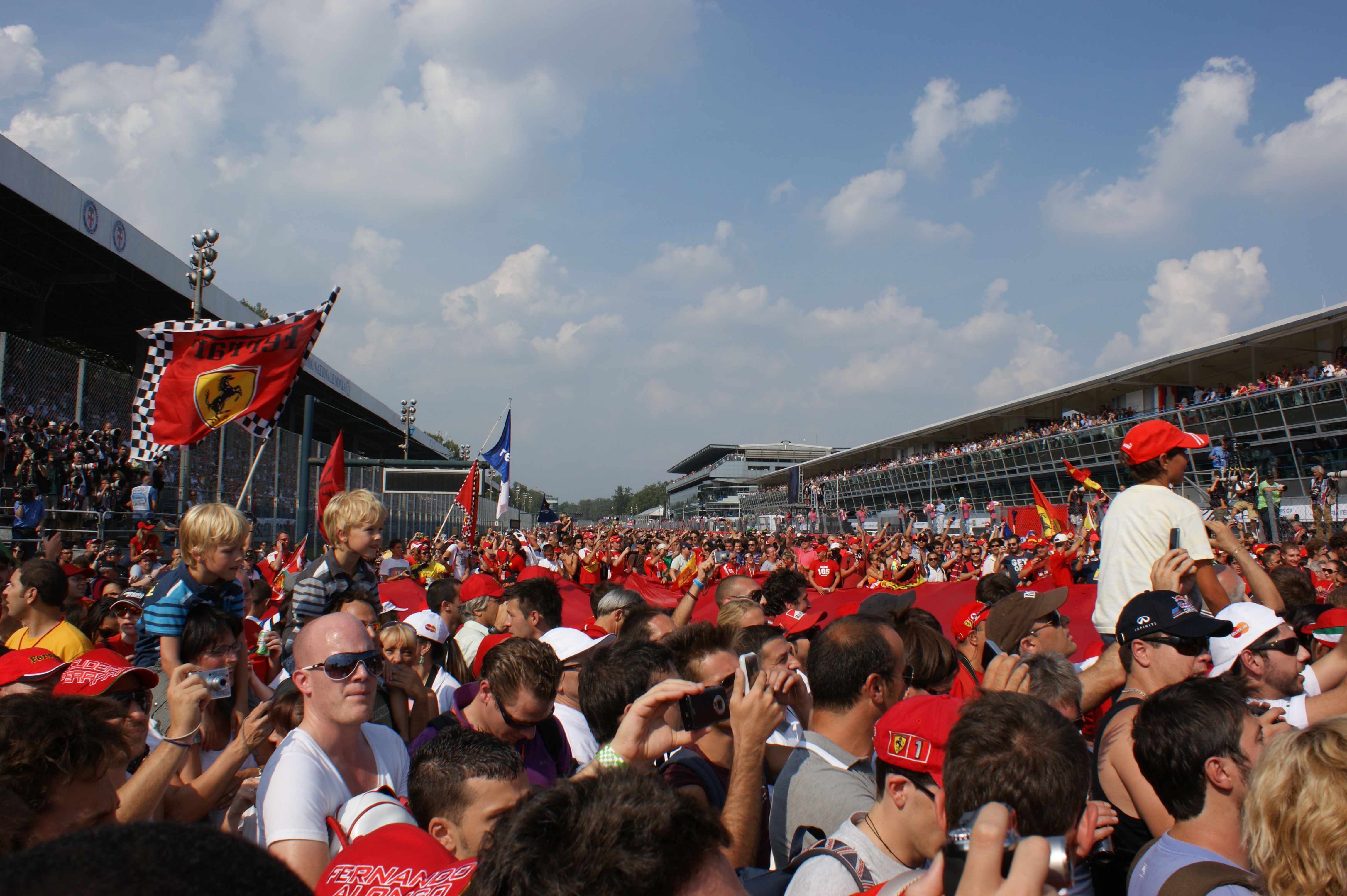
La tradizionale invasione di pista dei tifosi, a fine gara, sul lungo rettilineo dell'autodromo nazionale di Monza, sede storica del Gran Premio d'Italia. Il circuito lombardo, costruito nel 1922, è il più antico tra quelli usati in F1.

Circuiti particolari per via dell'altitudine (che a causa dell'aria rarefatta riduceva le prestazioni dei motori) erano quello di Città del Messico e quello sudafricano Kyalami. La pista di Monte Carlo venne invece descritta da Keke Rosberg come «Un bel circuito di montagna in riva al mare»; mentre Nelson Piquet affermò che farvi correre un'auto di Formula 1 corrisponde a «guidare una bicicletta nel salotto di casa».
Oltre a quello monegasco, i circuiti cittadini in uso sono quelli di Singapore (all'esordio nel 2008), quello di Baku (al debutto nel 2016), quello di Montreal (esordito nel 1978), quello di Melbourne in Australia (aperto nel 1953) e i nuovi ingressi del Jeddah Corniche Circuit (2021) e del Miami International Autodrome (2022). Nel passato, vari esperimenti vennero compiuti soprattutto negli USA, a Long Beach, Detroit, Phoenix, Las Vegas e Dallas; tutti naufragati, sia per lo scarso seguito di pubblico che la Formula 1 riscuoteva al tempo negli States, sia per il basso livello organizzativo locale rispetto agli standard europei dell'epoca.
Fino alle più recenti modifiche, il circuito di Spa era classificato come semi-permanente (in quanto una parte era aperta al traffico ordinario, durante l'anno); caratteristica che ora è propria del circuito di Yas Marina, dove si corre il Gran Premio di Abu Dhabi.
Non sono mancate proposte per portare le monoposto nelle strade di capitali come Parigi, Londra, Roma, Mosca o Beirut ma non si sono mai concretizzate.

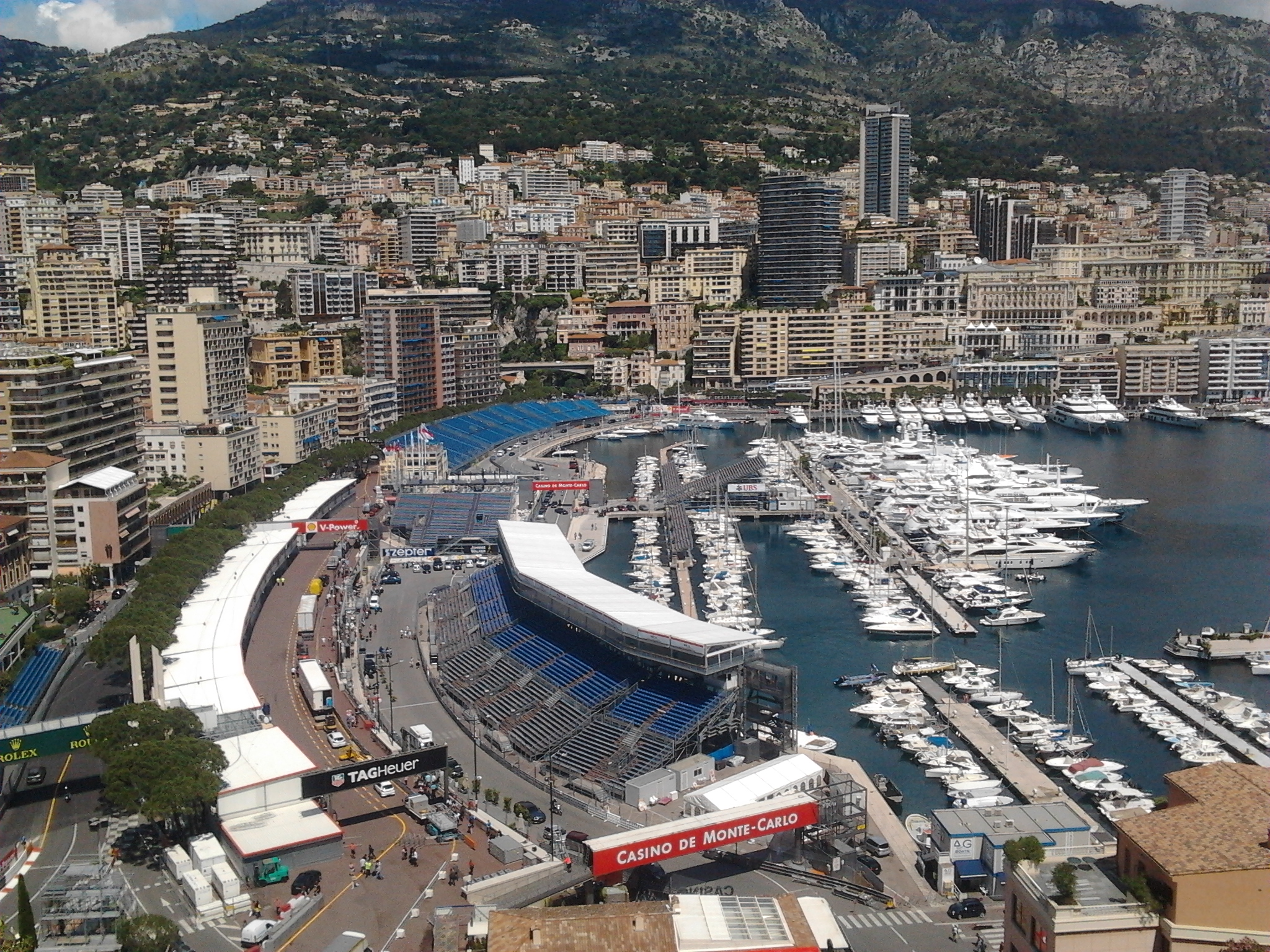
Il tracciato cittadino di Monte Carlo, teatro del Gran Premio di Monaco, rimane la gara più difficile – ma al contempo, la più prestigiosa – della moderna Formula 1.

A partire dal lavoro realizzato per creare dal nulla la pista malese di Sepang, l'architetto tedesco Hermann Tilke è stato poi incaricato di realizzare molti altri progetti nel corso degli anni 2000, sia per la creazione ex novo di nuovi impianti (tra cui quelli di Sakhir, Yeongam, Shanghai e Istanbul), sia per la ristrutturazione di circuiti già esistenti. Ovunque sono state realizzate ampie vie di fuga per garantire l'incolumità dei piloti, dapprima realizzate in erba, poi in sabbia e in ultimo in asfalto.
Sotto la spinta delle esigenze di sicurezza, sono spariti o sono stati radicalmente trasformati tutti i vecchi circuiti caratterizzati da lunghi rettilinei, come Silverstone in concomitanza dell'arrivo della gara del motomondiale. Altra trasformazione radicale è stata quella dell'Hockenheimring, dovuta all'insufficienza di spazio per esporre i cartelloni pubblicitari. Solo Monza, nonostante una serie di consistenti modifiche realizzate nel corso degli anni, mantiene le caratteristiche che l'hanno resa celebre, venendo infatti definita come "il tempio della velocità".
Molti dei nuovi circuiti della F1 sono stati criticati per la riduzione delle emozioni provate dai classici tracciati come Spa e Imola. Il rifacimento del circuito di Hockenheim, con una nuova tribuna per gli spettatori e l'eliminazione dei lunghi e pericolosi rettilinei, ha comportato anche l'abbattimento di numerosi alberi della Foresta Nera che circonda il circuito, sostituiti da nuovi alberi piantati attorno al vecchio tracciato, ora abbandonato.

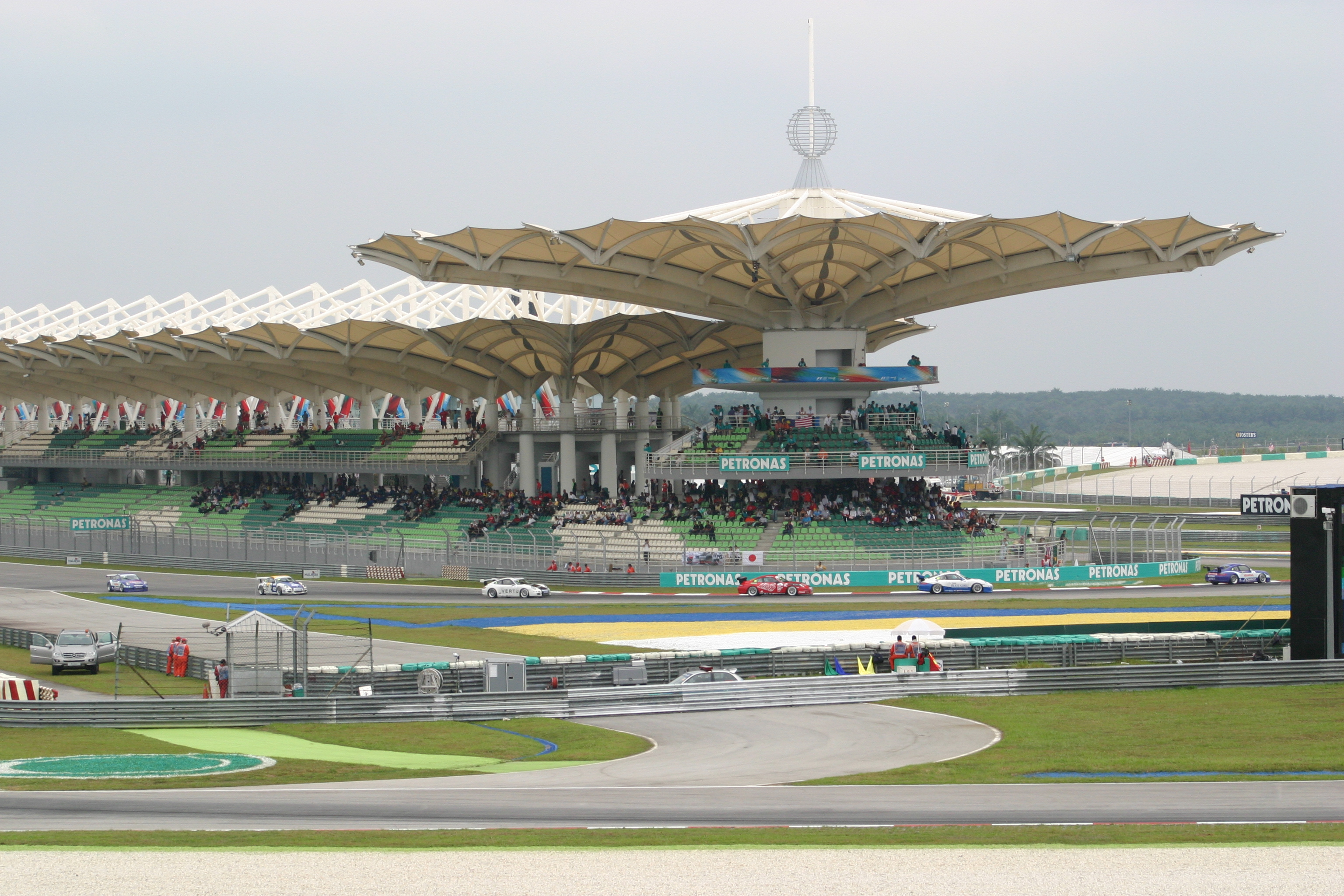
Il circuito di Sepang, disegnato nel 1999 da Hermann Tilke per il Gran Premio della Malesia, ha segnato la via alla Formula 1 per la ricerca di nuovi ed esotici palcoscenici, nonché l'inizio di una maggiore attenzione architettonica verso i nuovi autodromi.

Grandi problemi hanno segnato anche il ritorno del Gran Premio del Messico: a Tilke venne affidata la progettazione di un nuovo circuito da 70 milioni di dollari, denominato "Mantarraya", che in origine avrebbe dovuto essere costruito nelle vicinanze di Cancún. Dal 2003 iniziarono a circolare le prime notizie, ma a causa di problemi economici il progetto accusò un notevole ritardo. Ecclestone annunciò un probabile rientro del Gran Premio messicano per il 2009, che entrò a far parte del calendario solo nel 2015.
Anche l'India ha ospitato un GP di Formula 1, sul circuito di Buddh costruito alle porte di Nuova Delhi, la cui prima edizione si è disputata il 30 ottobre 2011. Nel 2014 la F1 è approdata in Russia con la gara di Sochi disputata sull'omonimo autodromo, mentre nel 2016 ha fatto il suo esordio il circuito di Baku, in Azerbaigian.
Nella stagione 2020 avrebbe dovuto esserci il ritorno in calendario dopo 35 anni del Gran Premio d'Olanda, sul rinnovato circuito di Zandvoort. Il Gran Premio, inizialmente rinviato, viene posticipato al 2021, a causa della pandemia di COVID-19. Proprio per via dei molti appuntamenti annullati o posticipati, il campionato 2020 vede il debutto di circuiti mai visitati dalla massima formula, come quello del Mugello, su cui si corre il Gran Premio della Toscana, l'Autódromo Internacional do Algarve, che segna il ritorno del Gran Premio del Portogallo dopo 24 anni dall'ultima apparizione, e il circuito di Manama su una diversa configurazione, su cui si corre il Gran Premio di Sakhir.
La stagione 2021, oltre al ritorno di Zandvoort, segna il debutto del circuito di Losail in Qatar, già sede del Motomondiale dalla stagione 2004, e quello del Jeddah Corniche Circuit, un circuito cittadino situato a Gedda in Arabia Saudita, che diventa il trentaquattresimo Paese ad ospitare la massima categoria.
La stagione 2022 segna il debutto del Miami International Autodrome negli Stati Uniti d'America, un nuovo circuito situato nel complesso Hard Rock Stadium di Miami Gardens, in Florida, su cui si corre il nuovo Gran Premio di Miami. Si tratta dell'undicesimo tracciato utilizzato dalla massima categoria nel Paese fin dalla stagione inaugurale del 1950.
La stagione 2023 vede l'inaugurazione del Las Vegas Strip Circuit, un tracciato cittadino semipermanente situato a Paradise, città adiacente a Las Vegas, in Nevada, negli Stati Uniti d'America, sede del ritorno del Gran Premio di Las Vegas per la prima volta dalla stagione 1982, quando all'epoca esso fu disputato sul circuito del Caesars Palace. Dal debutto della categoria nel 1950 si tratta del dodicesimo tracciato utilizzato nel Paese statunitense.
La stagione 2026 vedrà l'inserimento in calendario di un nuovo tracciato cittadino tra le vie di Madrid, quale nuova sede del Gran Premio di Spagna. La massima categoria corse per l'ultima volta nelle vicinanze della capitale spagnola nel 1981, sul circuito del Jarama.

## Punteggio
Originariamente, la FIA (Fédération Internationale de l'Automobile) assegnava punti ai primi cinque classificati, in base alla scala 8-6-4-3-2; inoltre, veniva assegnato un punto all'autore del giro più veloce in gara (spesso suddiviso tra più piloti, in quanto i tempi venivano arrotondati al decimo di secondo; addirittura, nel G.P. di Gran Bretagna del 1954 questo punteggio venne diviso tra sette piloti, ognuno dei quali ottenne 0,14 punti).
Vi furono poi vari cambiamenti. Dal 1960 i piloti a punti furono sei e il punto per il giro veloce non fu più assegnato. Ci si ritrovò con un 8-6-4-3-2-1. Già nel 1961 il sistema si modificò in un 9-6-4-3-2-1, fino al 1991 quando diventò un 10-6-4-3-2-1. Contemporaneamente, venne abolita un'altra regola vigente fin dal primo campionato (sospesa dal 1981 al 1984), quella degli scarti: in ogni campionato, ciascun pilota poteva sommare solo un certo numero di piazzamenti, superato il quale era costretto a scartare i propri peggiori risultati. L'obiettivo era duplice: premiare i piloti vincitori delle singole gare (penalizzando i "piazzati") e mantenere in corsa per il titolo i piloti che avevano dovuto saltare delle gare o disponevano di macchine poco affidabili.

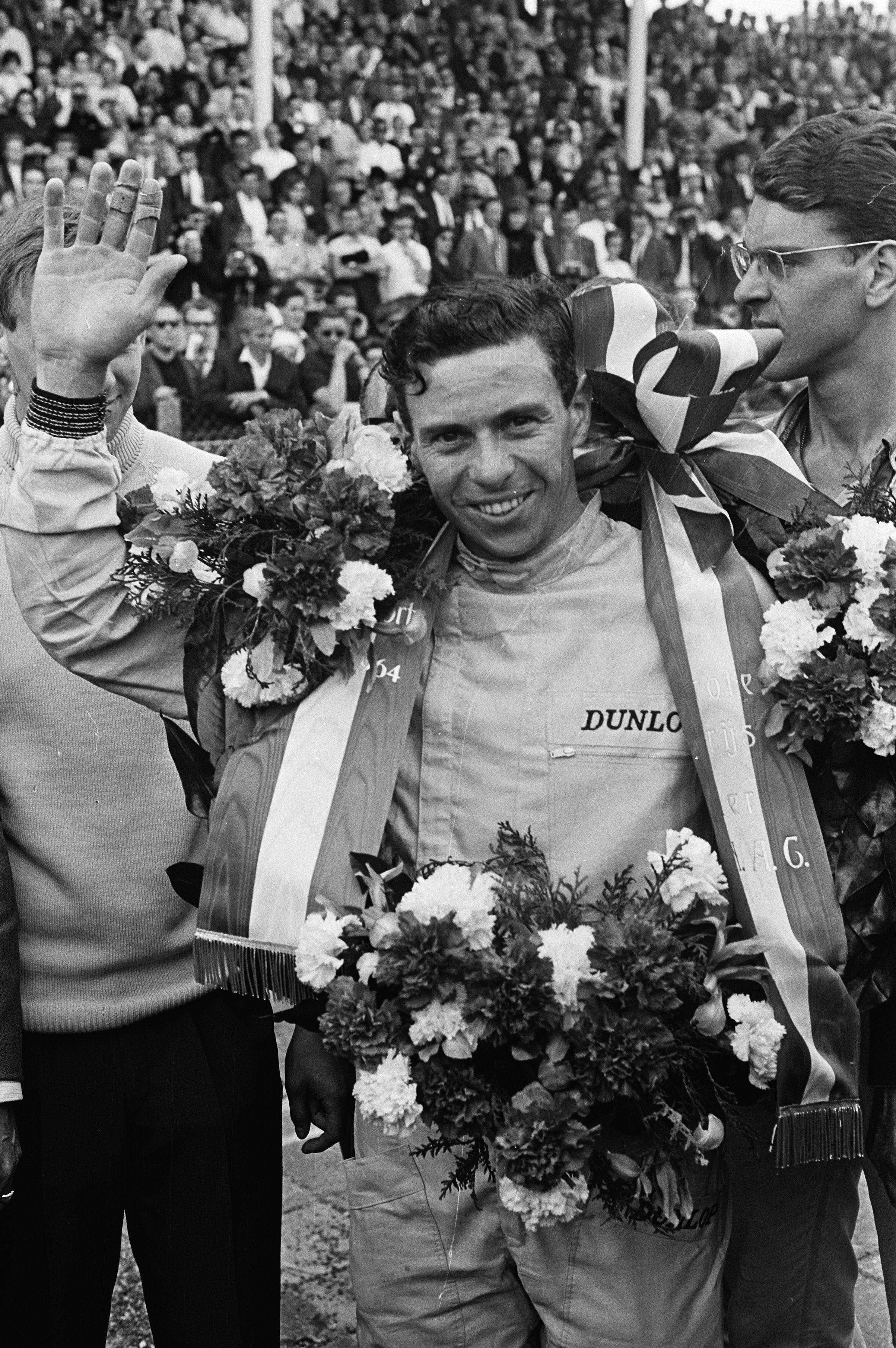
Jim Clark fu un vincente per eccellenza nella sua carriera in F1, giungendo al traguardo 25 volte 1º, solo una volta 2º e 6 volte 3º.

In ogni caso, solo due volte questa regola risultò decisiva per l'assegnazione del titolo: nel 1964, quando Graham Hill dovette scartare un 5º posto (2 punti), retrocedendo così per un punto alle spalle di John Surtees; e nel 1988, quando Alain Prost conseguì 11 punti più di Ayrton Senna, ma ne dovette scartare 18 (corrispondenti a tre secondi posti), contro i 4 del rivale, che così vinse il suo primo titolo per 90 punti contro 87 (mentre Prost aveva ottenuto 105 punti, contro i 94 di Senna).
Dal 2003 al 2009 si è adottata la scala 10-8-6-5-4-3-2-1, assegnando punti ai primi otto classificati: in tal modo, due quarti posti valevano come una vittoria, mentre precedentemente erano necessari un secondo e un terzo posto (5+5 punti contro 6+4). Questa scelta venne fatta anche perché l'accresciuta affidabilità delle auto fa sì che in ogni gara giunga al traguardo un gran numero di vetture (nel G.P. d'Italia del 2005 non si registrò alcun ritiro, cosa che era avvenuta una sola altra volta fino ad allora, nel G.P. d'Olanda del 1961, per poi avvenire nuovamente nel G.P. d'Europa 2011) e obiettivamente un 4º posto attuale è un risultato migliore rispetto agli anni 1980, quando spesso arrivavano al traguardo meno vetture rispetto agli anni successivi.
Infine, dal 2010 il punteggio è il seguente: 25 punti al primo classificato, 18 al secondo, 15 al terzo, 12 al quarto, 10 al quinto, 8 al sesto, 6 al settimo, 4 all'ottavo, 2 al nono e 1 al decimo. La zona punti è così allargata a dieci macchine.

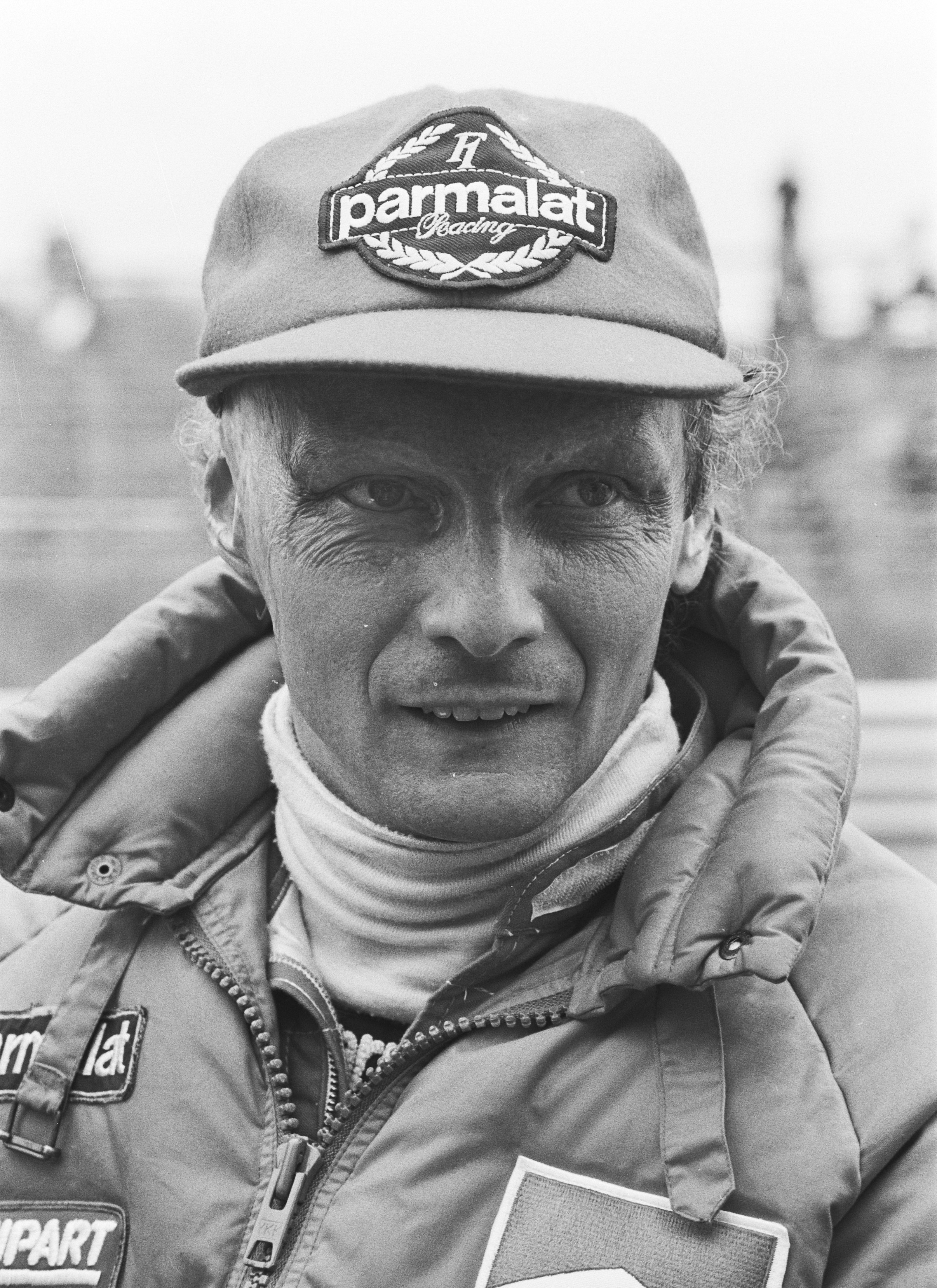
Niki Lauda vanta il record della vittoria mondiale col distacco più ridotto, quando nel 1984 ottenne il suo terzo titolo sopravanzando Alain Prost per soli 0,5 punti.

La stagione conclusasi con il minimo distacco tra il primo e il secondo è stata quella del 1984, quando Niki Lauda vinse per 0,5 punti su Alain Prost: 72 a 71,5. Ciò accadde perché nel G.P. di Monaco di quell'anno venne assegnato un punteggio dimezzato, in quanto la corsa venne sospesa per pioggia prima che fosse completato il 75% dei giri previsti. Prost, che in quel momento era in testa, ottenne 4,5 punti. Ciò è avvenuto in altri cinque Gran Premi: Spagna e Austria 1975, Australia 1991, Malesia 2009 e Belgio 2021.
Per la "Coppa costruttori" tra il 1958 e il 1978 ogni team otteneva soltanto i punti della sua auto meglio piazzata; pertanto, una "doppietta" valeva solo 9 punti, anziché 15, mentre una squadra che in due distinti G.P. ottenesse un 1º e un 2º posto totalizzava 15 punti (9+6). Ciò spiega — per esempio — perché la Ferrari non vinse la coppa costruttori del 1974, anno in cui numerose volte i suoi piloti Clay Regazzoni e Niki Lauda salirono insieme sul podio.
Dal 1979, invece, ogni squadra somma i punti totalizzati da entrambi i suoi piloti.
Nel corso degli anni, si è discusso spesso a proposito del sistema di punteggio. Fra le varie proposte vi sono state idee sull'attribuzione di punti a chi ottiene la pole position o il giro più veloce e addirittura al pit stop più rapido. Nessun sistema di punteggio è stato esente da critiche, e gli ultimi commenti verso il sistema adottato dal 2010 lamentano il fatto che la stima corretta dei distacchi sia diventata troppo difficile per un pubblico abituato a calcolare i gap basandosi su una vittoria di 10 punti. Tuttavia, alcuni piloti hanno espresso il loro apprezzamento verso questo sistema, affermando che, se col vecchio 10-8-6-5-4-3-2-1 potevano rimanere in lizza per il titolo solo due o tre piloti, con quello attuale possono lottare per il titolo anche 4 o 5 conduttori, riferendosi alla lotta per il mondiale 2010.
Tuttavia, quest'affermazione non è del tutto esatta, perché i rapporti fra le varie posizioni sono stati mantenuti in base alla relazione 2,5 a 1: per esempio, i 10 punti della vittoria col vecchio punteggio sono divenuti 25, cioè 10 per 2,5. Così per quasi tutte le posizioni (con ovvi arrotondamenti). Difatti, l'arrivo al GP di Abu Dhabi 2010 di quattro piloti ancora in lotta per il titolo sarebbe avvenuto anche con il vecchio punteggio. La lotta del 2010 non è dunque imputabile al sistema di punteggio ma alla relativa vicinanza di prestazioni fra i team e i piloti in lizza (tra l'altro, anche il 9-6-4-3-2-1 non impedì di arrivare, in varie occasioni, all'ultima gara di campionato con 3 piloti in lizza per la vittoria).
Dal 2019 al 2024 venne nuovamente assegnato un punto al pilota in grado di registrare il giro più veloce in gara, purché si fosse classificato nei primi dieci posti,  mentre dal 2021 vengono assegnati punti anche per i primi classificati della Sprint, ovvero gare brevi che vengono disputate alcune volte l'anno, il giorno prima del Gran Premio.

## Numerazione
Fino al 1973, le auto si iscrivevano singolarmente a ogni Gran Premio e ricevevano quindi dagli organizzatori un numero di gara che variava di volta in volta. Dal 1974, invece, ogni macchina viene contrassegnata prima dell'inizio della stagione da un numero fisso che la identifica per tutta la stagione. Fino al 1996, la numerazione restò quella stabilita nel 1974 (sulla base della classifica della Coppa Costruttori del 1973) e annualmente il nuovo Campione del mondo acquisiva il diritto a correre col numero 1; per conseguenza, il suo compagno di squadra correva col 2. 

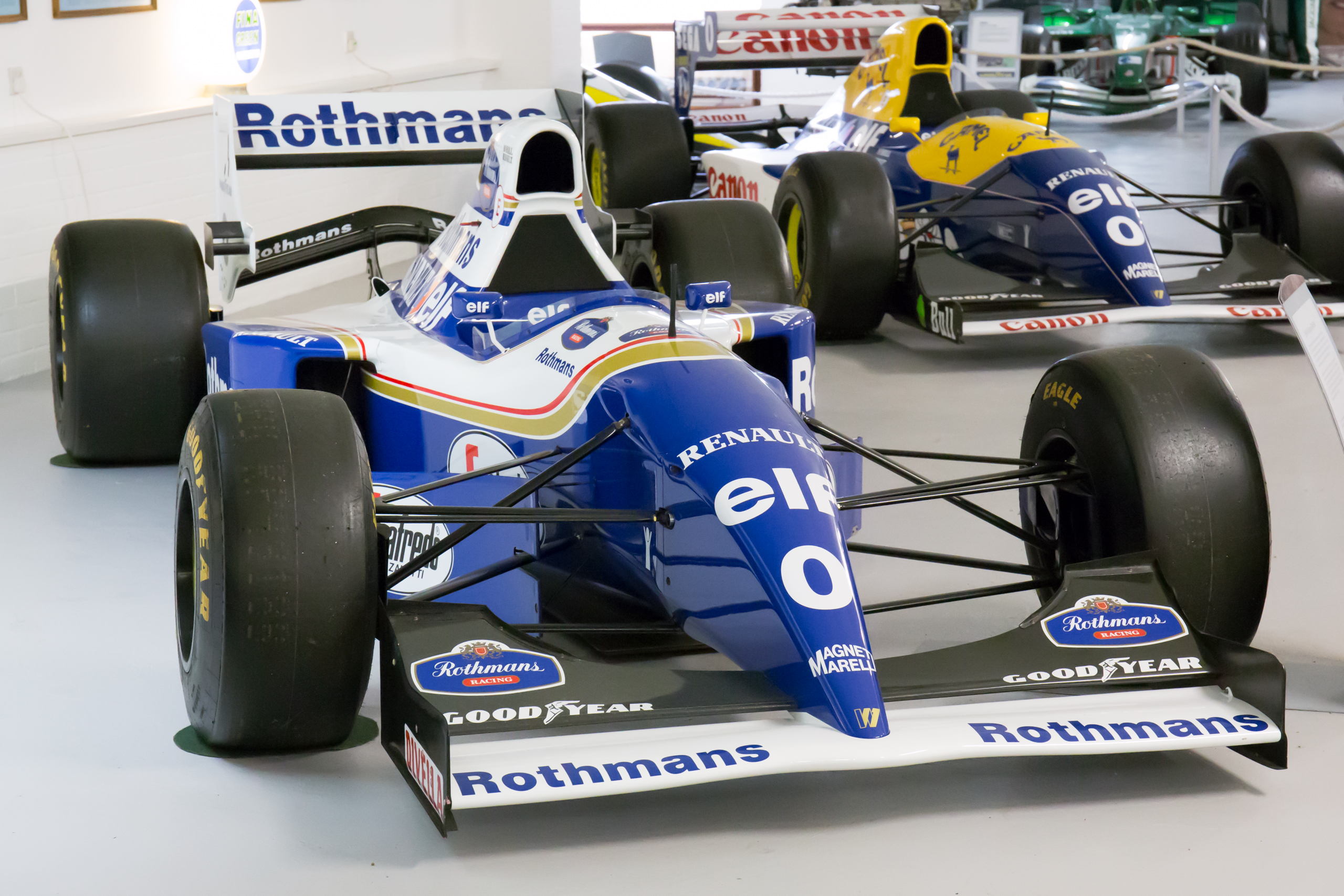
Damon Hill gareggiò con una Williams numero 0 nelle stagioni (sullo sfondo) e (in primo piano); ciò per le assenze dalla griglia dei campioni in carica, rispettivamente Nigel Mansell e Alain Prost.

Tra il 1975 e il 1977, McLaren e Ferrari si scambiarono tra loro i numeri 11 e 12. Poi, nel 1978 il campione in carica Niki Lauda passò alla Brabham-Alfa Romeo, portando con sé il numero 1 e cedendo alla McLaren i numeri 7 e 8, che appartenevano alla Brabham. Quest'ultima nel 1979 acquisì i numeri 5 e 6, che dal 1975 appartenevano alla Lotus. Nel 1980, la Lotus ricevette dalla Ferrari i numeri 11 e 12. Mentre nel 1981 la Ferrari ereditò dalla Williams i numeri 27 e 28, che poi contraddistinsero le sue auto per ben 16 stagioni, con l'eccezione del 1990 (quando Alain Prost, campione in carica, portò con sé il numero 1; e le McLaren gareggiarono col 27 e 28, che tornò alla Ferrari nel 1991 perché il Mondiale venne vinto dalla Mclaren di Ayrton Senna). La Williams nel 1982 ereditò dalla Brabham i numeri 5 e 6, con cui li scambiò nei due anni successivi e poi mantenendoli fino al 1992; infatti nel 1988 il campione in carica Nelson Piquet passò alla Lotus, portando con sé il numero 1.
La Tyrrell, che nel 1973 si era classificata seconda nella coppa costruttori, gareggiò poi per molti anni coi numeri 3 e 4, nonostante col tempo fosse divenuta una squadra di "serie B". Infatti poiché alla fine del 1973 Jackie Stewart si era ritirato dalle competizioni, nel 1974 fu la Lotus (vincitrice della Coppa Costruttori) a correre coi numeri 1 e 2. Ma quando l'evento si ripresentò nel 1993 e nel 1994 (con il ritiro di un campione in carica, Nigel Mansell e Alain Prost rispettivamente) si decise invece di non assegnare il numero 1. In questi casi, alla Williams vennero assegnati i numeri 0 e 2. Lo 0 toccò così per due anni a Damon Hill, mentre Prost e Ayrton Senna – rimpiazzato dopo la sua morte da David Coulthard – optarono per il numero 2. In realtà, non si trattò di una novità assoluta, perché nel 1973 Jody Scheckter aveva disputato alcune corse con il numero 0.

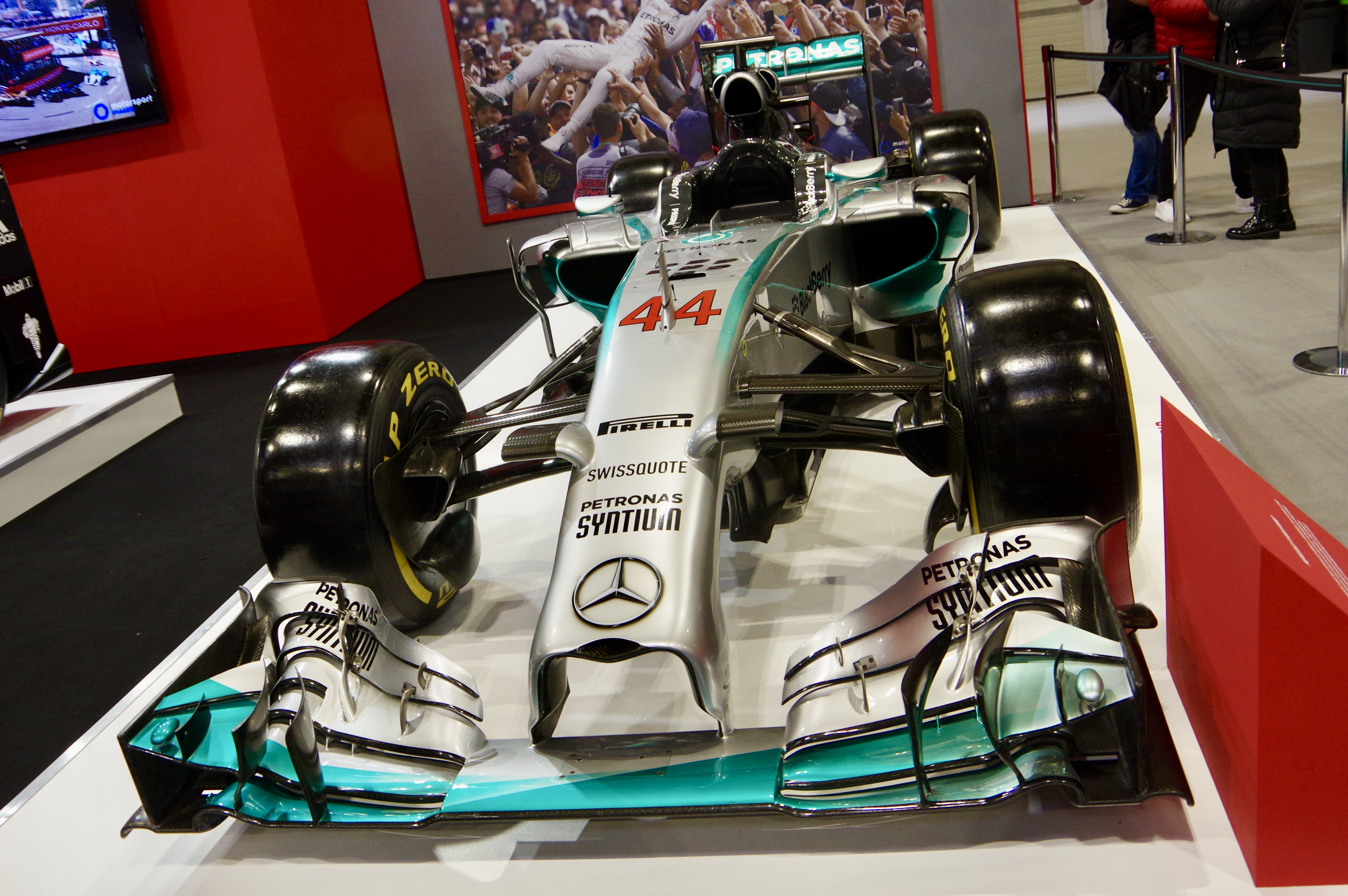
Nella stagione fu Lewis Hamilton il primo a rinunciare al numero 1 di campione in carica, mantenendo il suo numero personale 44 sulla propria Mercedes

A lungo andare, nell'arco di oltre vent'anni, si crearono parecchi "buchi" nella numerazione e nel 1996 venne adottato il sistema di numerazione che fu utilizzato fino al 2013: all'inizio di ogni campionato, tutti i numeri venivano riassegnati sulla base della classifica costruttori dell'anno precedente; solo il numero 13 non era assegnato, ma per superstizione. Se il pilota campione in carica correva per un team diverso da quello in cui aveva ottenuto il titolo l'anno prima, avrebbe portato nel suo nuovo team i numeri 1 (per sé) e 2 (per il compagno di squadra).
Dalla stagione 2014, ogni pilota può invece scegliere liberamente il proprio numero (dal 2 al 99), che viene utilizzato in maniera stabile durante la carriera in F1, a meno di cambi di numerazione (Pastor Maldonado è stato il primo pilota a correre stabilmente col 13, utilizzandolo fino al 2015); sono esclusi dal novero l'1, riservato per prassi al campione in carica, che potrà decidere di anno in anno se usarlo o meno e il 17, ritirato dalla FIA il 20 luglio 2015 in memoria del pilota Jules Bianchi, deceduto il 17 luglio 2015 dopo oltre nove mesi di coma a causa di un incidente durante il Gran Premio del Giappone 2014. In ogni caso, il pilota perde il diritto a utilizzare il suo numero di gara dopo due anni di inattività nella categoria. Nonostante la facoltà del campione in carica di correre col numero 1, tale numero non fu utilizzato tra il 2015 e il 2021. Lewis Hamilton, infatti, pur diventando campione del mondo per sei volte tra il 2014 e il 2020, decise di non adottare mai il numero 1 preferendo correre con il suo numero personale, il 44. Inoltre, alla fine del 2016 Nico Rosberg, campione in carica, decise di ritirarsi dal mondiale, rendendo quindi inutilizzabile il numero 1 nel corso del 2017. Max Verstappen, in seguito alla conquista del titolo nel 2021, decise di correre con tale numero nel 2022, scelta ripetuta nel 2023 dopo la conquista del secondo titolo consecutivo.
Prima del 2014, il pilota ad aver gareggiato per più corse con lo stesso numero era stato Jacques Laffite, che per 132 volte è partito con la Ligier numero 26. Lo seguiva Michael Schumacher, che per 120 volte ha corso col numero più prestigioso, l'1 (con Benetton e Ferrari). Dal 2014 diviene più facile per i piloti superare il record di Laffite, dato che a ognuno di loro è stato concesso di scegliere un numero per tutta la durata della carriera. Alla fine della stagione 2024, i piloti ad aver corso più Gran Premi con lo stesso numero sono Lewis Hamilton e Valtteri Bottas (227 a testa, rispettivamente col numero 44 e il 77).

## Record

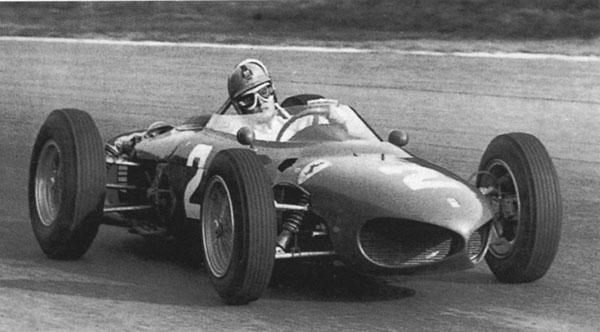
Nel Gran Premio di Reims del 1961, Giancarlo Baghetti su Ferrari 156 F1 si impose in occasione del suo esordio nel Mondiale (in realtà aveva già vinto i Gran Premi di Siracusa e di Napoli, non validi per il mondiale).

Prima dell'«era Schumacher», si registrava una notevole varietà nella titolarità dei diversi record: ognuno era appannaggio di un pilota che in qualche modo "incarnava" una determinata caratteristica. Prost vantava il maggior numero di vittorie (51), Senna quello di pole-positions (65), Fangio quello di titoli mondiali (5) e così via. Nei primi anni del XXI secolo Schumacher ha conquistato molti dei record, tra cui tutti quelli significativi a eccezione di quello delle presenze (appannaggio, all'epoca, di Barrichello). A partire dal 2017, Lewis Hamilton ha però sottratto al campione tedesco gran parte dei record assoluti, tra cui quello delle pole position nel Gran Premio d'Italia 2017 e quello delle vittorie nel Gran Premio del Portogallo 2020, eguagliando anche il record di titoli mondiali vinti (7) nella stagione 2020.
È comunque interessante vedere qual è stata l'evoluzione dei record più significativi. Quello delle vittorie, per esempio, ha avuto pochi titolari: dapprima Ascari (13) nel 1953, poi Fangio (24) dal 1954, quindi Clark (25) dal 1968 e Stewart (27) dal 1973. Prost lo migliorò nel 1987 (28 vittorie) fino al 1993 (51); Schumacher glielo strappò nel 2001 (toccando quota 53) e migliorandolo fino al 2006 (giungendo a quota 91); Nel corso della stagione 2020 il record è stato battuto da Lewis Hamilton.

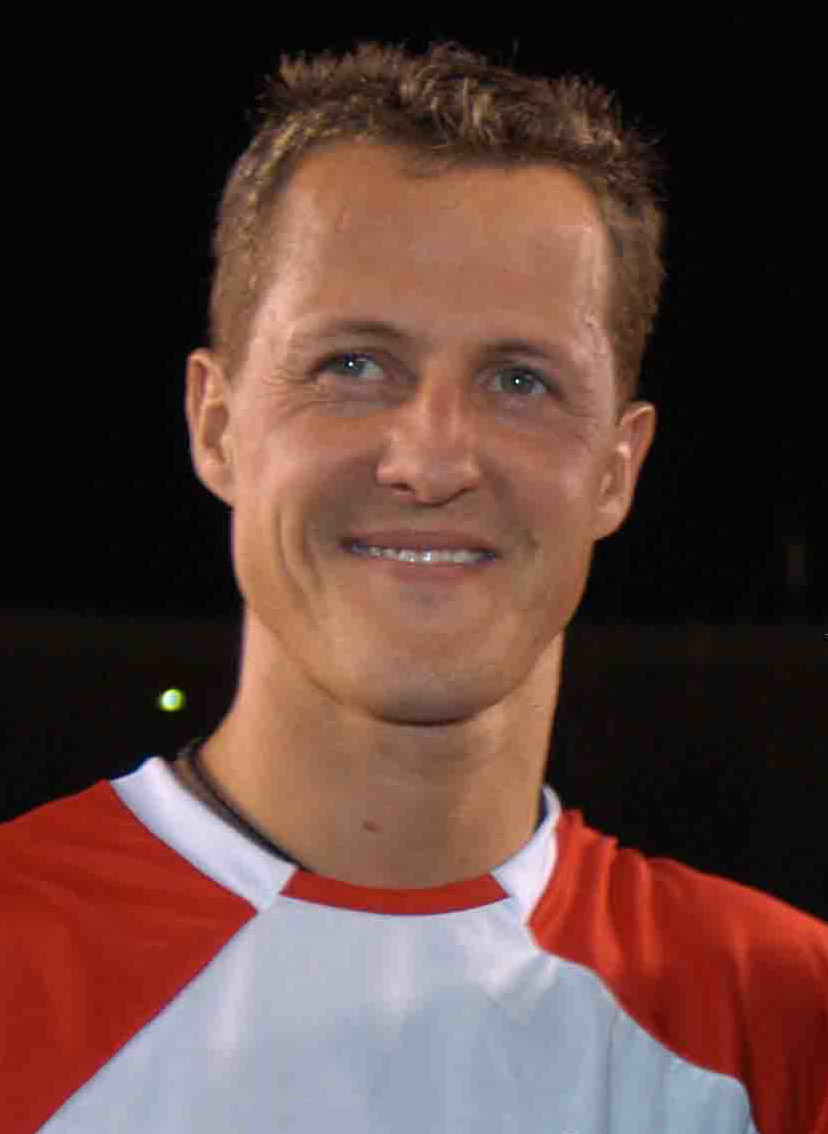
Michael Schumacher, detentore di numerosi record di F1 stabiliti tra gli anni 1990 e 2000, su tutti quelli dei titoli mondiali complessivi (7) — questi eguagliati da Lewis Hamilton nel — e consecutivi (5).

Quanto alle presenze, il primo vero recordman fu Jack Brabham, che si ritirò nel 1970 dopo avere disputato 126 gran premi. Ma Graham Hill lo superò già nell'anno successivo, portando nel 1975 il suo record a 176 presenze. Nel 1973, solo altri tre piloti, oltre a questi due, avevano superato le cento presenze: Bruce McLaren (101), Joakim Bonnier (104) e John Surtees (112). Stewart, fermatosi a quota 99, era quindi il 6º pilota di tutti i tempi. Ciò in quanto il numero di Gran Premi per stagione era molto ridotto (contando solo quelli validi per il mondiale). Inoltre, i piloti di Formula 1 si cimentavano anche in altre categorie, svolgendo un'attività assai più intensa rispetto ai piloti attuali.
Nel 1986, Jacques Laffite ebbe un grave incidente proprio nel Gran Premio di Gran Bretagna, in cui stava eguagliando il record di Graham Hill. Toccò quindi a Riccardo Patrese stabilire il primato, fino a portarlo a quota 256, nel 1993. Il record è poi passato a Rubens Barrichello che superò Patrese nel 2008, concludendo la carriera in Formula 1 con 322 GP disputati nel 2011, prima di essere battuto da Kimi Räikkönen nel 2020, che si è fermato a quota 349 nel 2021, a sua volta superato da Fernando Alonso nel 2022.
Alla fine della stagione 2024 solo sei piloti hanno superato quota 300 gran premi disputati in carriera.
Il "regolarista" Carlos Reutemann aveva stabilito con la Williams FW07, a cavallo tra il 1980 e il 1981, il record di quindici arrivi consecutivi in zona punti (all'epoca ristretta ai primi sei). Michael Schumacher ha battuto questo primato dopo vent'anni, con ventiquattro arrivi consecutivi a punti, dal Gran Premio d'Ungheria 2001 al Gran Premio della Malesia 2003 (nell'ultimo anno, la forbice dell'assegnazione dei punti era stata allargata ai primi otto posti); Questo record è stato successivamente migliorato da Kimi Räikkönen, con ventisette gare consecutive, e da Lewis Hamilton che, dal Gran Premio di Gran Bretagna 2018 al Gran Premio del Bahrein 2020, ha collezionato una striscia positiva di quarantotto gare terminate in zona punti (nel frattempo però estesa fino al decimo posto).
Il pilota con più punti in carriera è Lewis Hamilton (si tratta però di un record poco significativo, poiché il radicale cambiamento dei sistemi di punteggio rende quasi priva di significato la mera sommatoria dei punti ottenuti dopo il 2003, e soprattutto dopo il 2010, rispetto a quelli ottenuti tra il 1950 e il 2002). Il record di punti è stato detenuto dapprima da Fangio (277,5), poi da Stewart (360), Lauda (420), Prost (798,5) ed infine da Michael Schumacher (945), prima di passare, con il nuovo sistema di punteggio, nelle mani di Alonso, Vettel ed Hamilton.

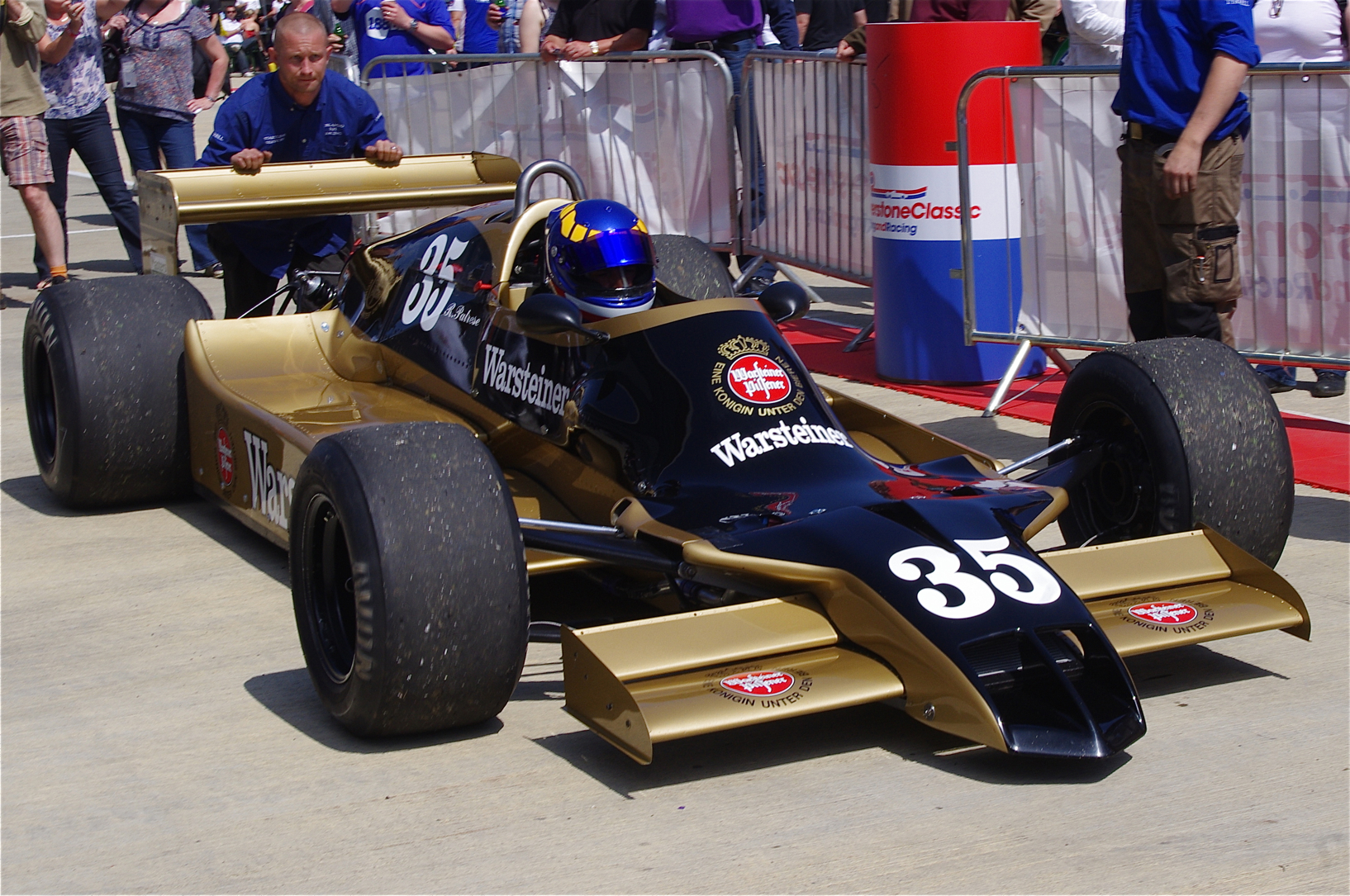
La (nata da una scissione in seno alla) realizzò nel 1978 la monoposto A1 (in foto) impiegando il tempo-record di 52 giorni.

Michael Schumacher resta invece il primatista assoluto nella classifica dei giri veloci (77), dopo che tale record è stato detenuto da Fangio, Clark e Prost.
Jacques Villeneuve (nel 1996) e Lewis Hamilton (nel 2007) detengono invece il record del maggior numero di Gran Premi vinti in una stagione da debuttanti in Formula 1 (quattro a testa).
Per quanto riguarda i record di longevità, solo due piloti hanno ottenuto almeno una vittoria per 15 stagioni consecutive, Schumacher ed Hamilton; quest'ultimo detiene inoltre il record di stagioni consecutive con almeno una pole (15). Inoltre Hamilton nel 2020 ha conquistato il titolo mondiale a dodici anni di distanza dal primo, superando il precedente record di Schumacher fermatosi a dieci anni. Solo Lauda (11 anni per le vittorie, 9 anni per i titoli mondiali), Prost (12 ed 8 anni), Brabham (11 e 7 anni) e Piquet (11 e 6 anni) hanno avuto una carriera ai vertici di durata simile. Nel 2018, Kimi Räikkönen ha stabilito due nuovi record: ha ottenuto una vittoria (nel Gran Premio degli Stati Uniti) a 15 anni di distanza dalla prima; ed è stato anche il primo pilota a comparire tra i primi 3 della classifica mondiale a distanza di 15 stagioni (2º nel 2003 e 3º nel 2018). Graham Hill, correndo almeno una gara per diciotto stagioni aveva stabilito il record di campionati disputati, superato in un primo momento da Barrichello nel 2011 ed eguagliato successivamente da Michael Schumacher e Räikkönen, tutti giunti a 19 stagioni, mentre Alonso nel 2023 l'ha ulteriormente migliorato giungendo a 20 stagioni.
Quanto ai team, Schumacher ha regalato alla Ferrari un netto vantaggio in tutte le classifiche. Alla fine del 1993, in realtà, la McLaren aveva sopravanzato la scuderia di Maranello nel totale delle vittorie: 104 contro 103, pur avendo disputato 16 campionati in meno. La Lotus aveva primeggiato dalla fine del 1973 (54 vittorie contro le 49 della Ferrari) fino a quella del 1975 (58 vittorie Ferrari, 57 Lotus). Nella stagione 2020 la Mercedes ha strappato alla Ferrari il record di mondiali costruttori consecutivi (6), portando il record a 8 nel 2021.

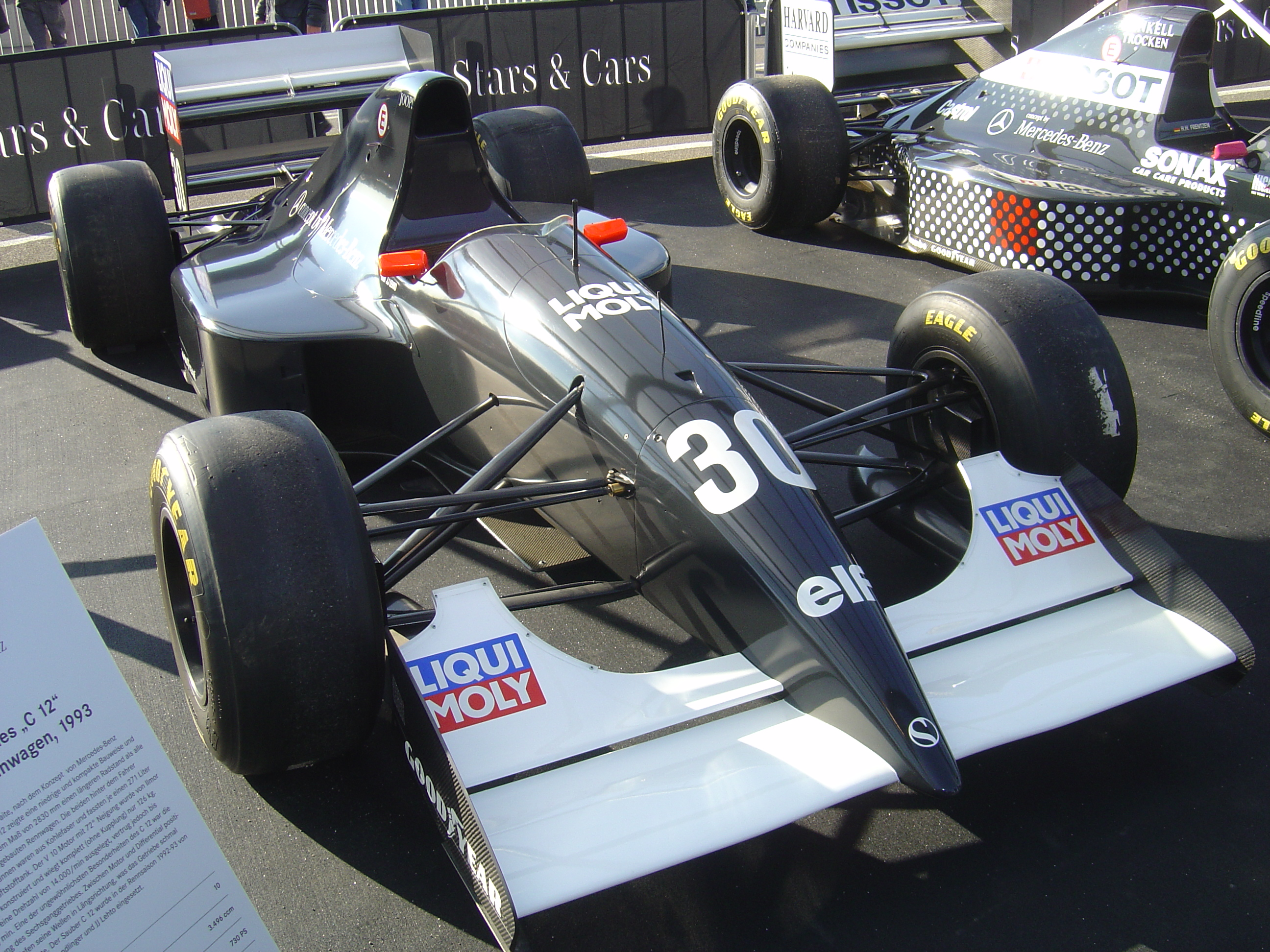
La (dal 2019 al 2023 per ragioni pubblicitarie) vanta il poco invidiabile record del maggior numero di gare disputate nel mondiale senza aver mai ottenuto vittorie.

Il Gran Premio con il maggior numero di partecipanti è stato quello del Belgio 1974, con 31 concorrenti a contendersi la vittoria sul circuito di Nivelles (una pista ― tra l'altro ― lunga soltanto 3724 m); quello con meno partecipanti fu il Gran Premio degli Stati Uniti 2005, che vide al via solo 6 vetture a causa del ritiro volontario (adducendo ragioni di sicurezza) delle squadre gommate Michelin. Il più breve è stato il Gran Premio del Belgio 2021, interrotto a causa delle proibitive condizioni meteo dopo soli due giri, peraltro percorsi dietro alla safety car ― situazione che de facto cristallizzò la griglia di partenza nell'ordine d'arrivo ―, poiché necessari per assegnare almeno la metà del punteggio; il più lungo fu il Gran Premio del Canada 2011 in cui Jenson Button conquistò la vittoria in 4h 04'39"537 dopo varie interruzioni per pioggia. Il Gran Premio più rapido è stato quello d'Italia 2003, in cui il vincitore Michael Schumacher ha completato i cinquantatré giri in programma alla velocità media di 247,59 km/h; egli ha così battuto il record di 242,62 km/h stabilito nel 1971 da Peter Gethin con la BRM, sempre a Monza, quando però il circuito brianzolo era ancora privo delle chicane e delle corrispondenti violente frenate. Il 26 giugno 2011 nel Gran Premio d'Europa a Valencia si è stabilito un nuovo record, ossia quello di maggior numero di vetture (24) giunte al traguardo.

## Prove di qualificazione e regolamento di gara
Un Gran Premio di Formula 1 occupa l'intero weekend, a partire dalle due sessioni di prove libere del venerdì e una sessione di prove ufficiali del sabato. Fino alla stagione 2006 un terzo pilota poteva prendere parte alle sessioni libere del venerdì per quelle squadre che erano classificate dal 5º posto in giù. Dopo le prove libere si tiene la sessione ufficiale delle qualificazioni. Il formato della sessione ufficiale di qualifica del sabato ha subito diverse modifiche a partire dalla stagione 2003. Per ridare interesse, si introdusse un sistema che prevedeva l'apparizione di un solo pilota alla volta a tentare un solo giro secco valido per formare la griglia di partenza, sulla falsariga della Superpole del campionato mondiale Superbike.
Dalla stagione 2006 venne introdotto il sistema del knockout, ovvero tre sessioni di qualifica, la prima da 20 minuti, la seconda da 15 minuti e l'ultima da 10 minuti con tutti i piloti in pista insieme e a eliminazione progressiva. Nella prima fase, tutte le vetture entrano in pista contemporaneamente per una sessione di qualifiche di 20 minuti. Conta soltanto il tempo più veloce, indipendentemente dal numero dei giri che compiono i vari piloti. Qualsiasi macchina, se è impegnata in un giro veloce durante l'esposizione della bandiera a scacchi ha modo di completare il giro e rendere valido il tempo ottenuto. Le macchine più lente non prendono parte alla seconda fase e vengono piazzate sulla griglia di partenza nelle ultime posizioni in base ai tempi ottenuti.
Le migliori quindici macchine vengono ammesse alla seconda fase (cosiddetta Q2, della durata di 15 minuti), dove i tempi precedentemente ottenuti vengono resettati. Le migliori 10 auto passano alla successiva fase detta Q3. Tutte quelle eliminate si piazzano in griglia in base al tempo ottenuto. Nella terza fase (di 10 minuti) si compete per la pole position e per le prime 10 posizioni sulla griglia di partenza. Nelle pause delle prime due fasi (dalla prima alla seconda e dalla seconda alla terza) le macchine possono fare rifornimento di benzina. Appena parte la terza fase la vettura non deve essere più modificata e un'altra sosta per il rifornimento si può effettuare soltanto a gara iniziata.

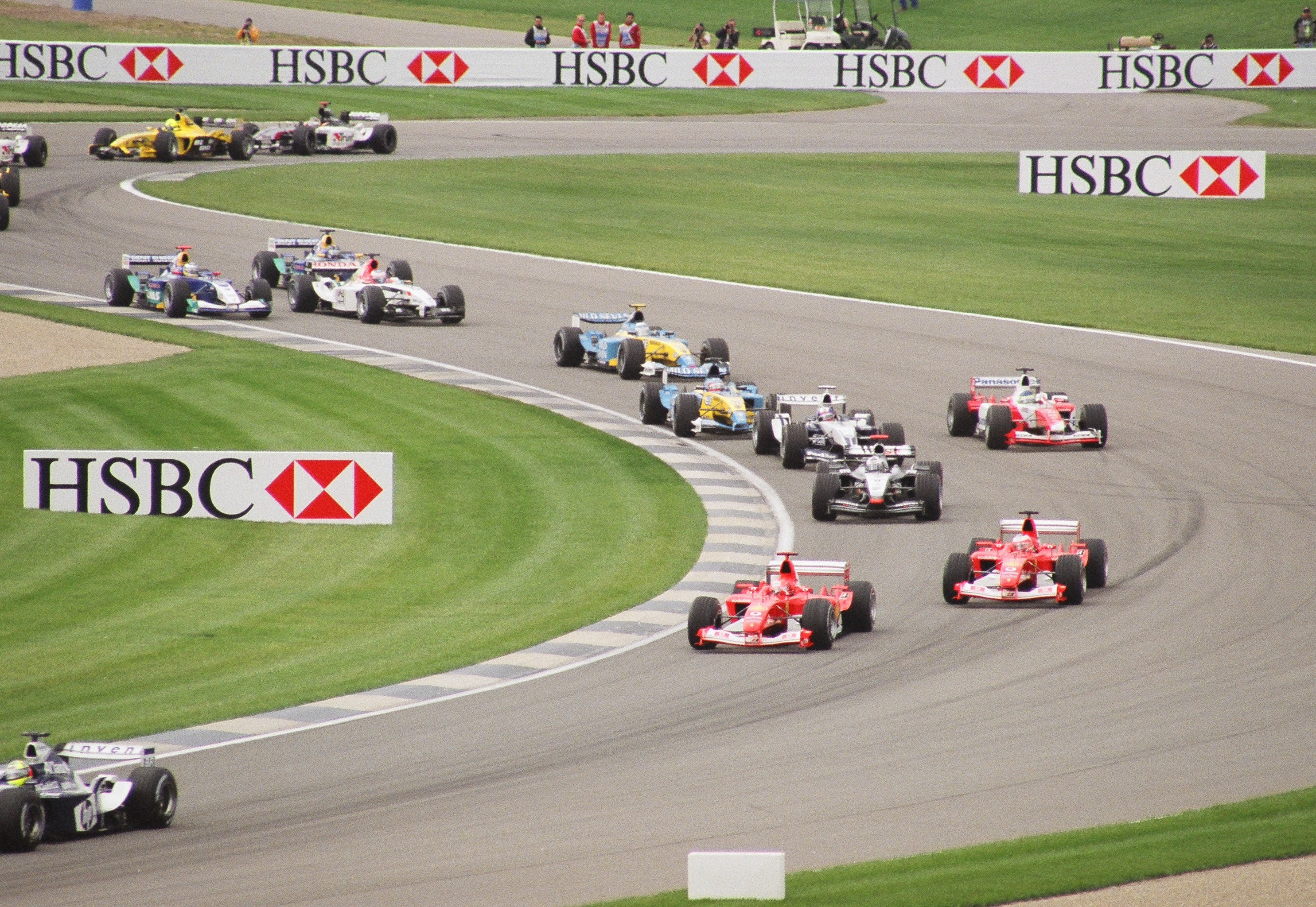
Vetture impegnate nella sezione interna del circuito di Indianapolis, durante le fasi iniziali del Gran Premio degli Stati Uniti 2003.

Le vetture che hanno raggiunto la Q3, in gara devono schierarsi sulla griglia di partenza nelle stesse condizioni con cui sono uscite dalla ultima fase di qualifiche e dalle operazioni di peso. Devono inoltre dichiarare obbligatoriamente il quantitativo di carburante immesso nel serbatoio. Il rifornimento di carburante nei 15 minuti finali delle prove è permesso soltanto alla condizione che i giri completati siano tutti almeno entro il 110% del loro tempo migliore; nel caso dei giri iniziati dalla pitlane che prevedono un rientro immediato alla stessa è consentito non più del 120% del miglior tempo del pilota. Qualsiasi rifornimento che rientri oltre i termini del 110% del tempo migliore in prova non è consentito.
Così come nelle prime due fasi, anche nella terza e ultima se un pilota inizia un giro cronometrato dopo aver attraversato la linea del traguardo alla scadenza del 10º minuto e con l'esposizione della bandiera a scacchi, il tempo che ottiene sarà considerato valido. Quando mancano 45 minuti dall'inizio del giro di formazione viene aperta la corsia dei box, e i piloti possono iniziare a raggiungere lo schieramento di partenza. A 15 minuti dall'inizio del giro di formazione le cinque luci rosse del semaforo, presente sullo schieramento di partenza, accompagnate dal suono di una sirena, si accendono e l'uscita dei box viene chiusa. Le cinque luci rosse si spengono una alla volta rispettivamente quando mancano 5 minuti, 3 minuti, 1 minuto e 15 secondi.

### Gara
La gara inizia con il giro di formazione, alla fine del quale le auto si piazzano sulla griglia di partenza nell'ordine di qualificazione. All'avvio di tale giro, se un pilota rimane fermo sulla sua posizione in griglia e il resto delle macchine lo passa, il pilota affronta la partenza dal fondo dello schieramento. Naturalmente se il pilota si muove prima che sopraggiunga l'ultimo classificato, ha diritto a riguadagnare la posizione originaria nello schieramento. Un pilota può anche partire dalla pitlane se la vettura ha problemi. Se succede questo deve aspettare che tutte le vetture in pista abbiano passato la linea del traguardo in partenza e che il semaforo in fondo alla corsia del box diventi verde per iniziare la corsa.
Completato il giro di ricognizione i piloti si portano sulla griglia di partenza e il semaforo accende le cinque luci rosse una dopo l'altra, a questo punto il direttore di gara spegnerà il semaforo in un tempo compreso da un minimo di quattro a un massimo di sette secondi. Quando le luci saranno spente questo segnerà la partenza della gara. Le gare sono poco più lunghe di 305 km (circa 190 miglia) e non possono superare le due ore di durata, anche se di solito la durata di un gran premio è di circa 90 minuti, (fanno eccezione il Gran Premio di Monaco, a causa della bassa velocità media permessa dal tracciato, e il Gran Premio di Singapore che si corre dal 2008) anche se in alcuni casi la gara dura più di 90 minuti a causa di sospensioni o presenza della safety car o addirittura la gara termina con i minuti anziché con i giri perché sono al limite delle due ore. Inoltre quando la gara viene sospesa con bandiera rossa per pioggia che non si arresta, la direzione gara potrebbe anche far terminare la gara con le posizioni attuali durante la sospensione.

### Pit-Stop
Durante la corsa ciascun pilota può effettuare uno o più pit stop per cambiare le gomme (fino alla stagione 2009 era possibile anche effettuare un rifornimento di carburante). I piloti dispongono, durante l'intero weekend, di sette set di gomme da asciutto, quattro set di gomme intermedie e tre set di gomme da pioggia. Usualmente i piloti utilizzano le gomme da asciutto in condizioni ambientali ottimali, le intermedie in caso di pioggia leggera e quelle da pioggia in condizioni estreme di pista bagnata. Se avviene un incidente, con le vetture che occupano una parte della pista creando potenziali pericoli, entrano in azione le bandiere gialle e il regime della safety car. Le gare di F1 vengono interrotte con la bandiera rossa sostanzialmente in tre casi: quello di pioggia torrenziale tale da impedire la visibilità ai piloti, in quello di gravi incidenti con presenza di feriti e in quello di incidenti non gravi dove però la macchina rimane in mezzo alla pista senza poter ripartire a causa di problemi tecnici o in seguito a incidenti.

## Gomme

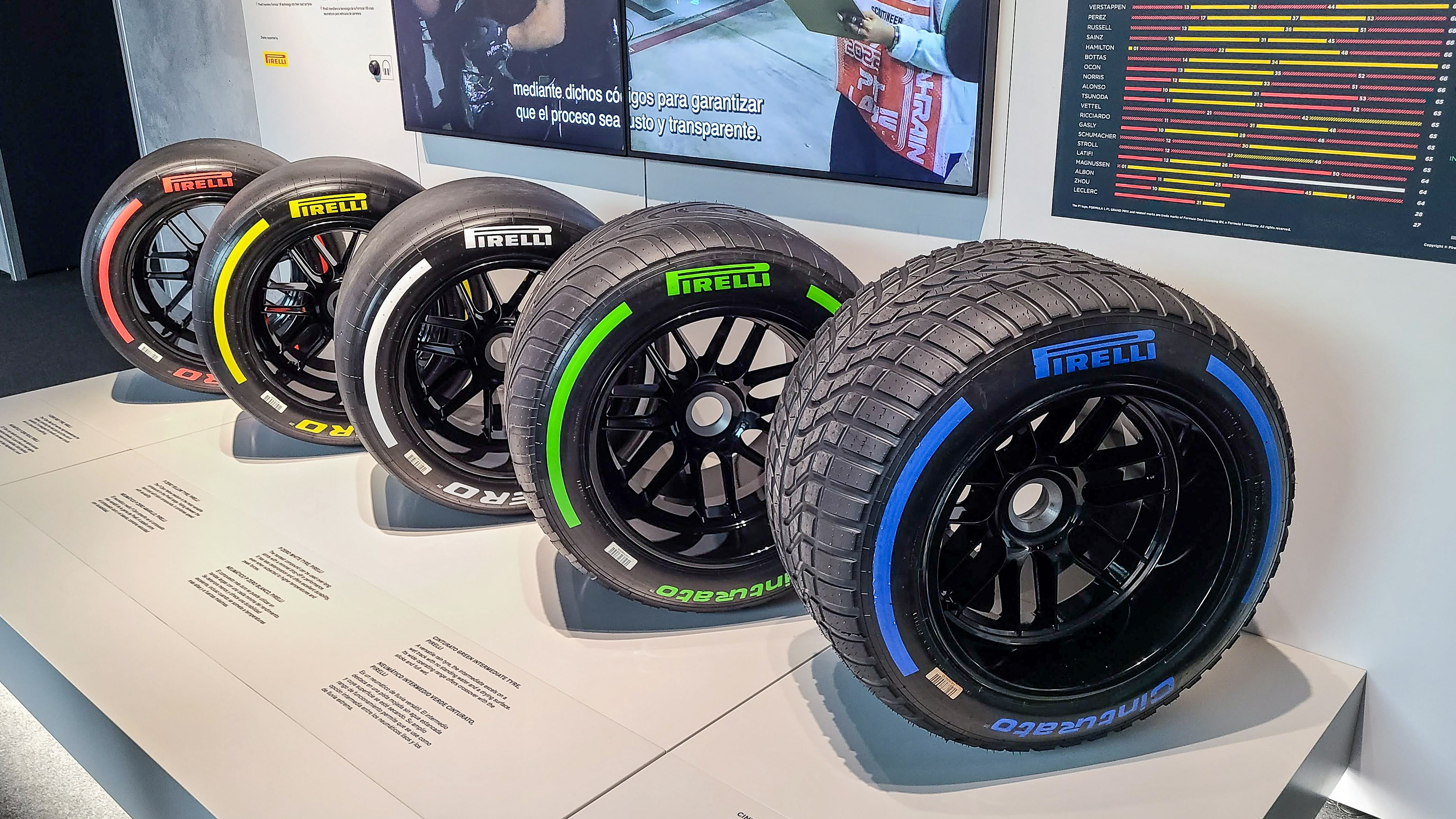
Gli pneumatici Pirelli del 2023 includono (da sinistra a destra) i tre pneumatici slick: morbida, media e dura e i due pneumatici da bagnato: intermedia e full-wet.

Le gomme utilizzate in Formula 1 sono di diverse tipologie, il cui utilizzo varia a seconda della strategia della squadra e alle condizioni meteorologiche del tracciato. Il fornitore è unico — dal 2011 è l'italiana Pirelli — e sceglie tre mescole da asciutto utilizzabili a ogni Gran Premio, in base alle caratteristiche del circuito. Terminate le qualifiche, sino al 2021 i primi dieci qualificati sono obbligati per la gara a partire col treno di gomme con il quale hanno registrato il giro più veloce in Q2; gli altri piloti, invece, possono schierarsi con uno dei tre set che preferiscono. Se la Q2 non inizia in condizioni di asciutto, i team non sono più vincolati per la gara. Durante la gara tutti i piloti sono obbligati a usare due diverse mescole; di queste mescole almeno una deve appartenere alle due obbligatorie nominate dalla Pirelli.
Se prima della gara le condizioni della pista sono dichiarate da bagnato, i team non devono più attenersi alle disposizioni precedenti e possono montare le gomme intermedie o da bagnato, senza obbligo di cambi durante la gara.
Se la gara viene iniziata dietro la safety car a causa dell'intensa pioggia, l'uso delle gomme da bagnato è tassativamente obbligatorio. Se durante la gara le condizioni della pista vengono dichiarate da asciutto a bagnato, i team possono passare dal set di gomme da asciutto a quello da bagnato senza aver necessariamente montato la mescola obbligatoria; viceversa se la gara passa da bagnata ad asciutta, i team possono montare uno dei tre set previsti per quel Gran Premio senza alcun vincolo.
A partire dalla stagione 2019, per semplificare la denominazione delle gomme, Pirelli utilizza per tutte le gare lo stesso nome di mescola per gli pneumatici: Soft (morbida), Medium (media) e Hard (dura). Per ogni Gran Premio vengono selezionate tre mescole, come nelle precedenti stagioni, a cui si attribuisce il colore rosso alla mescola più morbida, il colore giallo alla mescola media e il colore bianco alla mescola più dura del lotto scelto. I compound degli pneumatici, per le condizioni da asciutto, sono classificati da C5 a C1, dal più morbido al più duro.
Di seguito le tipologie di gomme per la stagione in corso:
| Nome mescola              | Colore | Colore | Battistrada | Condizioni               | Aderenza | Durata | Compound |
| ------------------------- | ------ | ------ | ----------- | ------------------------ | -------- | ------ | -------- |
| Morbide (Soft)            | Rosso  |        | Liscio      | Da asciutto              | Alta     | Bassa  | C5-C4-C3 |
| Medie (Medium)            | Giallo |        | Liscio      | Da asciutto              | Media    | Media  | C4-C3-C2 |
| Dure (Hard)               | Bianco |        | Liscio      | Da asciutto              | Bassa    | Alta   | C3-C2-C1 |
| Intermedie (Intermediate) | Verde  |        | Scanalato   | Da bagnato lieve o medio | N.D.     | N.D.   | N.D.     |
| Bagnato (Wet)             | Blu    |        | Scanalato   | Da bagnato cospicuo      | N.D.     | N.D.   | N.D.     |

## Sorpassi
Per lungo tempo, le telecamere documentarono solo alcuni spezzoni di gara, per cui le cronache di sorpassi e gesta epiche sono legati più ai racconti dei protagonisti e dei giornalisti, che non alle immagini. Con l'arrivo della televisione, invece, ogni spezzone di gara è rimasto ampiamente documentato e sorpassi memorabili sono rimasti impressi nella memoria degli appassionati.

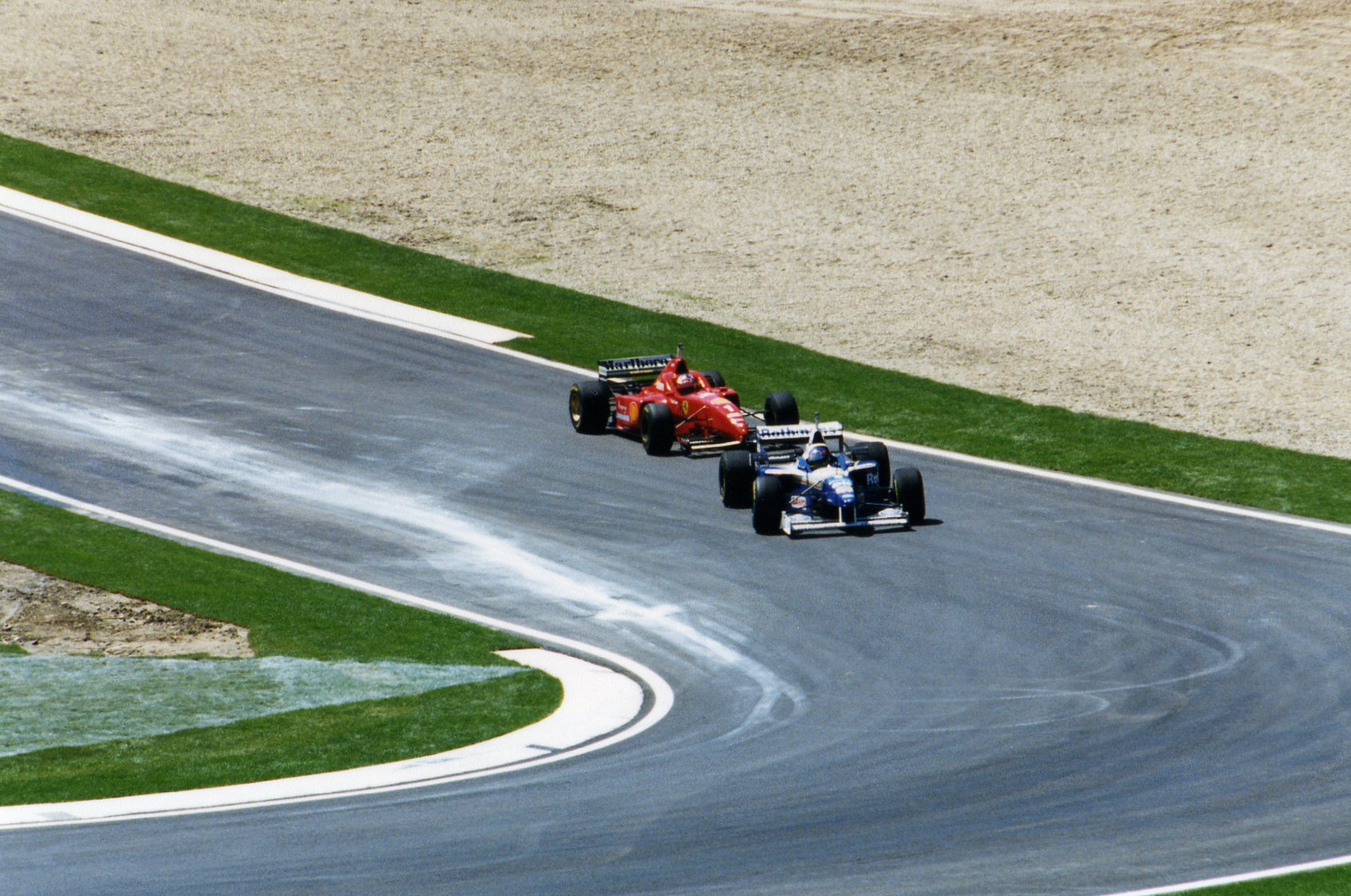
Jacques Villeneuve inseguito da Michael Schumacher durante le prove libere a Imola nel 1996. Nel campionato seguente i due saranno protagonisti del convulso epilogo del titolo piloti: lo "speronamento" di Schumacher ai danni dell'iridato Villeneuve a Jerez rimane un momento cardine nella storia della F1.

Un vero specialista in tal senso fu Nigel Mansell, autore di almeno cinque sorpassi da antologia: ai danni di Piquet nel G.P. di Gran Bretagna del 1987, di Senna nel G.P. di Ungheria del 1989, di Berger nel G.P. del Messico del 1990, di Prost nel G.P. di Francia 1991 e ancora il sorpasso di Senna nel G.P. di Barcellona del 1991. Molto spettacolare è stato anche il sorpasso di Mika Häkkinen su Michael Schumacher nel G.P. del Belgio del 2000, nonché quello di Piquet su Senna nel G.P. d'Ungheria del 1986. Numerosi i duelli tra Michael Schumacher e Juan Pablo Montoya, tra cui quello memorabile nel G.P. del Brasile del 2001.
Tra i sorpassi di Senna su Prost merita di essere ricordato quello nel G.P. del Canada del 1988, mentre tra quelli di Prost su Senna va ricordato il sorpasso nel G.P. del Portogallo del 1988 (quando il brasiliano quasi "spiattellò" il francese contro il muretto dei box).
Gilles Villeneuve fu magistrale nel superare Alan Jones all'esterno della curva Tarzan, nel G.P. d'Olanda del 1979 ed è passato alla storia il suo celebre duello con Réné Arnoux, nel G.P. di Francia del 1979. Storico fu anche il sorpasso di suo figlio Jacques ai danni di Schumacher nel G.P. d'Europa del 1997; mentre nel G.P. di Francia del 1953 il giovane Mike Hawthorn vinse grazie a un sorpasso impossibile ai danni del grande Fangio.
I più grandi campioni hanno spesso dominato le gare in solitario, ma talvolta si sono letteralmente scatenati, mostrando il loro valore con rimonte o cavalcate memorabili, in cui compirono innumerevoli sorpassi, come quelle di Fangio nel G.P. di Germania del 1957, Clark nel G.P. d'Italia del 1967, Stewart nel G.P. d'Italia del 1973, Peterson nel G.P. di Monaco del 1974, Prost nel G.P. del Sudafrica del 1982, Lauda nel G.P. del Portogallo del 1984, Senna nel G.P. d'Europa del 1993, Schumacher nel G.P. del Belgio del 1995, nel G.P. di Spagna del 1996 e nel G.P. del Brasile del 2006, Alonso nelle prime fasi del G.P. d'Ungheria del 2006, Button nel G.P. del Canada 2011, Vettel nei G.P. di Abu Dhabi e del Brasile del 2012 ed Hamilton nel G.P. di Germania del 2014.

## Incidenti
Oltre che di quelli mortali, la storia della Formula 1 è fatta anche di incidenti clamorosi e incruenti. Alcuni furono decisivi per l'assegnazione del titolo mondiale, come quelli tra Ayrton Senna e Alain Prost, avvenuti nel 1989 e nel 1990 sulla pista di Suzuka; o quello tra Damon Hill e Michael Schumacher nel Gran Premio d'Australia del 1994. Decisivi furono anche lo scontro tra Alan Jones e Nelson Piquet avvenuto in Canada del 1980 e quello tra Prost e Piquet in Olanda del 1983. Nigel Mansell perse nel 1986 un titolo ormai sicuro, a causa dello scoppio di una gomma nel corso dell'ultimo Gran Premio; inoltre, venne messo fuori gioco da due incidenti in altre due occasioni, nel 1987 e nel 1991, entrambi avvenuti a Suzuka. Indirettamente decisivo fu anche lo scontro tra Michael Schumacher e David Coulthard in Belgio nel 1998.

Gilles Villeneuve entrò nel cuore degli appassionati per lo spericolato stile di guida, non privo di conseguenze: il canadese era soprannominato l'Aviatore per l'irruenta condotta di gara, che spesso sfociava in furiosi incidenti, e che lo porterà alla morte nel 1982 durante la sessione di qualifica a Zolder.

Tra le “ammucchiate” al via sono state particolarmente affollate quelle nei Gran Premi di Monaco del 1950, d'Austria del 1987, di Germania del 1994, del Belgio del 1998, dell'Australia del 2002 e della Toscana del 2020.
Tra gli incidenti decisivi per le sorti di un singolo Gran Premio, meritano di essere ricordati lo scontro Mansell-Senna in Portogallo del 1989 (dopo che al britannico era già stata esposta la bandiera nera che lo escludeva dalla corsa; per punizione non partecipò al successivo Gran Premio di Spagna); lo scontro tra Piquet e il doppiato Eliseo Salazar in Germania del 1982 (con il brasiliano che poi prese a pugni e calci il pilota cileno); lo scontro tra Senna e Jean-Louis Schlesser in Italia del 1988; il tamponamento tra il doppiato Jos Verstappen e Juan Pablo Montoya in Brasile del 2001 (con il colombiano che improvvisamente frenò davanti all'olandese dopo averlo appena sorpassato); lo scontro tra Montoya e Michael Schumacher (in regime di safety car) sotto il tunnel di Monaco del 2004; lo scontro tra Sebastian Vettel e Mark Webber in Turchia nel 2010. Curioso quanto accadde nel Gran Premio d'Italia 1995, in cui la telecamera staccatasi dalla Ferrari di Jean Alesi colpì la vettura gemella di Gerhard Berger, distruggendone la sospensione (le due auto erano al comando della gara, ma nessuna vide poi il traguardo).
Tre incidenti dalle dinamiche simili (con decollo della vettura in seconda posizione) furono quelli tra Riccardo Patrese e Berger in Portogallo nel 1992; tra Ralf Schumacher e Rubens Barrichello al via del Gran Premio d'Australia 2002; tra Webber e Heikki Kovalainen a Valencia nel 2010. Christian Fittipaldi, invece, effettuò un loop completo sul rettilineo di Monza nel 1993 dopo lo scontro con il proprio compagno di squadra alla Minardi.
Impressionanti furono gli incidenti occorsi a Martin Donnelly nelle prove del Gran Premio di Spagna 1990 e a Romain Grosjean nelle prime fasi del Gran Premio del Bahrein 2020, dalle dinamiche molto simili. Nel caso di Donnelly, la scocca della sua Lotus si disintegrò letteralmente, lasciandolo esanime sull'asfalto di Jerez: Donnelly ne uscì vivo ma fu costretto a terminare prematuramente la propria carriera. In quello di Grosjean, in seguito a un contatto con Daniil Kvjat, il francese andò a sbattere contro il guard rail a bordo pista, a una velocità di 241 km/h, con la sua Haas che si spezzò in due parti prendendo immediatamente fuoco: il troncone con la cellula di sicurezza dell'abitacolo rimase conficcato nella barriera metallica, avvolto dalle fiamme, ciò nonostante resse l'urto e Grosjean riuscì a uscire dalla monoposto sulle proprie gambe, riportando solo ustioni minori a mani e caviglie.
Spettacolare fu l'incidente di Derek Warwick in Italia nel 1990, così come quelli di Derek Daly a Monaco nel 1980 e, sempre nel Principato, tra Piquet e Patrese nel 1985. Incruenti, ma pericolosi, quelli di Fernando Alonso in Brasile nel 2003 e di Robert Kubica in Canada nel 2007. Mentre vennero sottostimati gli incidenti che coinvolsero Piquet nel 1987 (in prova) e Berger nel 1989 (in gara) alla curva del Tamburello di Imola, che sarà poi fatale a Senna cinque anni dopo; in quello di Berger, la vettura prese fuoco, ma la squadra antincendio CEA riuscì a domare le fiamme nel tempo record di 19 secondi.
Terribile fu anche l'incidente di Gilles Villeneuve a Imola nel 1980, nella curva che ora porta il suo nome e in cui nel 1994 perderà la vita Roland Ratzenberger. Dopo ventuno anni di Gran Premi disputatisi senza incidenti fatali per i piloti, il 5 ottobre 2014 durante la gara del Giappone a Suzuka, la Marussia di Jules Bianchi esce dal tracciato e impatta violentemente contro una gru mobile che i commissari stavano utilizzando per rimuovere la Sauber di Adrian Sutil (peraltro uscita di strada per la pioggia nel giro precedente e nello stesso punto della vettura del francese): Bianchi viene trasportato d'urgenza al reparto di terapia intensiva dell'ospedale di Yokkaichi e viene sottoposto a un intervento per ridurre un ematoma al cervello, causato dall'impatto del cranio contro il posteriore del mezzo usato dai commissari. Il 17 luglio 2015, dopo dieci mesi di degenza, si spegne all'ospedale di Nizza.

## Giochi di squadra

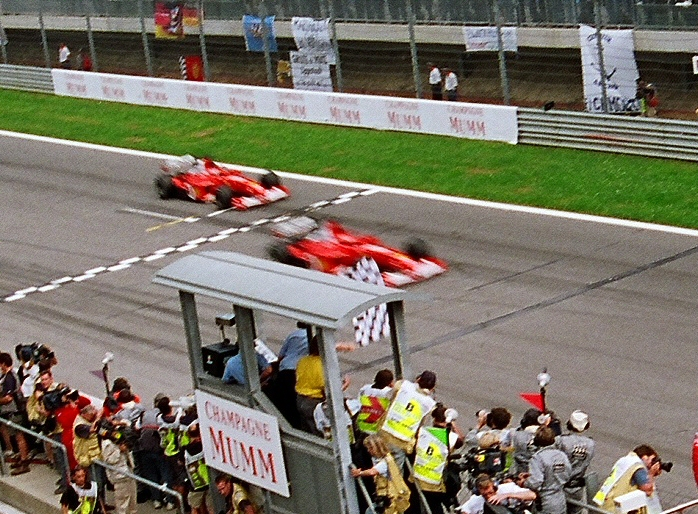
Rubens Barrichello lascia passare Michael Schumacher nel controverso arrivo del Gran Premio d'Austria 2002.

Dalla fine degli anni 1950 (quando venne ridotta la lunghezza dei Gran Premi) all'inizio degli anni 1980, nelle gare di Formula 1 i rifornimenti di benzina e i cambi di gomme furono eventi eccezionali e l'abilità dei piloti si misurava anche per la loro capacità di gestire il mezzo meccanico e gli pneumatici nell'arco dell'intera gara. Il punto di svolta si ebbe nel 1982, quando i tecnici della Brabham idearono i pit-stop, calcolando che il vantaggio di partire con meno benzina (cioè, più leggeri) e con gomme morbide avrebbe permesso alle loro auto di accumulare un vantaggio sugli avversari, superiore alla perdita di tempo necessaria per il rifornimento. La fragilità delle macchine bianco-blu impedì tuttavia di verificare questa teoria, in quanto in genere non riuscivano a raggiungere la metà gara (tanto che solo nel Gran Premio d'Austria venne effettuato il primo pit-stop). Tutte le squadre fecero comunque uso di questa strategia nella stagione 1983; dopodiché, essa venne vietata perché ritenuta troppo pericolosa. E fu reintrodotta dal 1994 fino al 2009, per ravvivare lo spettacolo. Ma anche nel periodo 1984-1993 i pit-stop (sia pure riferiti al solo cambio-gomme) continuarono a essere determinanti. E le gare si trasformarono progressivamente in una sequenza (talvolta monotona) di giri "di qualifica", in cui costantemente ogni pilota spreme al massimo ogni componente della sua auto.
Nel 1985, la Williams fu la prima squadra che introdusse il collegamento-radio tra i box e i piloti. Ciò agevolò la vittoria di Keke Rosberg nel GP di Detroit, in quanto fu il primo pilota che poté concordare il rientro per il cambio-gomme. Per tale via, il controllo dei box sulla condotta di gara del pilota è divenuto sempre più "invasivo".
Durante il Gran Premio d'Austria 2002, Barrichello, compagno di squadra di Schumacher sulla Ferrari, conduceva la gara e ricevette un ordine di scuderia che intimava di lasciar passare il tedesco per fargli vincere la corsa. Barrichello lo lasciò passare proprio davanti alle tribune a pochi metri dalla bandiera a scacchi, con gran disappunto del pubblico. Sul podio, in risposta ai fischi che giungevano dalle tribune, Schumacher infranse il rigoroso cerimoniale passando al secondo posto e lasciando salire Barrichello al primo, scambiandosi inoltre i trofei: Barrichello prese quello riservato al primo classificato e Schumacher quello del secondo. Barrichello, Schumacher e la Ferrari furono multati per un milione di dollari per aver disatteso l'osservanza dell'articolo 170 del Regolamento sportivo della Formula 1, concernente la cerimonia del podio. In séguito, la FIA decise di vietare gli "ordini di scuderia" per evitare qualsiasi condizionamento artificiale del risultato. Ciò non impedì allo stesso Schumacher di restituire il favore nel Gran Premio di Indianapolis dello stesso anno, quando rallentò vistosamente in prossimità del traguardo facendosi superare da Barrichello e giungendo secondo a 0"011 da lui: ufficialmente, il tedesco affermò di avere tentato di giungere primo a pari merito con il brasiliano, evento mai verificatosi in una gara di Formula 1.

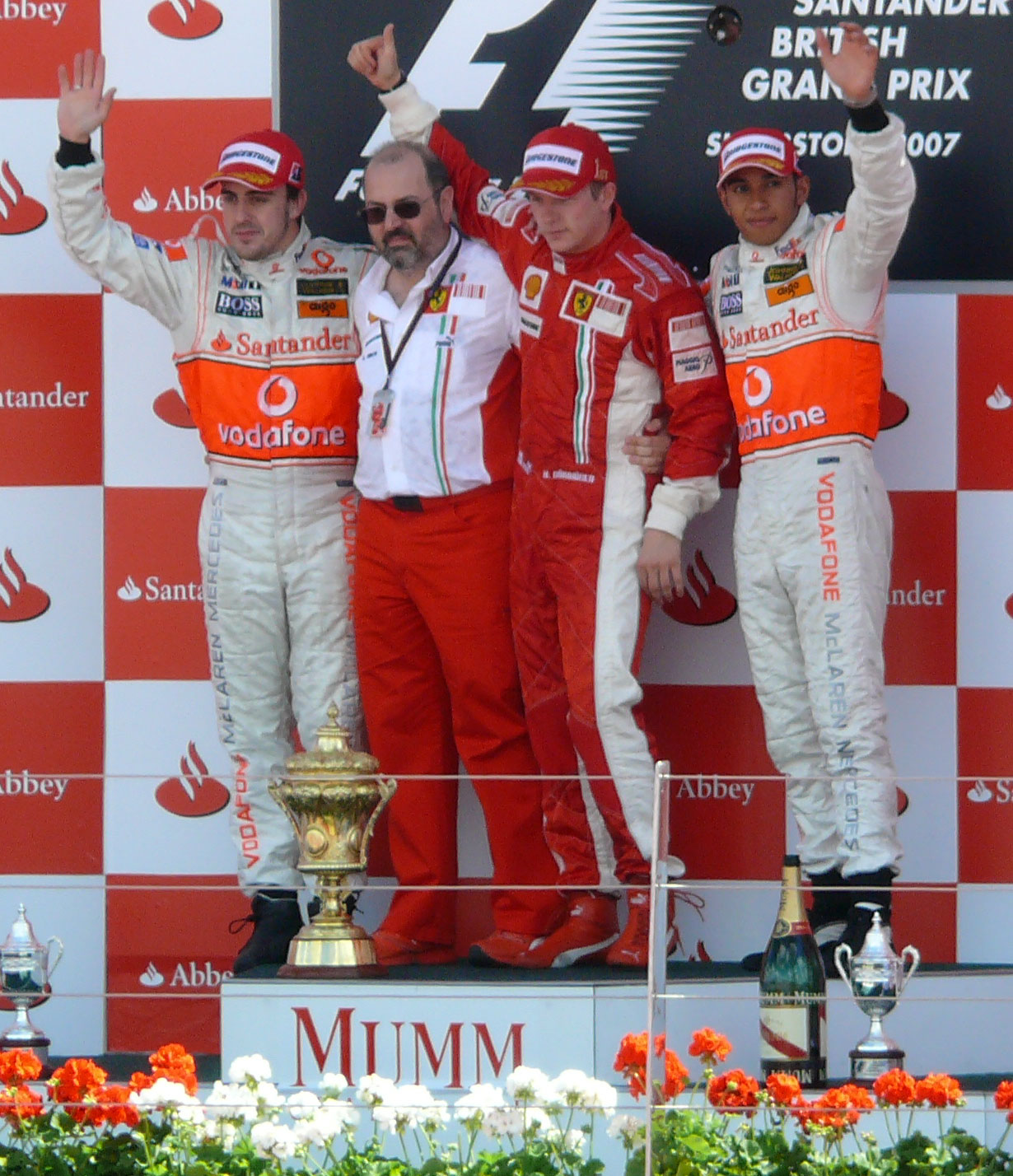
Lewis Hamilton (primo da destra) fu artefice nel di uno tra i migliori debutti nella storia della F1: nel prosieguo di stagione la McLaren tese a favorirlo nella lotta al titolo a scapito del compagno di box Fernando Alonso (primo da sinistra), portando quest'ultimo a disobbedire agli ordini di scuderia; di questa lotta interna si avvantaggiò il ferrarista Kimi Räikkönen (secondo da destra).

La questione si è ripresentata all'indomani del GP di Germania 2010, nel quale il ferrarista Massa, al comando della gara rallentò visibilmente cedendo la posizione al compagno di squadra Alonso, meglio piazzato nella classifica del Mondiale; e questo a seguito di una indicazione pervenuta via radio dai box e udita in mondovisione: "Fernando is faster than you". Il Consiglio Mondiale della FIA riunitosi l'8 settembre 2010, ha comminato per questo fatto una sanzione di 100 000 dollari, ma non ha preso provvedimenti in ordine ai punti acquisiti dalla Ferrari e dai suoi piloti in quel Gran Premio. Alla fine, il 10 dicembre 2010 la FIA ha abolito l'articolo 39.1 del Regolamento («Sono vietati gli ordini di scuderia che possono interferire con il risultato di una gara»); ma non l'art. 151.c che vieta i comportamenti antisportivi.
Fatti del genere, comunque, non erano affatto nuovi. Già nel Gran Premio di Gran Bretagna 1955, i box Mercedes imposero a Fangio di cedere la prima posizione al pilota di casa, Moss, che così si vide regalare la sua prima vittoria grazie a un plateale rallentamento dell'argentino, che quasi si fermò all'uscita dell'ultima curva. Senna, invece, nel Gran Premio del Giappone 1991 regalò spontaneamente la vittoria a Berger; mentre nel Gran Premio di Francia 1982 i box Renault diedero ordine a Arnoux di far passare il compagno di squadra Prost. Ma Arnoux non rallentò e vinse la gara (così si giocò il posto in squadra per il 1983, ma poi fu assunto dalla Ferrari). Nel Gran Premio d'Europa 1985, infine, Rosberg fece gioco di squadra al momento di essere doppiato: ostacolò il leader della gara Senna, permettendo a Mansell di raggiungerlo, sorpassarlo e di involarsi verso la sua prima vittoria in un Gran Premio.
Altri episodi degni di nota, avvennero nei Gran Premi di Germania e di Malesia della stagione 1999, quando, rispettivamente Salo e Schumacher, lasciarono la vittoria a Irvine, che nonostante ciò non riuscì poi a laurearsi Campione del mondo. Nel Gran Premio del Messico 1964 il ferrarista Bandini non solo tamponò involontariamente la BRM di Hill, costringendolo a correre nelle retrovie; ma cedette poi la seconda posizione al compagno Surtees, che poté così vincere il Mondiale, proprio ai danni di Hill. Mentre nel Gran Premio d'Italia 1956 il giovane Collins cedette la sua Ferrari a Fangio (cosa allora ammessa dal regolamento), rinunciando così a vincere il titolo mondiale a vantaggio dello stesso Fangio.
Le squadre britanniche, invece, hanno spesso lasciato libero spazio ai confronti interni: nel 1967 addirittura Brabham si fece soffiare il titolo dalla sua seconda guida Hulme che, appunto, guidava una Brabham; nel 1981 la Williams non avvantaggiò né Jones né Reutemann e alla fine quest'ultimo perse il titolo per un solo punto nei confronti di Piquet; nel 1986 la situazione si ripeté e nella lotta tra Mansell e Piquet la spuntò la McLaren di Prost. "Carta libera" anche nei due anni successivi, in casa McLaren, tra lo stesso Prost e Senna; e anche nel 1996 in casa Williams tra Damon Hill e il giovane Jacques Villeneuve. Nel 2007 la McLaren inizialmente non scelse una prima guida tra Alonso, vincitore dei due precedenti mondiali, e il promettente Hamilton, esordiente nel circus; al contrario, nella seconda parte della stagione il team tese a favorire smaccatamente il giovane britannico a scapito dello spagnolo, che di conseguenza boicottò platealmente ogni possibile ordine di scuderia: in questa situazione, entrambi i piloti McLaren chiusero il campionato a un punto dall'iridato Räikkönen su Ferrari. Unica eccezione, nel 1978 la Lotus impose a Peterson il ruolo di seconda guida a vantaggio di Andretti.
Nel 2007 la Formula 1 viene investita da uno scandalo di spionaggio e sabotaggio ai danni della Ferrari da parte della scuderia McLaren: fautori sono stati due tecnici delle due scuderie, Nigel Stepney del team italiano e Mike Coughlan del team anglo-tedesco. Il primo, spinto da motivi di contrasto con la scuderia, avrebbe dapprima cercato di sabotare l'auto durante il Gran Premio di Monaco mediante una sostanza estranea all'interno dei serbatoi carburante, e avrebbe in seguito passato numerose informazioni tecniche al collega della McLaren, Coughlan. La scuderia britannica ha più volte proclamato la propria estraneità dai fatti, ma il World Motor Sport Council della FIA ha sentenziato il 13 settembre 2007 l'annullamento di tutti i punti conseguiti dalla McLaren nel Campionato costruttori e il pagamento di una multa di 100 000 000 di dollari; nessuna sanzione invece per i piloti. La stagione si conclude con la vittoria del ferrarista Kimi Räikkönen, laureatosi campione nel conclusivo Gran Premio del Brasile, grazie anche al compagno di squadra Felipe Massa che con la conquista del secondo posto, impedisce a Fernando Alonso di guadagnare i due punti che gli avrebbero permesso di aggiudicarsi il terzo mondiale consecutivo, e a una gara sottotono di Lewis Hamilton, bloccato da un duello col compagno di squadra in avvio, e da un problema alla vettura nel corso della gara.

## Il controllo della Formula 1

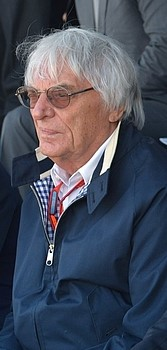
Bernie Ecclestone, per quasi quarant'anni direttore generale della Formula One Management, era conosciuto come il "F1 Supremo".

La Formula 1 è controllata nel regolamento sportivo e tecnico dalla Federazione Internazionale dell'Automobile (FIA) con sede a Parigi.
Per tutelare gli interessi dei Costruttori, nel 1974 venne fondata la Formula One Constructors Association (FOCA) nella quale Ecclestone, prima manager di Jochen Rindt e in seguito proprietario della Brabham, nel 1978 entrò nel suo Consiglio Esecutivo e ingaggiò una celebre disputa con la Fédération Internationale du Sport Automobile (FISA) comandata da Jean-Marie Balestre sul controllo tecnico, commerciale e televisivo; il 5 marzo 1981, a Parigi, con la determinante mediazione di Enzo Ferrari, venne firmato il Patto della Concordia. Quando i termini del primo Patto finirono nel 1987, Ecclestone cessò di essere un proprietario di scuderia e stabilì la Formula One Promotions and Administration (FOPA), un nuovo organismo dedicato ad amministrare i diritti televisivi per le scuderie, che riceveva il 23% dei proventi televisivi nonché quelli pagati dai promotori dell'evento. Tra questi, il 47% andava alle scuderie, e il 30% alla FIA, oltre a elargire ulteriori premi in denaro alle squadre. Ma il possesso e controllo dei diritti della Formula 1, nonché l'utilizzo del termine "Grand Prix" da parte di Ecclestone è stato oggetto di alcune controversie.

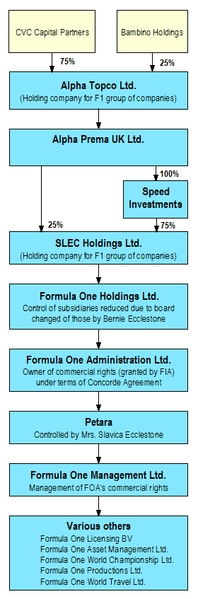
Diagramma raffigurante le complesse attività organizzative e commerciali della F1

Tutto iniziò nel 1995, quando la FIA decise di estendere i diritti commerciali della Formula 1 alla Formula One Administration, controllata dalla Formula One Management (FOM), per un periodo di 14 anni, fino al 2009; in cambio, Ecclestone provvedeva al pagamento annuale dei proventi ed ebbe l'autorizzazione a sperimentare le riprese televisive digitali e in multicanale nel 1996. Quando la FOM ottenne in esclusiva i diritti commerciali delle scuderie più popolari (McLaren, Williams, e Tyrrell) le altre squadre protestarono con decisione minacciando di rigettare il seguente Patto della Concordia da siglare per il 1997. La McLaren, la Williams, la Ferrari e la Renault formarono la "Grand Prix World Championship Holdings" (GPWC) ponendo le basi per competere in un campionato mondiale diverso dalla Formula 1 dal 2008 – quando i loro contratti, all'epoca, avevano scadenza nel 2007 –, contestando inoltre ad Ecclestone l'utilizzo del termine Grand Prix. Nel febbraio 2005 è avvenuto il tentativo di scissione più clamoroso da parte della GPWC per il campionato alternativo, prima di riformarsi nel maggio del 2005 col nome di Grand Prix Manufacturers Association (GPMA) e tornare sui suoi passi firmando un memorandum d'intesa durante il Gran Premio di Spagna 2006: questo rinnova tacitamente il Patto della Concordia, definisce la durata del campionato mondiale di Formula 1 – che continuerà a svolgersi sino al 2012 – e sancisce la nascita di un organismo unitario dei Regolamenti, la Formula One Commission, le cui decisioni verranno poi ratificate dagli organi della FIA, il World Motor Sport Council e l'Assemblea Generale. La FIA prenderà decisioni in totale autonomia soltanto per le questioni legate alla sicurezza. Inoltre, l'8 gennaio 2007 la FIA annuncia la creazione di un nuovo comitato dei Costruttori denominato Formula One Manufacturers' Advisory Commission (FOMAC), con presidente Burkhard Goeschel e composto da BMW, Mercedes, Ferrari, Honda, Renault e Toyota. La vecchia GPMA si dissolve con l'abbandono della Renault, avvenuto nel febbraio 2007.
Oltre ai problemi di natura tecnica, per Ecclestone arrivano anche quelli finanziari, iniziati nel 1999 quando l'assistenza finanziaria alla FOM venne cancellata a causa di un'investigazione ordinata dalla Commissione Europea di Controllo. La mossa di Ecclestone fu quella di assicurare 1,4 milioni di azioni in Eurobond garantendo alla compagnia profitti futuri. Alla fine del 2000 la famiglia di Ecclestone ridusse il possesso della "Formula One Holdings" al 25% del loro fondo personale, denominato "Bambino Holdings".
Cambiamenti significativi avvengono poi tra la fine del 2004 e la prima parte del 2005 quando la SLEC Holdings, detentrice della Formula One Group, viene venduta da Ecclestone a un gruppo d'affari composto da tre banche tedesche e inglesi, riunite in consorzio dopo il tracollo finanziario subìto dal Kirch Media Company del magnate tedesco Leo Kirch che investì ingenti capitali sui diritti della Formula 1 e sul campionato mondiale di calcio, portandolo alla bancarotta. Dopo diversi mesi passati tra cause giudiziarie, trattative e controlli, la CVC Capital Partners nel marzo 2006 annuncia il controllo acquisito sui diritti finanziari e commerciali della Formula 1. La Commissione Europea di Controllo approva la complessa transazione finanziaria, a condizione ulteriore che la CVC acquisisca anche il controllo sulla spagnola Dorna Sports, detentrice dei diritti della MotoGP. Ecclestone investirà il capitale rimasto dentro una nuova compagnia da lui fondata, la Alpha Prema, passando alla condizione di socio di minoranza ma restando al comando dei diritti promozionali e organizzativi della massima serie, oltre naturalmente a essere ancora il proprietario della Formula One Management. Dopo tale acquisizione la complicata struttura della holding-business, commentata anche da diversi analisti di economia nonché dai periodici The Economist e Financial Times, si è semplificata e, secondo molti osservatori, ha rafforzato e consolidato a livello di immagine la Formula One Group che sembrava destinata al declino dopo i problemi finanziari susseguiti alla chiusura, alla fine del 2002, della televisione digitale lanciata da Ecclestone.
Nel 2016 la compagnia statunitense Liberty Media ha acquistato, per 8 miliardi di dollari, i diritti sul campionato dalla CVC. Liberty Media opera nel campo dei mezzi di informazione ed è di proprietà di John Malone. L'acquisto verte sulla maggioranza delle azioni della Delta Topco che possiede i diritti dei gran premi. La vendita è stata ratificata dal Consiglio Mondiale della FIA durante una riunione tenuta a Ginevra il 18 gennaio 2017; la FIA mantiene l'1% delle quote della Delta Topco. Chase Carey è divenuto il nuovo Presidente e CEO del World Motorsport Council della FIA, titolare della Formula 1, mentre Bernie Ecclestone, che avrebbe dovuto mantenere quest'ultima funzione come accadeva dalla fine degli anni 1970, ricopre ora il ruolo di Presidente onorario. Ross Brawn, in passato tecnico di diverse scuderie di F1, è stato nominato Motor Sports Managing Director della nuova compagine, mentre Sean Bratches è stato posto al vertice della struttura commerciale. In avvicendamento a Carey, da gennaio 2021 Presidente e CEO del WMC è Stefano Domenicali.

## La Formula 1 e i media

### Televisione
La Formula 1 si posiziona a livello mondiale quale terzo evento più seguito dietro i Mondiali di calcio e le Olimpiadi per quanto riguarda l'"audience" televisiva. Il Gran Premio del Canada del 2005 venne visto da 53 milioni di telespettatori risultando essere così il secondo evento sportivo più visto dell'anno, dietro soltanto la finale della UEFA Champions League. Le diciotto gare della stagione 2006 sono state viste complessivamente da 1 miliardo e 54 milioni di telespettatori; la diretta dell'ultima gara stagionale, il Gran Premio del Brasile 2006, è stata vista da 83 milioni di telespettatori. Secondo le cifre ufficiali fornite dalla Formula One Management, la media dei telespettatori che assistono al singolo evento si aggira attorno ai 58 milioni. Nella stagione 2001 l'audience televisiva cumulata era stimata attorno ai 54 milioni di telespettatori, trasmessa in 200 paesi.

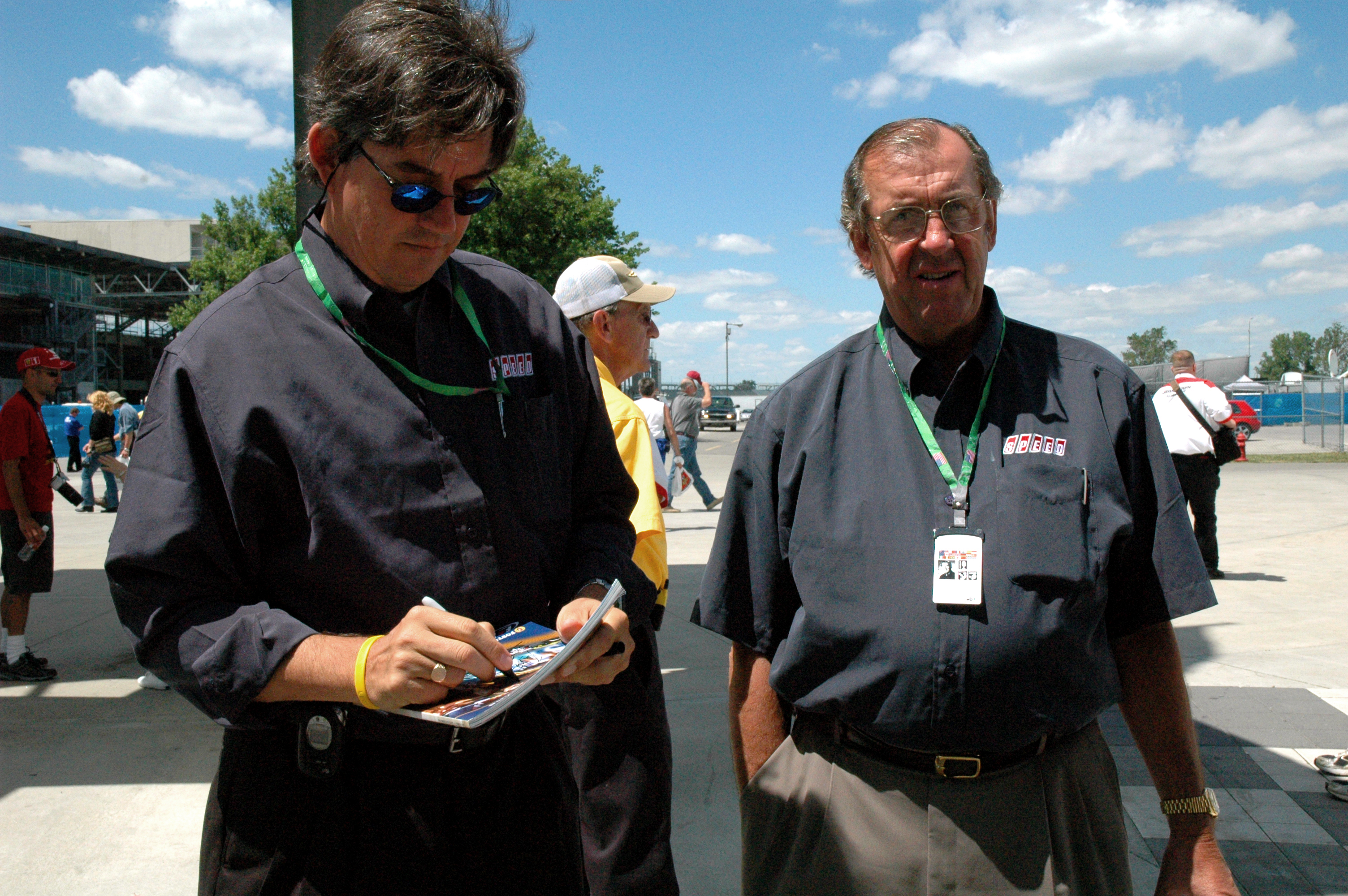
I telecronisti di SPEED Channel, Bob Varsha e David Hobbs, nel paddock di Indianapolis per il Gran Premio degli Stati Uniti d'America 2005.

La Formula 1 è trasmessa nel mondo dalla RTL, quella che ha trasmesso più a lungo le gare, dalla British Broadcasting Corporation (BBC) in Inghilterra, da The Sports Network in Canada, e da NBC Sports negli Stati Uniti. Molte altre televisioni trasmettono in diretta. In Australia, la F1 viene trasmessa da Network Ten e da One. Per l'Italia fino al 1996 ha avuto tre emittenti: la RAI, TMC Tele Monte Carlo, in seguito diventata LA7, e il gruppo Fininvest. Per quanto riguarda il commento, in Rai è rimasto fino al 1994 l'icona Mario Poltronieri affiancato dall'inviato ai box Ezio Zermiani, in Fininvest (gare trasmesse su Italia 1 dal 1991 al 1996) sono stati presenti l'ex pilota Andrea De Adamich e Guido Schittone. Dal 1997 la Formula 1 torna unicamente sulle reti RAI, con il commento di Gianfranco Mazzoni e la parte tecnica seguita prima da René Arnoux (1997) e poi da Ivan Capelli (1998-2017). In seguito, oltre che dalla RAI, venne trasmessa per un breve periodo di tempo anche dalla satellitare Sky, ritiratasi alla fine del 2009 e rientrata nel 2013 acquisendo l'intero pacchetto e lasciando alla RAI la diretta di nove gare tra cui il Gran Premio d'Italia e le restanti dieci in differita di tre ore dalla conclusione dei Gran Premi. Quest'ultima ha proposto, dal 2007, la visione delle gare in alta definizione con altri contenuti speciali quali, per esempio, la possibilità di passare da una parte all'altra del circuito semplicemente premendo i tasti direzionali del telecomando oppure di venire a conoscenza di dati tecnici delle varie monoposto. Anche la televisione di Stato italiana, dal campionato d'Europa 2008, ha proposto l'alta definizione tramite il digitale terrestre.

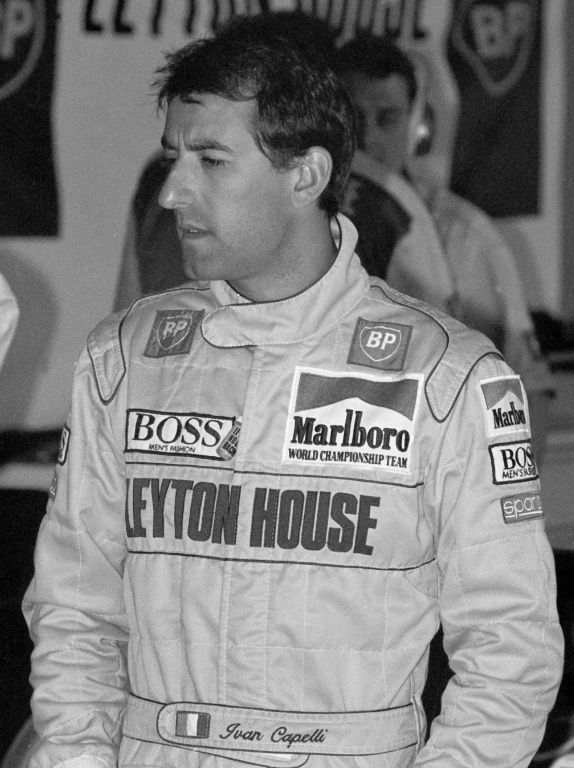
Ivan Capelli nel alla Leyton House. Dopo il ritiro è divenuto una delle voci più note nel racconto televisivo italiano della Formula 1.

A metà anni 2000, l'emittente Al Jazeera nel Medio Oriente aveva trasmesso qualche gara in un mercato che fino ad allora era rimasto abbastanza assopito, almeno prima della nuova gara nel Bahrein e in quella preannunciata negli Emirati Arabi Uniti.
Durante i primi anni 2000, la "Formula One Administration" governata da Bernie Ecclestone creò un buon numero di marchi registrati, il logo e un sito Internet ufficiale per la Formula 1 per donargli un'identità ben definita. Ecclestone aveva preso il controllo dei diritti televisivi nei primi anni 1980 dall'Eurovisione, e nel 1996 sperimentò un sistema televisivo digitale di ripresa delle gare (comunemente chiamato "Bernievision"), lanciato in occasione del Gran Premio di Germania in collaborazione con la televisione satellitare tedesca DF1 (trent'anni dopo la prima trasmissione televisiva a colori di un GP di F1, quello di Germania del 1967 corso al Nürburgring): questo servizio offriva visuali simultanee da diverse posizioni (come la super regia, camere on-board, in alto, in basso, sul retro, a livello suolo, gli highlights, riprese dalla pit lane e la schermata dei tempi), che comportava un notevole dispendio di telecamere e diverso personale tecnico-giornalistico rispetto alla trasmissione convenzionale. È stato introdotto in molte nazioni nel corso degli anni (in Italia fu Tele+ con il canale specifico +F1 a offrire tale servizio) ma venne chiuso dopo la fine della stagione 2002 per problemi finanziari.
Adesso tutte le stazioni televisive che hanno acquisito i diritti della Formula 1 usufruiscono delle riprese in esclusiva mondiale prodotte dalla Formula One Management, che è l'unico ufficiale. La regia viene coordinata unilateralmente in ciascuna delle nazioni che ospitano il gran premio come la ITV per il Gran Premio di Gran Bretagna, la RAI per il Gran Premio d'Italia, TV3 per il Gran Premio di Spagna, con ciascuna emittente che ha la possibilità di usufruire di telecamere personalizzate. Queste ultime possono essere utilizzate sulla griglia di partenza – in occasione della pausa che intercorre tra la chiusura della pit lane e la partenza del giro di ricognizione prima della gara – e sul retro del paddock per le interviste ai piloti. La sola stazione che ha qualche differenza è il canale tedesco satellitare Sky Deutschland, che offre tutte le sessioni di prove - anche quelle libere del venerdì - dal vivo e interattive, incluse naturalmente le riprese on-board. Il servizio è visto in Europa dalla fine del 2002, quando i costi per mantenere una televisione digitale interattiva erano troppo alti e furono in larga parte la causa del fallimento del canale F1 Digital+ lanciato attraverso la Sky Digital in Inghilterra. I prezzi erano troppo alti per gli spettatori, i quali potevano comunque vedere le qualifiche e la gara liberamente su ITV.
Nel 2006 in Inghilterra è stato lanciato un servizio di podcasting sulla Formula 1 per la telefonia cellulare di terza generazione. Nel 2007 la Formula One Management ha diffuso per la prima volta prove e gare in widescreen anamorfico e ad alta definizione per i televisori 16:9 anche se soltanto alcune TV poterono offrire tale servizio a partire dalla gara inaugurale in Australia. Il 21 maggio 2007 Sky Sport, con un accordo, annunciò l'acquisizione dei diritti televisivi (non esclusivi) dei 13 gran premi rimasti da disputare nel 2007 e per le stagioni 2008 e 2009 su schermo anamorfico e in alta definizione.

### Sport elettronici
Dal 2017, la Formula 1 ha lanciato un programma che mira a coinvolgere la community di giocatori del videogioco ufficiale di Formula 1 sviluppato da Codemasters, offrendo un'opportunità per una maggiore interazione con lo sport. Nel 2018, i team ufficiali di Formula 1 hanno aderito al programma, formando i propri team di eSports per competere nel campionato virtuale.

## Sponsor
Prima del 1968, considerato l'anno in cui gli sponsor fecero il loro ingresso massiccio in F1, le squadre gareggiavano con le vetture dipinte nei rispettivi colori ufficiali nazionali; fino ad allora, le sponsorizzazioni riguardavano soltanto i fornitori interni alla stessa serie (benzina, olio lubrificante, e così via). La Federazione Internazionale dell'Automobile aveva codificato delle particolari tonalità di colori che venivano assegnate alle macchine: tra i più noti, il rosso per le auto italiane, il verde per le britanniche, il giallo per le belghe, il blu per le francesi e il bianco (poi divenuto argento) per le tedesche. Inizialmente contava la nazionalità del pilota (ad esempio, una Ferrari pilotata da un pilota belga doveva essere verniciata di giallo, non di rosso); solo successivamente i colori si adattarono alla nazionalità dei costruttori.

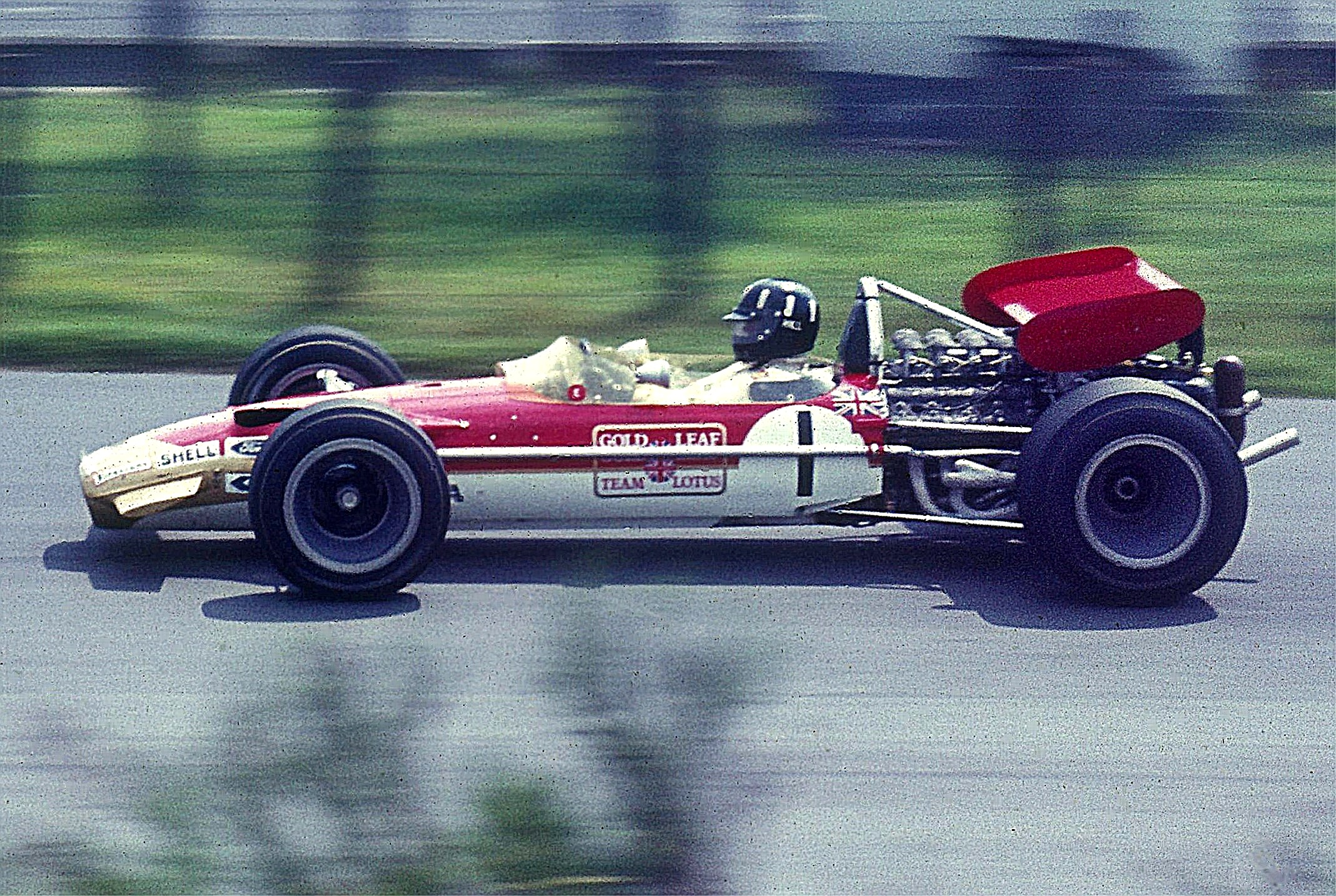
La livrea della Lotus 49B del 1968, dipinta con colori e logo della Gold Leaf. Questa monoposto fu la prima, nella storia della F1, a rinunciare alle tradizionali tonalità di colore FIA in favore di una sponsorizzazione pubblicitaria.

Nel 1968 la Lotus fu la prima squadra a presentarsi con una livrea sponsorizzata, soppiantando il tradizionale e neutro British racing green in favore dei colori rosso, oro e bianco, ovvero quelli della Gold Leaf, marchio del produttore di tabacchi John Player & Sons; dal 1972 le vetture Lotus saranno poi ridipinte di nero e oro, i colori della John Player Special, altro marchio del gruppo.
Negli anni seguenti squadre, piloti, circuiti e persino la stessa denominazione ufficiale del gran premio dipendevano in maniera massiccia dall'industria del tabacco che ebbe un ruolo fondamentale nella sopravvivenza della maggiore categoria. Quando le legislazioni nazionali cominciarono a vietare la pubblicità al fumo, Ecclestone iniziò a elaborare complicate trattative per assicurare ugualmente lo svolgimento del gran premio applicando qualche strappo alla regola; l'apice si raggiunse in un'edizione del Gran Premio del Belgio durante il quale alcuni team si presentarono senza scritte pubblicitarie sulle fiancate delle vetture. Le squadre, a poco a poco, iniziarono a eliminare le scritte pubblicitarie del tabacco: la prima fu la Williams nel 2000, seguita a ruota dalla McLaren che lascia la West, dalla Renault che rescinde da Japan Tobacco, e dalla British American Tobacco che prima vende la BAR poi si disimpegna da fine 2006.
Al 2019 solo Ferrari e McLaren mantengono sponsorizzazioni da aziende di tabacco, rispettivamente Philip Morris International (con il marchio Mission Winnow) e la rientrante British American Tobacco (con i marchi A Better Tomorrow e Vype): queste, pur se formalmente non inerenti prodotti del tabacco, sostanzialmente sono viste da più parti come un escamotage di pubblicità indiretta e per questo hanno portato ad alcune polemiche, al punto che in occasione di Gran Premi ospitati da nazioni dov'è in vigore una legislazione antifumo, Ferrari e McLaren non possono esporre i loghi dei loro sponsor tabaccai sulle livree delle monoposto e sull'abbigliamento dei team.
All'inizio del 2024, il panorama della Formula 1 ha subito un cambiamento significativo nell'ambito delle sponsorizzazioni e delle collaborazioni tra team. Dopo aver gareggiato per cinque stagioni con il nome Alfa Romeo, Sauber ha introdotto una partnership con il casinò online Stake.com, che ha portato alla nuova identità del team come Stake F1 Team Kick Sauber. Sauber manterrà il nome di sponsorizzazione di Stake fino alla fine del 2025, dopodiché diventerà il team ufficiale Audi dalla stagione 2026 in poi. La Scuderia AlphaTauri, il team junior della Red Bull, ha abbandonato il suo nome e ha assunto gli sponsor Hugo Boss e Cash App, diventando Visa Cash App RB, o VCARB per il 2024. Sempre nel 2024, la Formula 1 ha annunciato partnership con Mattel per il lancio di auto pressofuse Hot Wheels, e con Lego, con i primi nuovi set in uscita nel 2025. In precedenza, i set Lego basati sulle auto di Formula Uno erano stati lanciati nel 2024.
Dal 2010, lo sponsor della Formula 1 ha iniziato ad allargarsi e a includere il nome di importanti banche mondiali, come UBS, colosso svizzero attivo in tutto il mondo. La banca elvetica ha sottoscritto un accordo che prevede la sponsorizzazione di tutto il Campionato mondiale di Formula 1.

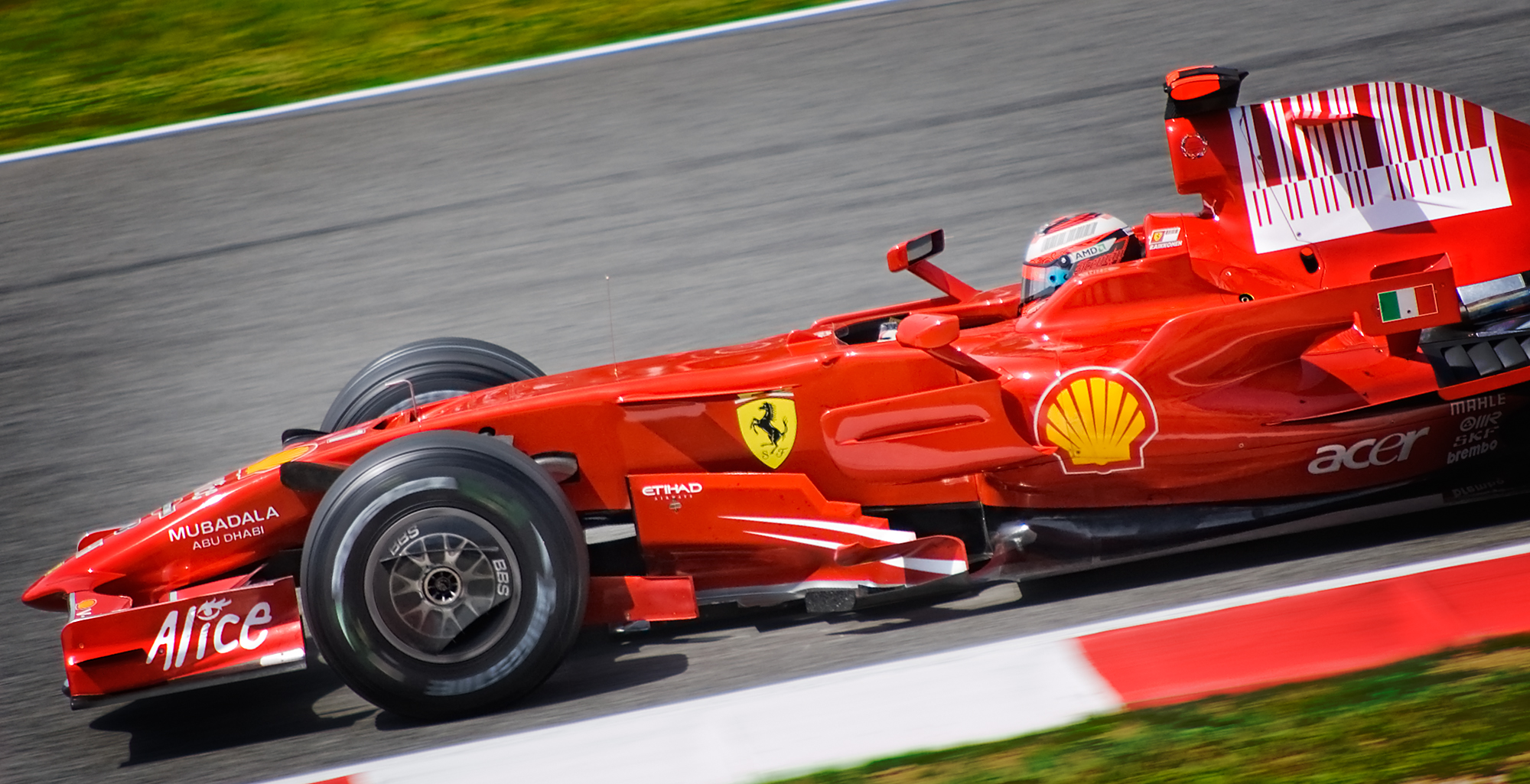
L'italiana Scuderia Ferrari è l'unica squadra a non aver mai soppiantato la sua tradizionale colorazione in favore degli introiti pubblicitari, mantenendo dal 1950 la sua storica livrea rosso corsa.

Negli anni 1970 in Formula 1 era ancora possibile che un privato proprietario di un'azienda di piccola o media fattura sponsorizzasse una squadra e un pilota. In Italia, ma anche in altri paesi ci sono stati diversi esempi: tra gli altri Andrea De Adamich, poi commentatore televisivo e anche telecronista dei gran premi dal 1991 al 1996, aveva la sua vettura sponsorizzata da una piccola azienda di ceramiche, mentre Vittorio Brambilla, unico italiano a vincere un Gran Premio negli anni 1970 (in Austria nel 1975), aveva la sua March con la scritta pubblicitaria di un'azienda di Monza, sua città natale. Tra gli sponsor più particolari che si siano visti su una vettura di Formula 1 vanno ricordati quelli esibiti dalla Osella nel biennio 1986-87 (si trattava di due empori di mobili ed elettrodomestici di Torino, "Rosa dei Mobili" e "Stievani") e anche la ditta Andrea Moda, che nel 1992 acquistò il materiale della Coloni creando un proprio team (Andrea Moda Formula) e riuscendo, con Roberto Moreno alla guida, a disputare un unico Gran Premio. L'ultima iniziativa "artigianale" fu quella della Forti, scuderia di Alessandria che prese parte ai mondiali del 1995 e 1996, senza raccogliere risultati. Maggiore successo aveva avuto vent'anni prima l'avventura di Lord Alexander Hesketh, il quale dilapidò una fortuna per dare vita a un proprio team, dopo avere fatto correre sin dal 1973 il giovane James Hunt su una March privata; al volante della Hesketh, Hunt vinse il Gran Premio d'Olanda 1975, ma quando il pilota passò alla McLaren il team ebbe un rapido tracollo e sparì dalle scene nel giro di tre anni.
Il due volte campione del mondo Emerson Fittipaldi verso la metà degli anni 1970 fondò una propria scuderia, la Copersucar, grazie al decisivo intervento finanziario delle Compagnie dello zucchero del Brasile, che imposero anche la colorazione della vettura con i colori nazionali verde e oro. Persino nei primi anni 1980 il pluricampione del mondo austriaco Niki Lauda ebbe una popolarità rinnovata pubblicizzando, in televisione e sui circuiti dove continuava a gareggiare, la marca casearia Parmalat. All'epoca, scritte e cartelli pubblicitari erano arrivati a spiccare in ogni angolo dei circuiti, creando a volte un po' di confusione.
L'inizio dell'era Ecclestone ridusse le sponsorizzazioni, favorendo le multinazionali dapprima del tabacco, quindi del petrolio e più recentemente della telefonia, del mondo della finanza e dell'hi-tech, che stanno prendendo sempre più il sopravvento. Tuttavia, secondo l'indagine condotta da StageUp nel 2012, la Formula 1 ha perso il 41% degli introiti nell'arco di tempo che va dal 2009 al 2011.

## Loghi

Logo della Formula 1 usato dal 1987 al 1993.
Logo della Formula 1 usato dal 1994 al 2017.
Logo della Formula 1 in uso dal 2018.[153]
Logo celebrativo della Formula 1, usato nel 2020 per i 70 anni della categoria.
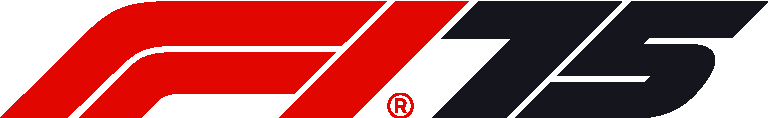
Logo celebrativo della Formula 1, in uso nel 2025 per i 75 anni della categoria.